# Biserica reformată din Cuieșd

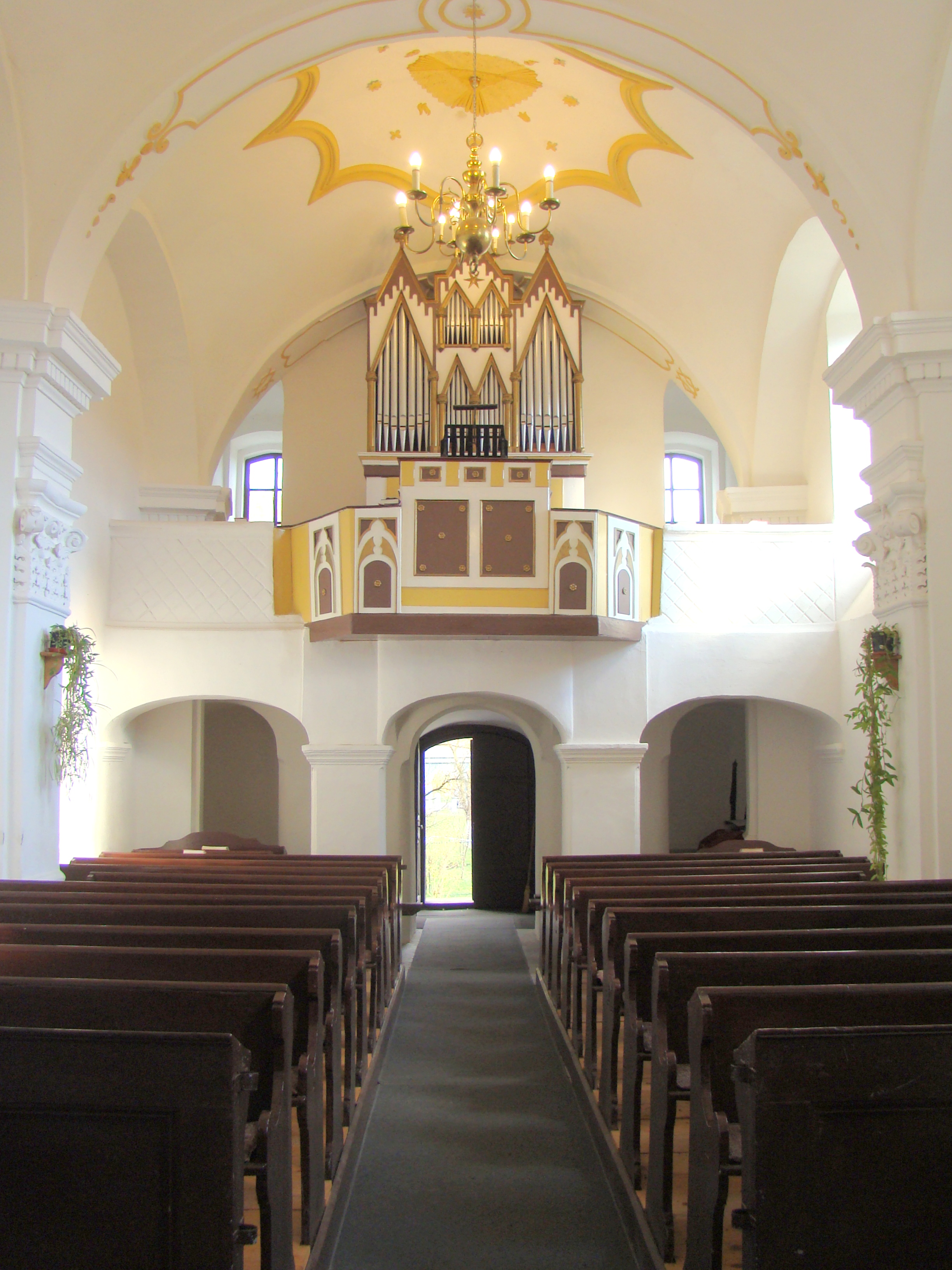
Nava spre ieșire

Biserica reformată din Cuieșd este un monument istoric aflat pe teritoriul satului Cuieșd, comuna Pănet. În Repertoriul Arheologic Național, monumentul apare cu codul 118726.01.

## Localitatea
Cuieșd (în maghiară Székelykövesd) este un sat în comuna Pănet din județul Mureș, Transilvania, România. Menționat pentru prima dată în anul 1451 sub numele de Kewesd.

## Biserica
Biserica satului a fost construită în jurul anului 1300, a devenit biserică reformată în secolul al XVI-lea (înainte de 1586 exista deja un predicator reformat) și a fost reconstruită în secolul al XVII-lea. În 1799, folosind materialul vechi, a fost construită o nouă biserică reformată, care a fost extinsă între 1800 și 1802, adăugându-i-se turnul de piatră. Aproximativ 425 de suflete aparțin în prezent comunității reformate din sat.

## Imagini din exterior

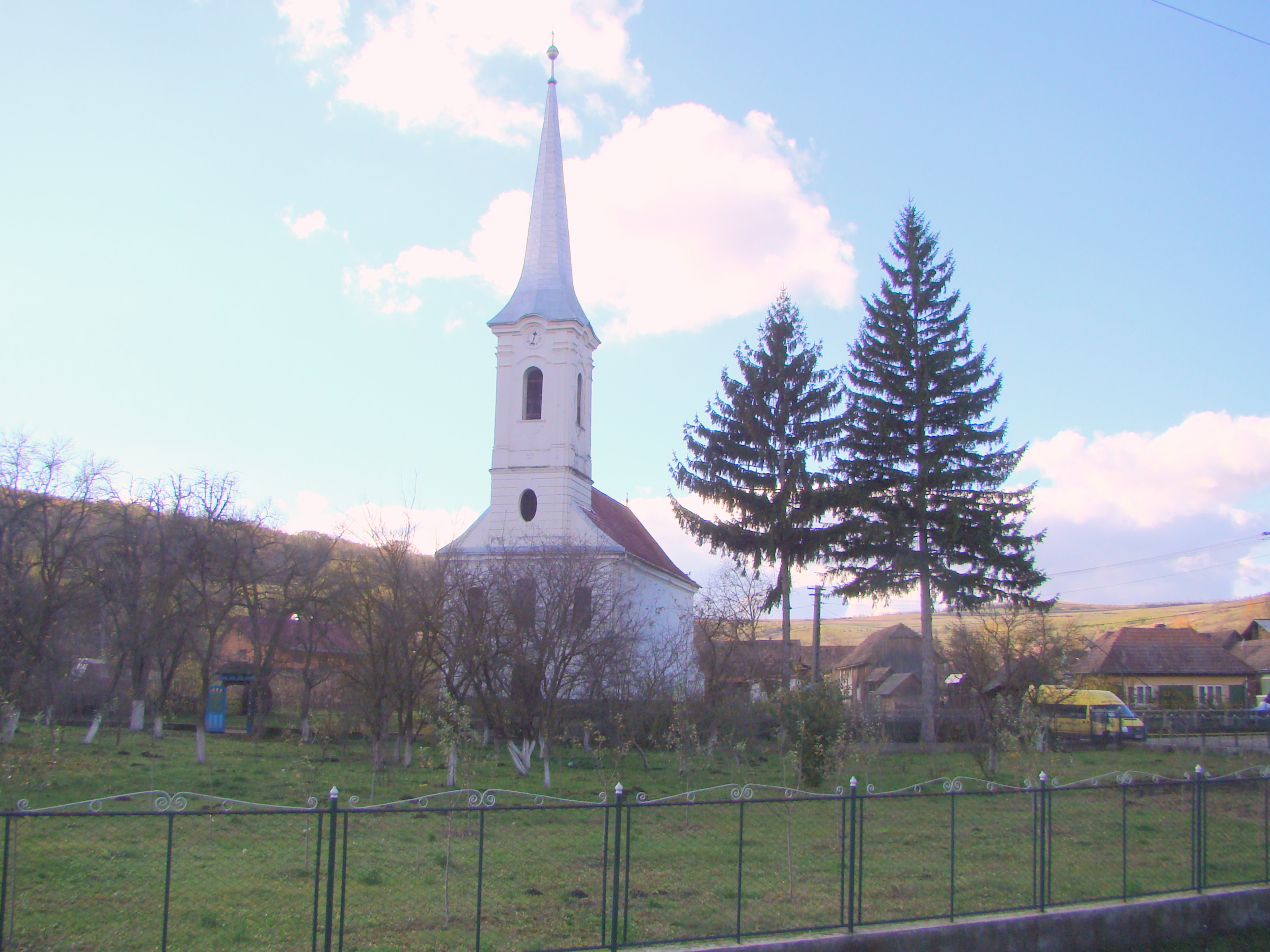
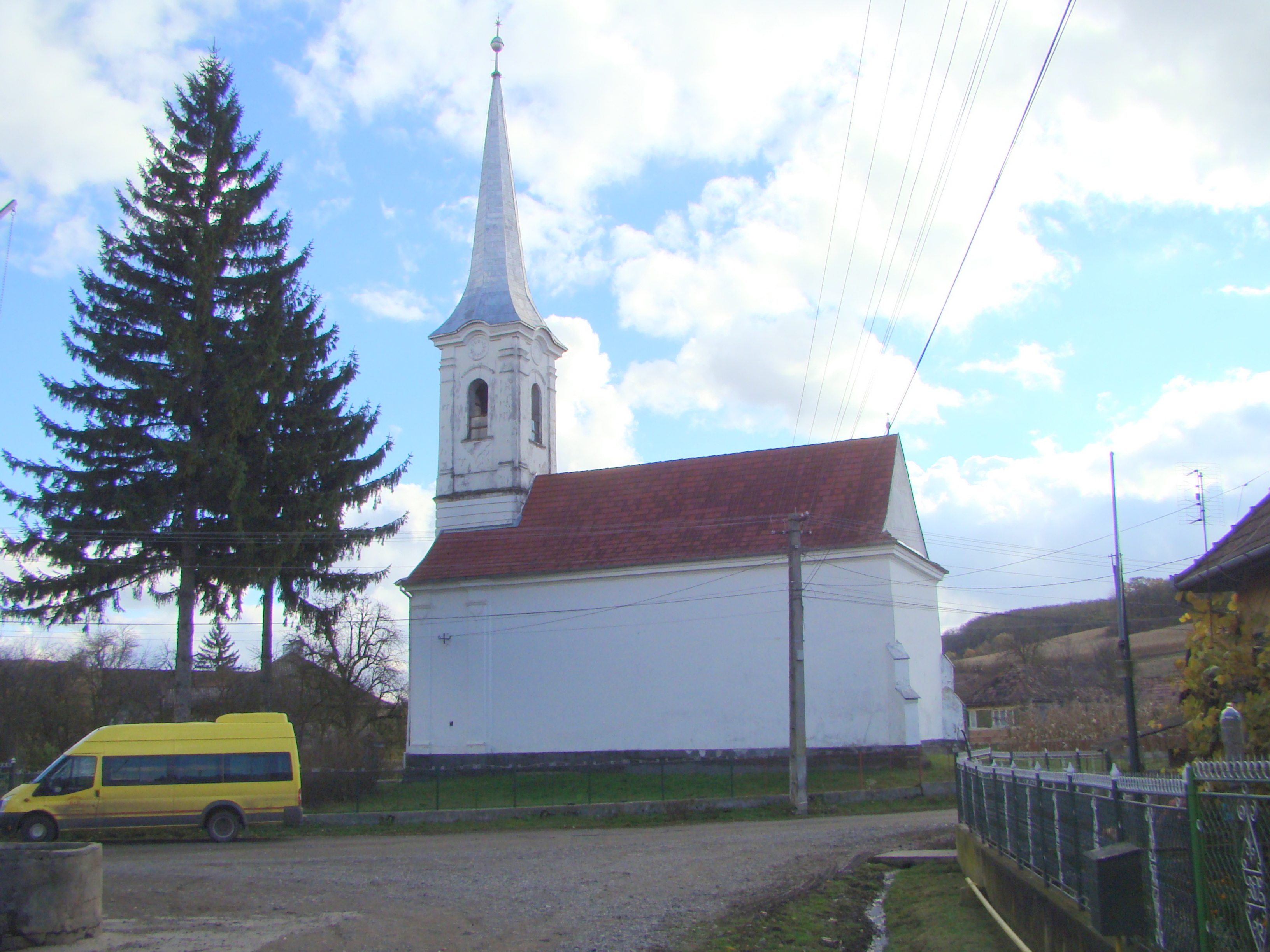
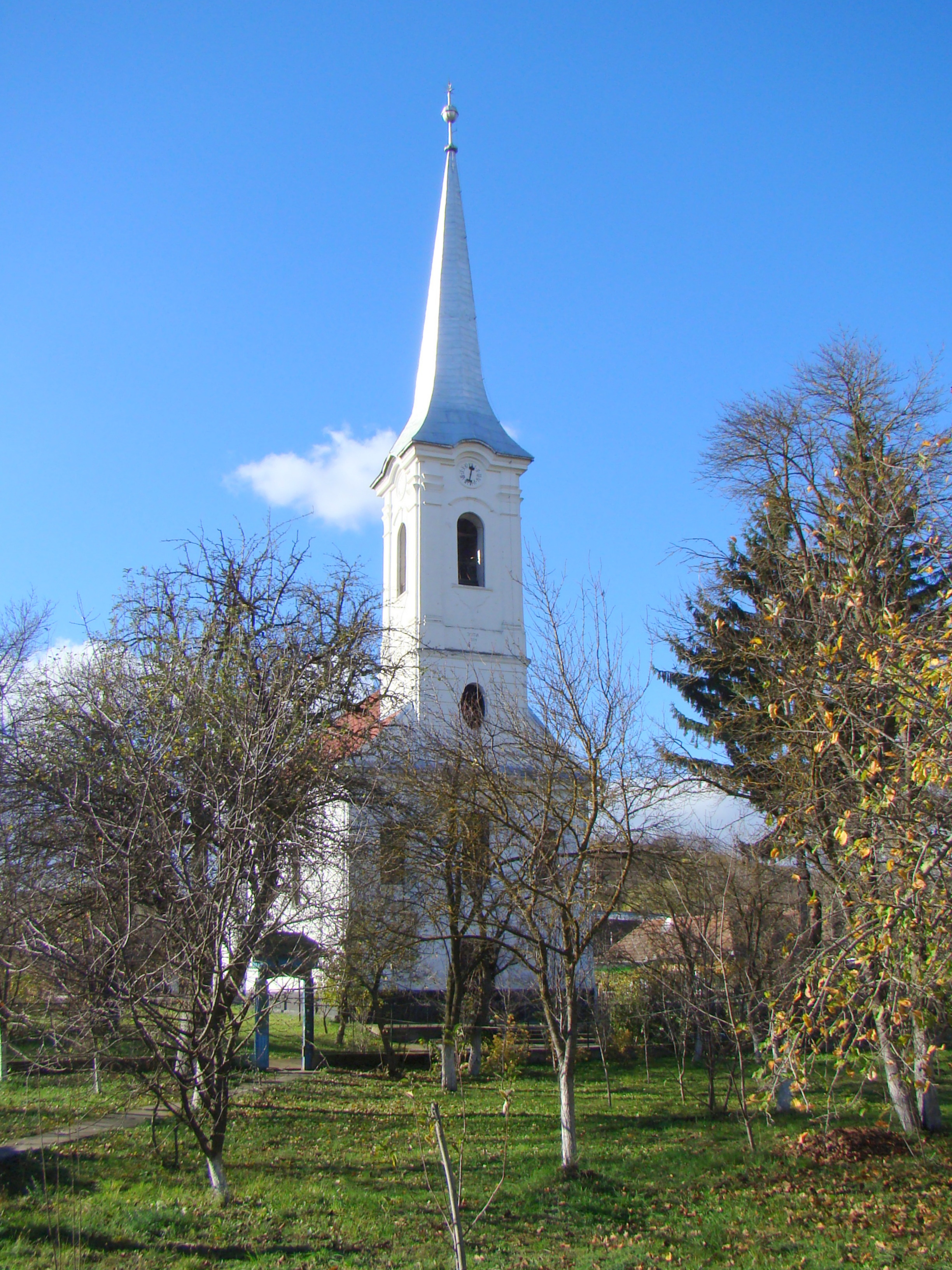
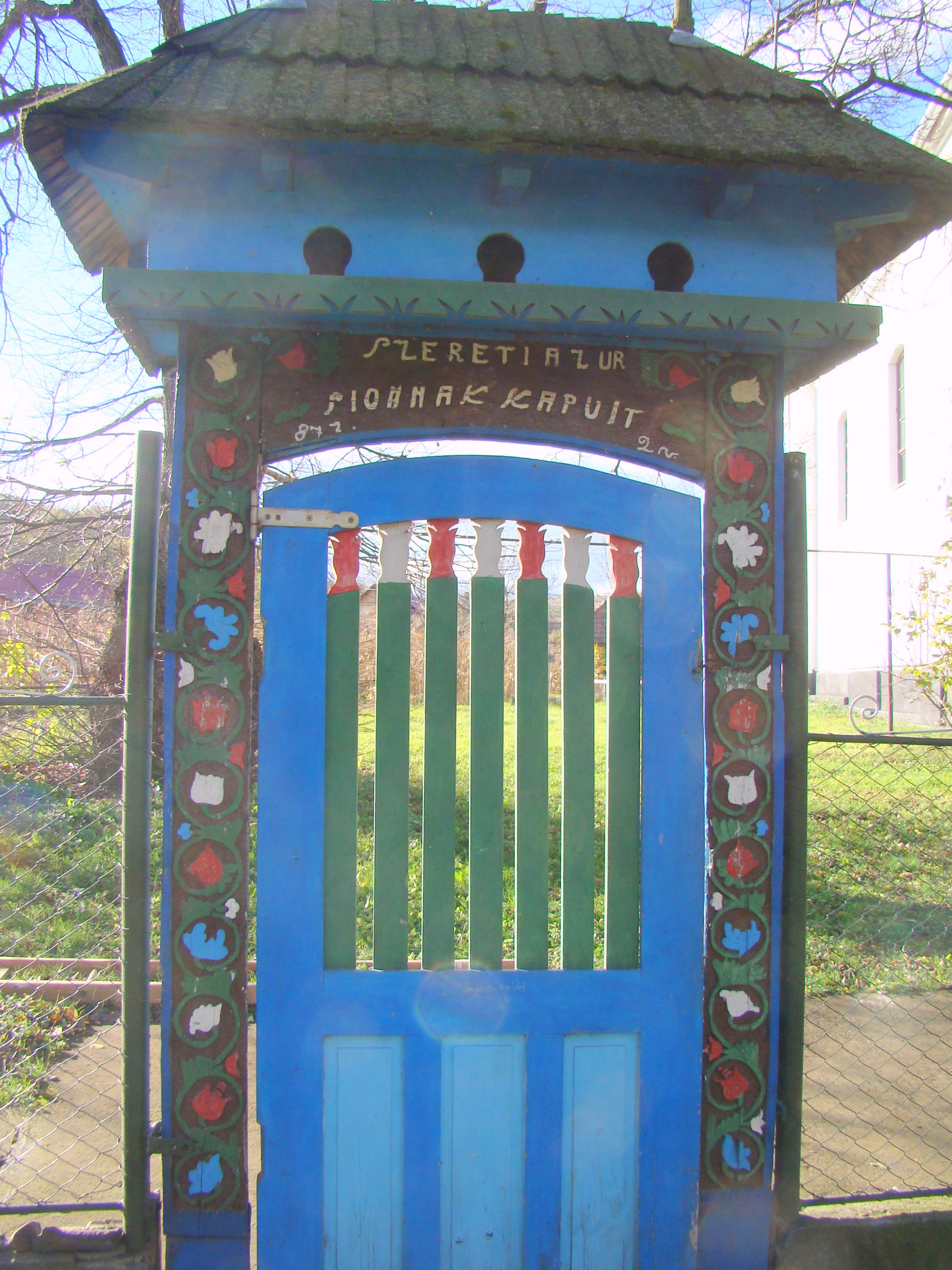
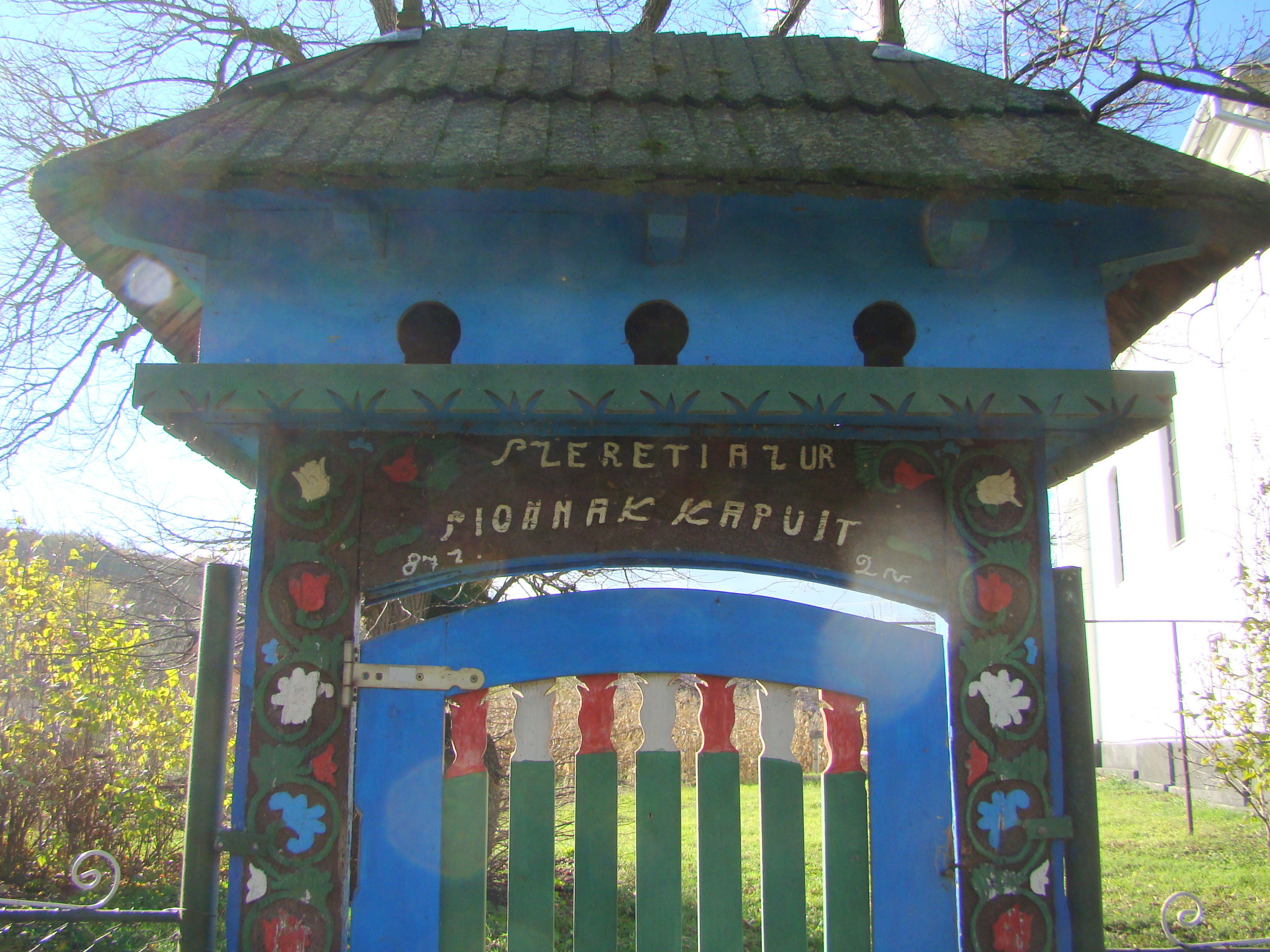
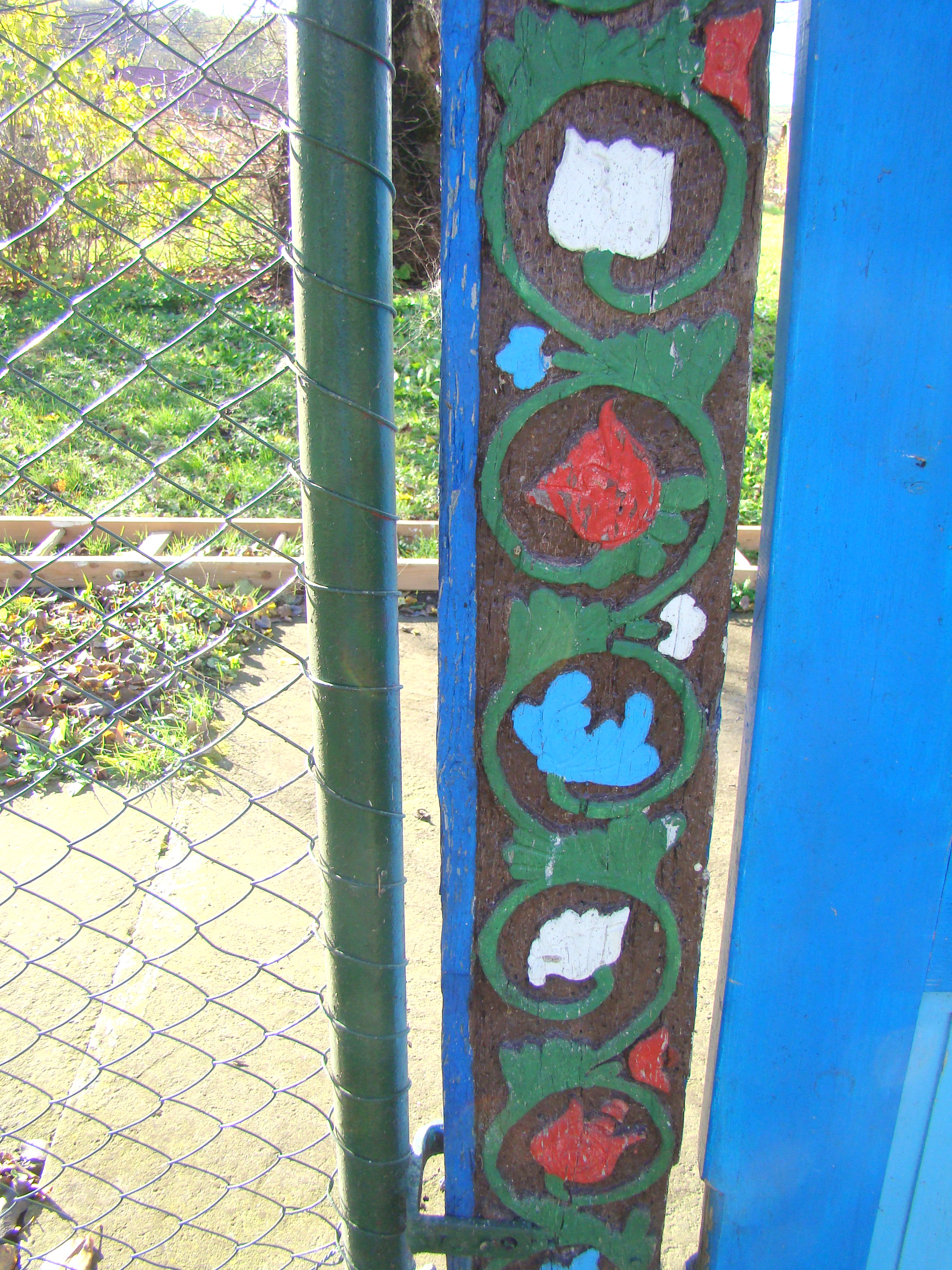
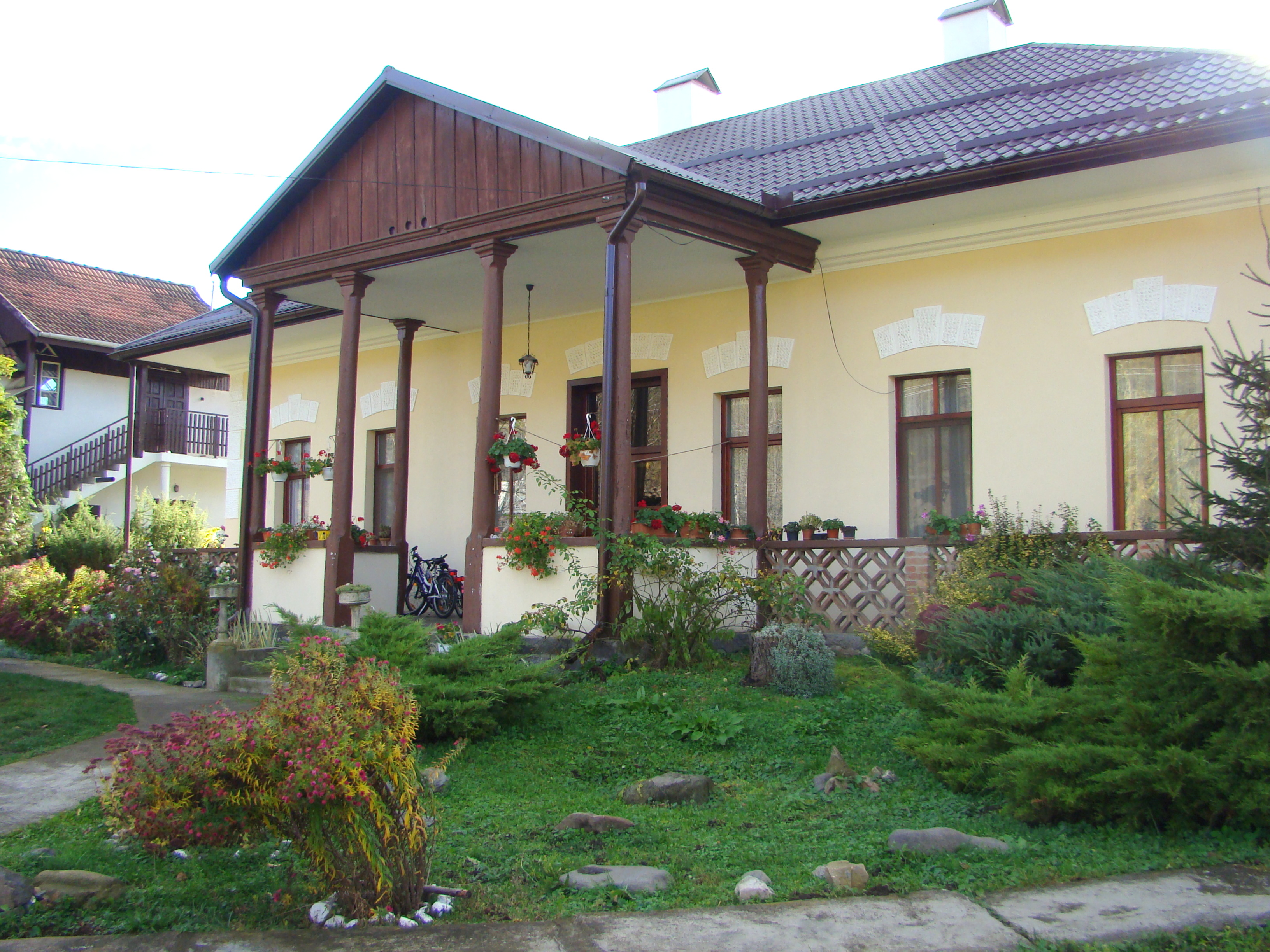
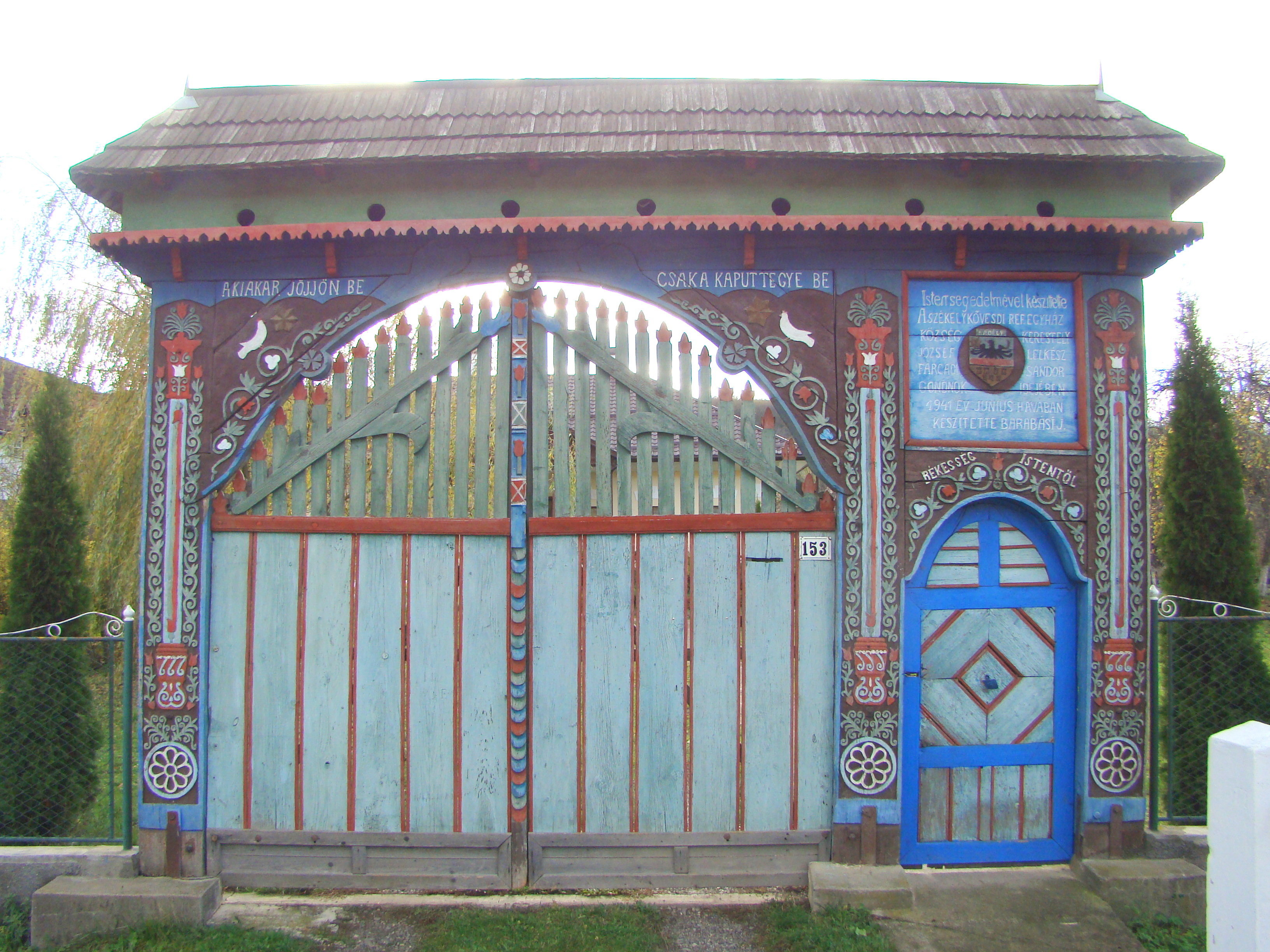
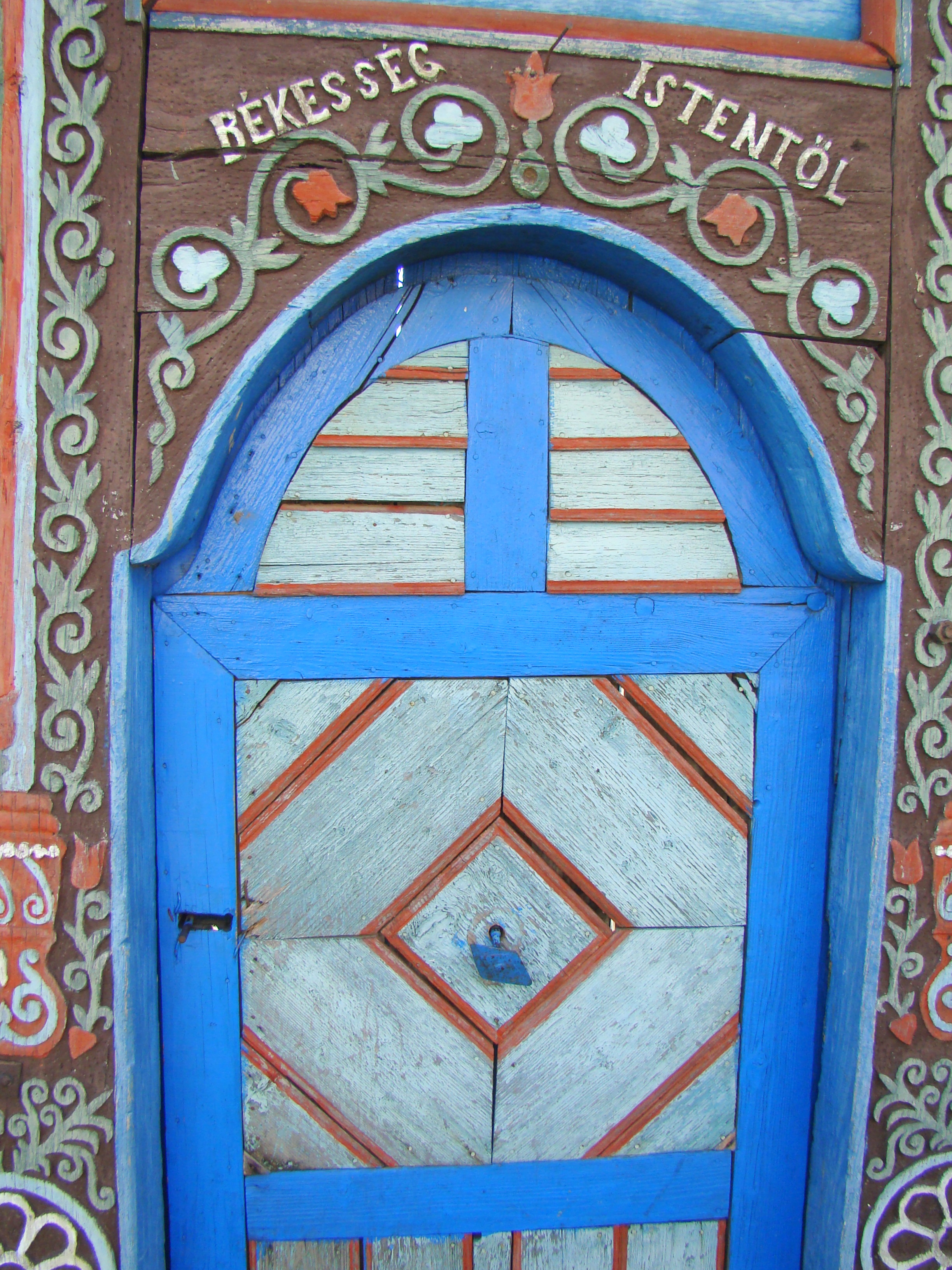
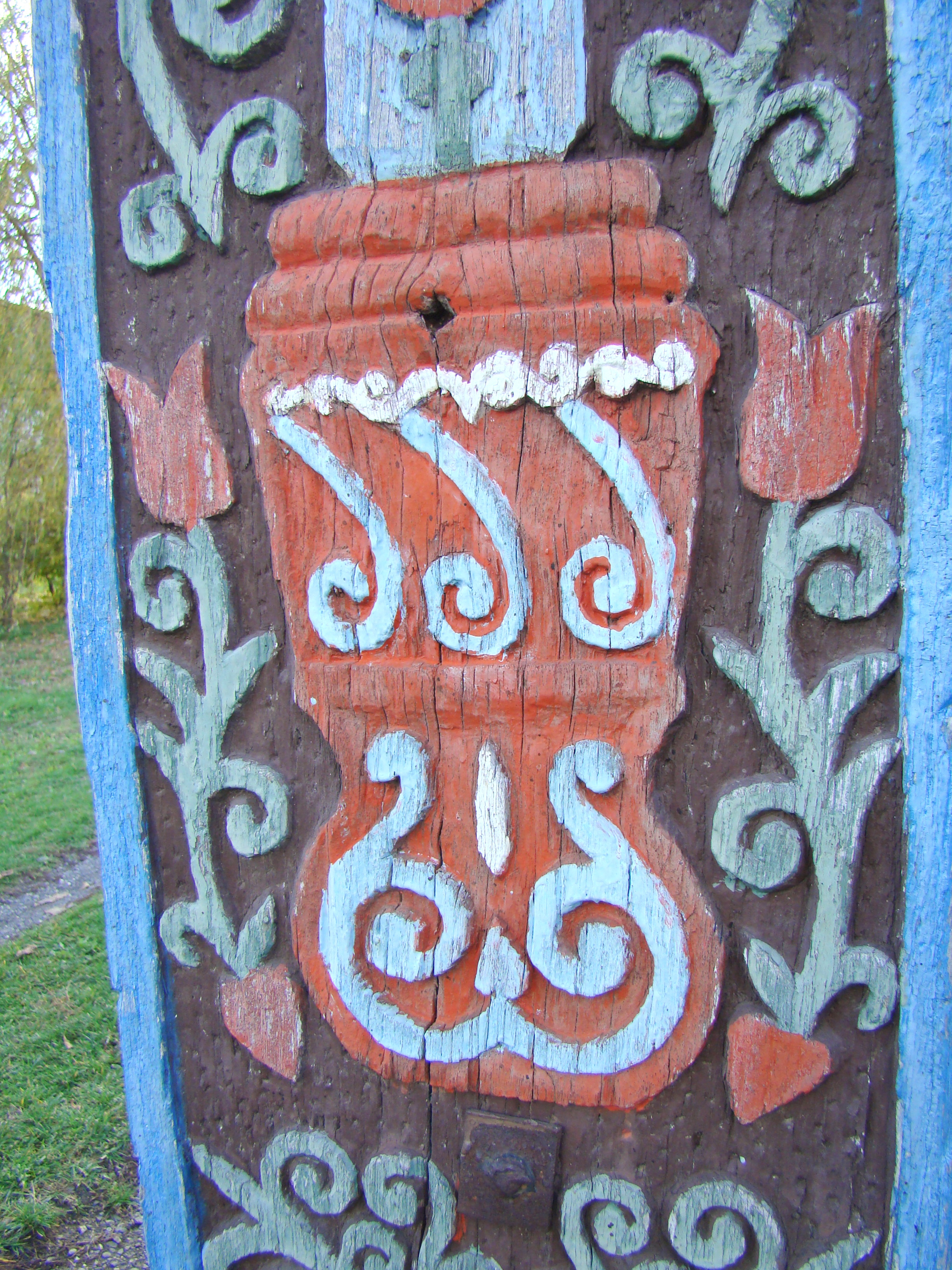
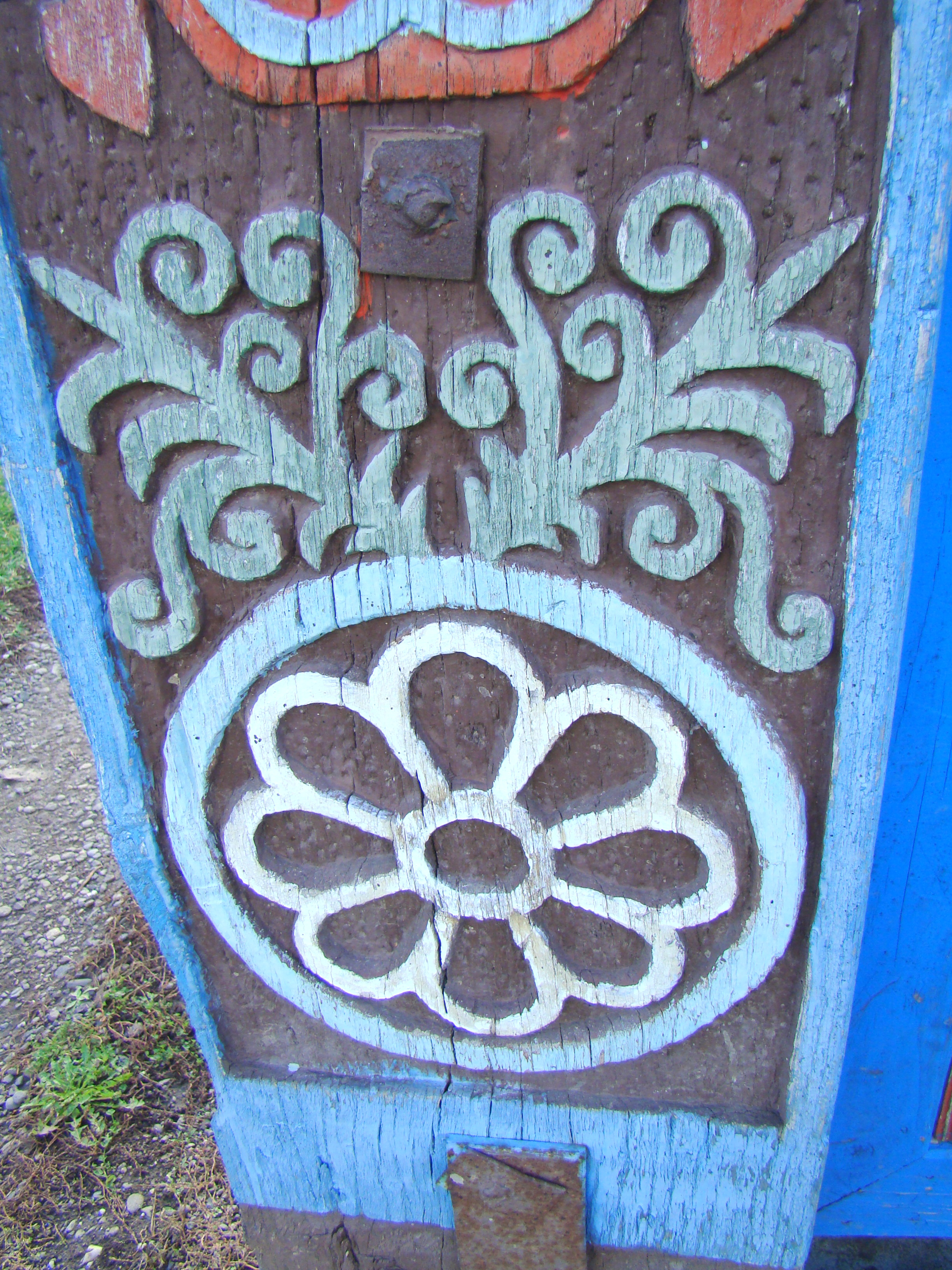
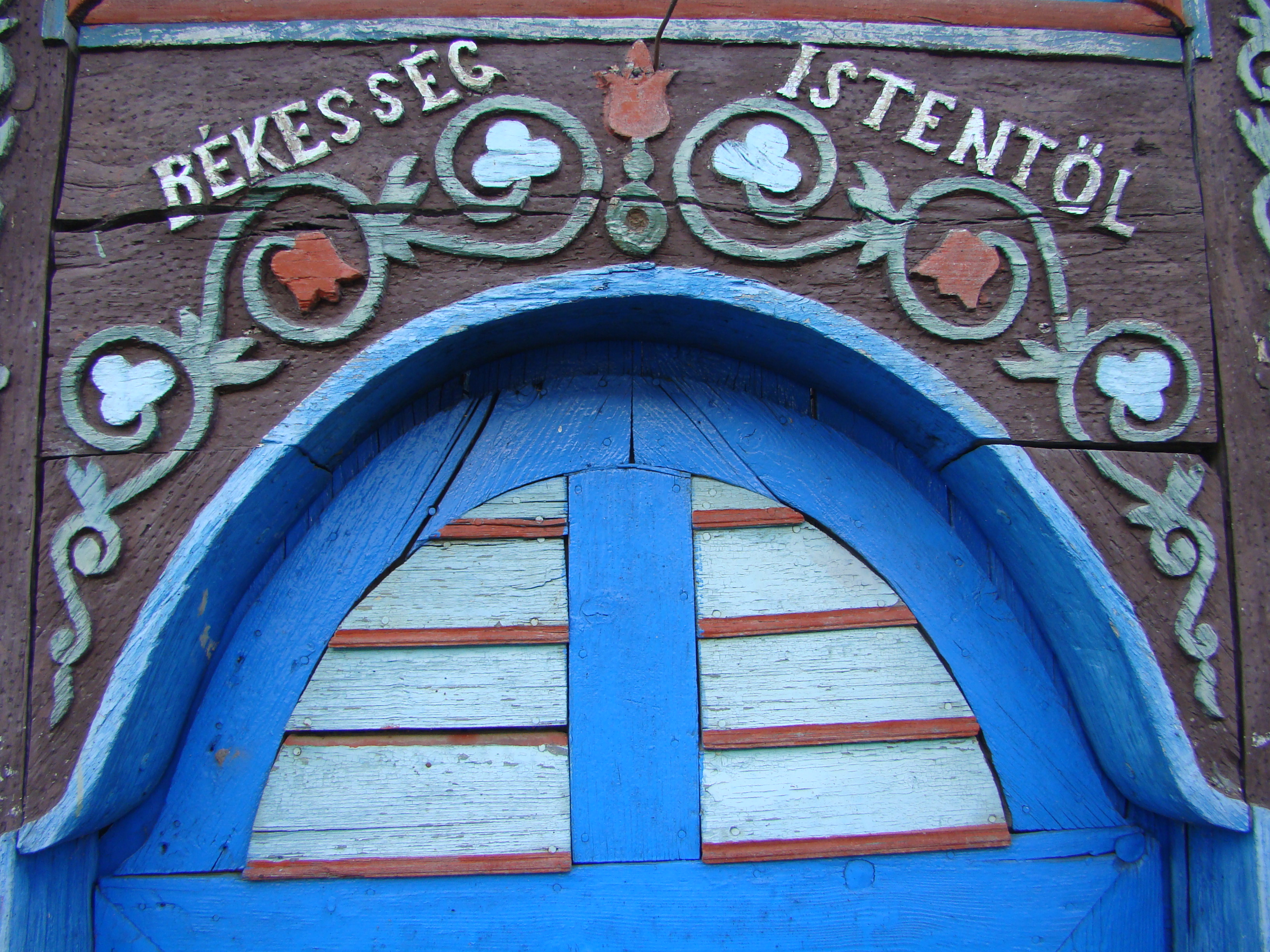
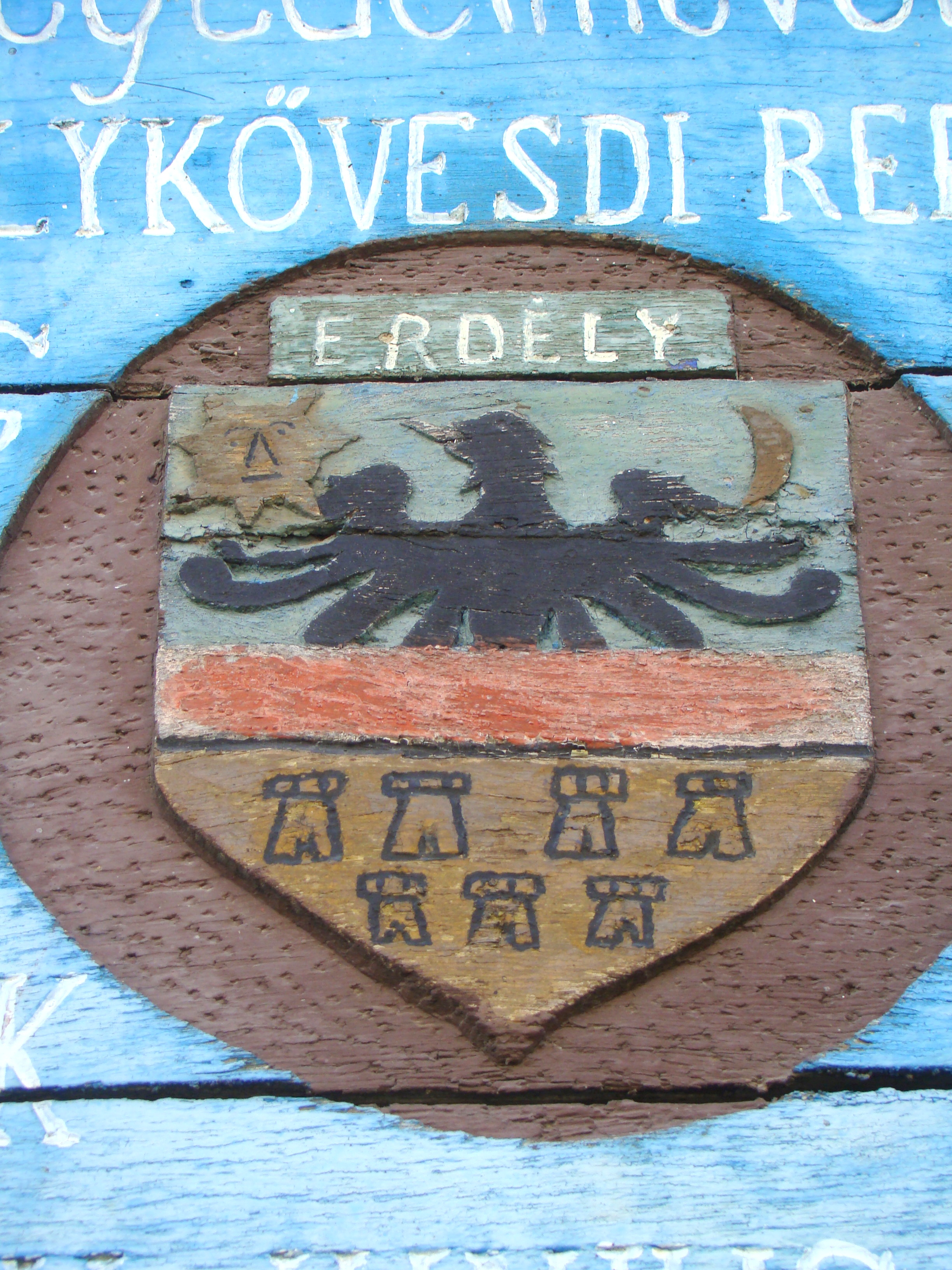
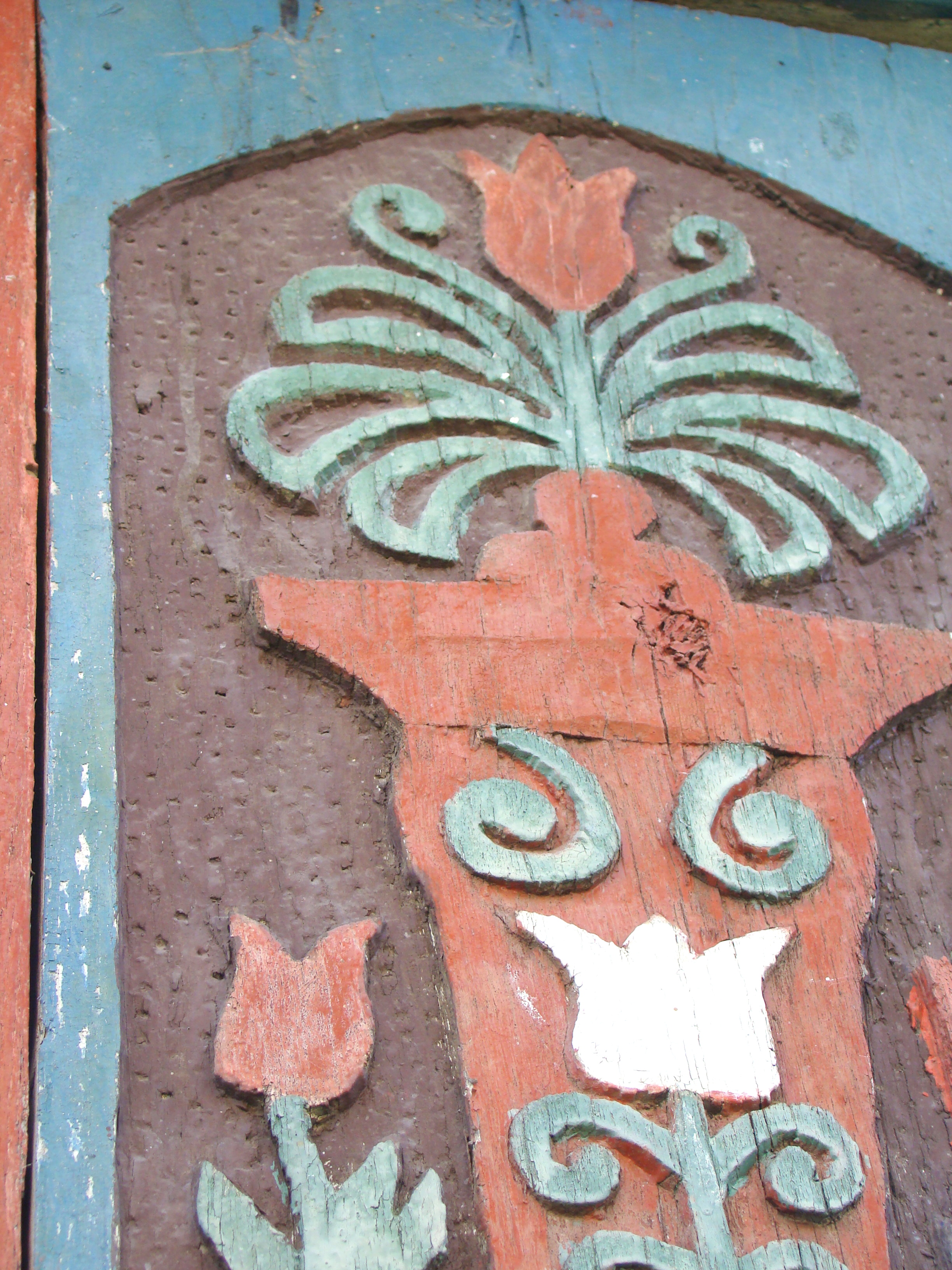
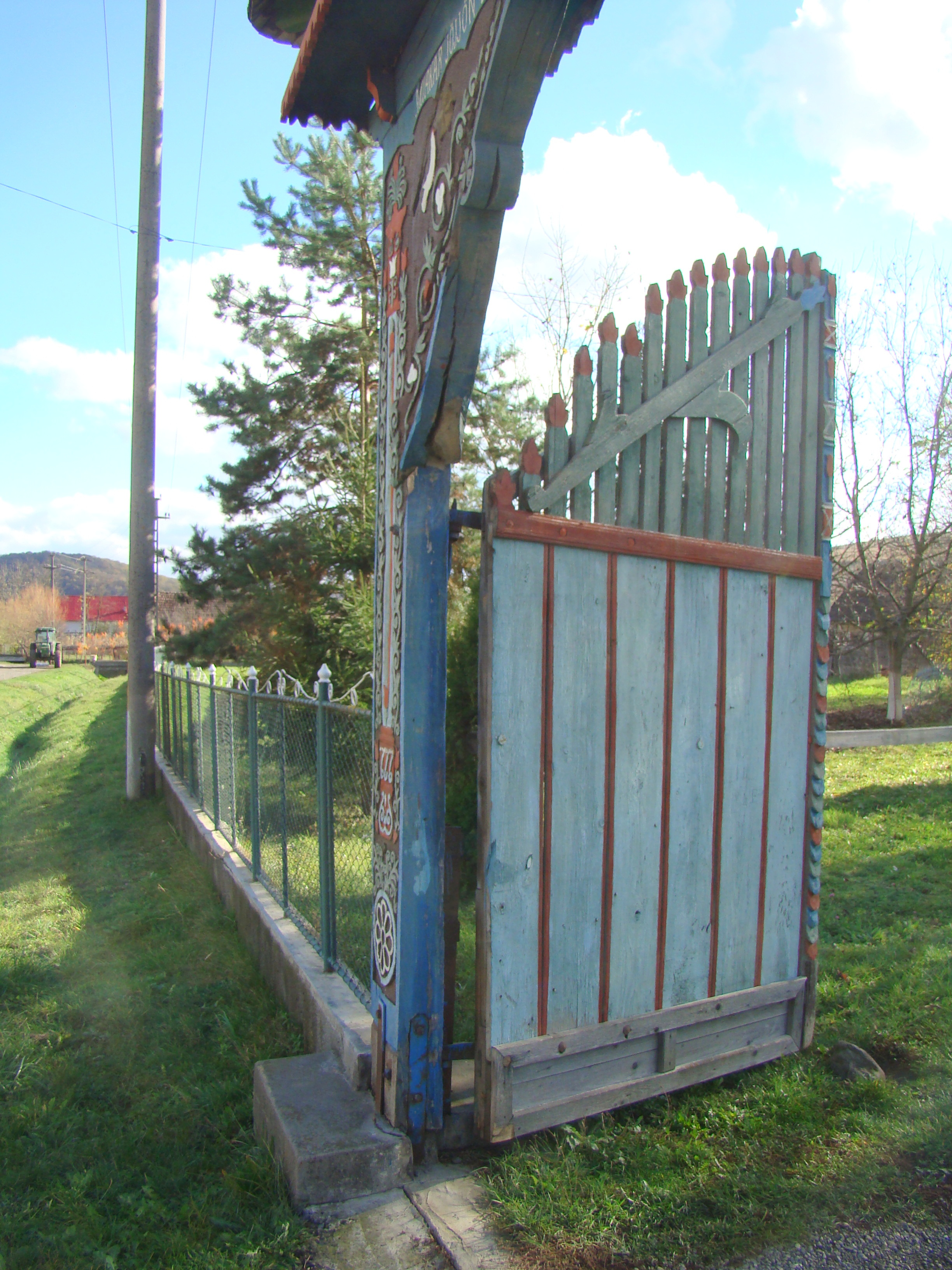
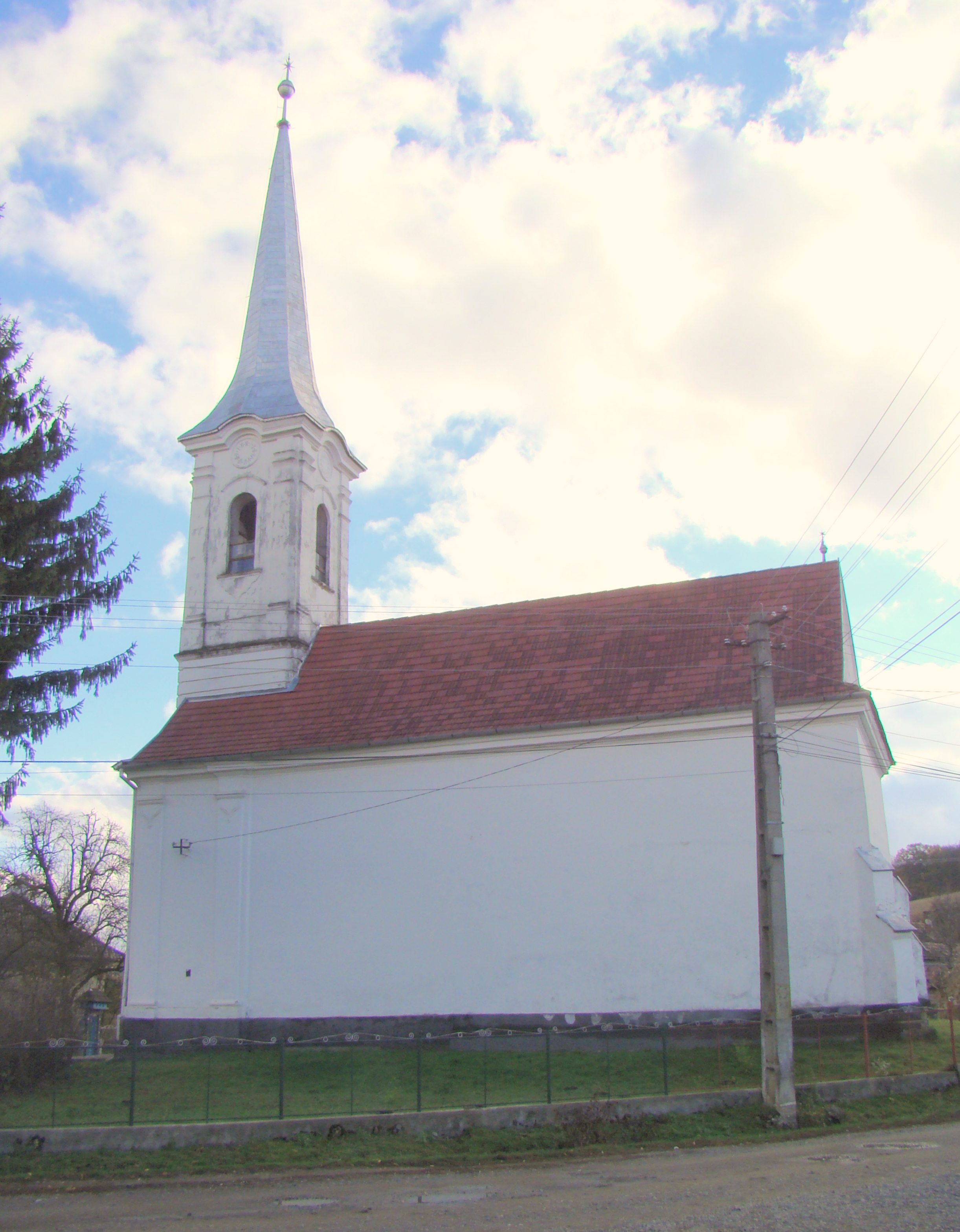
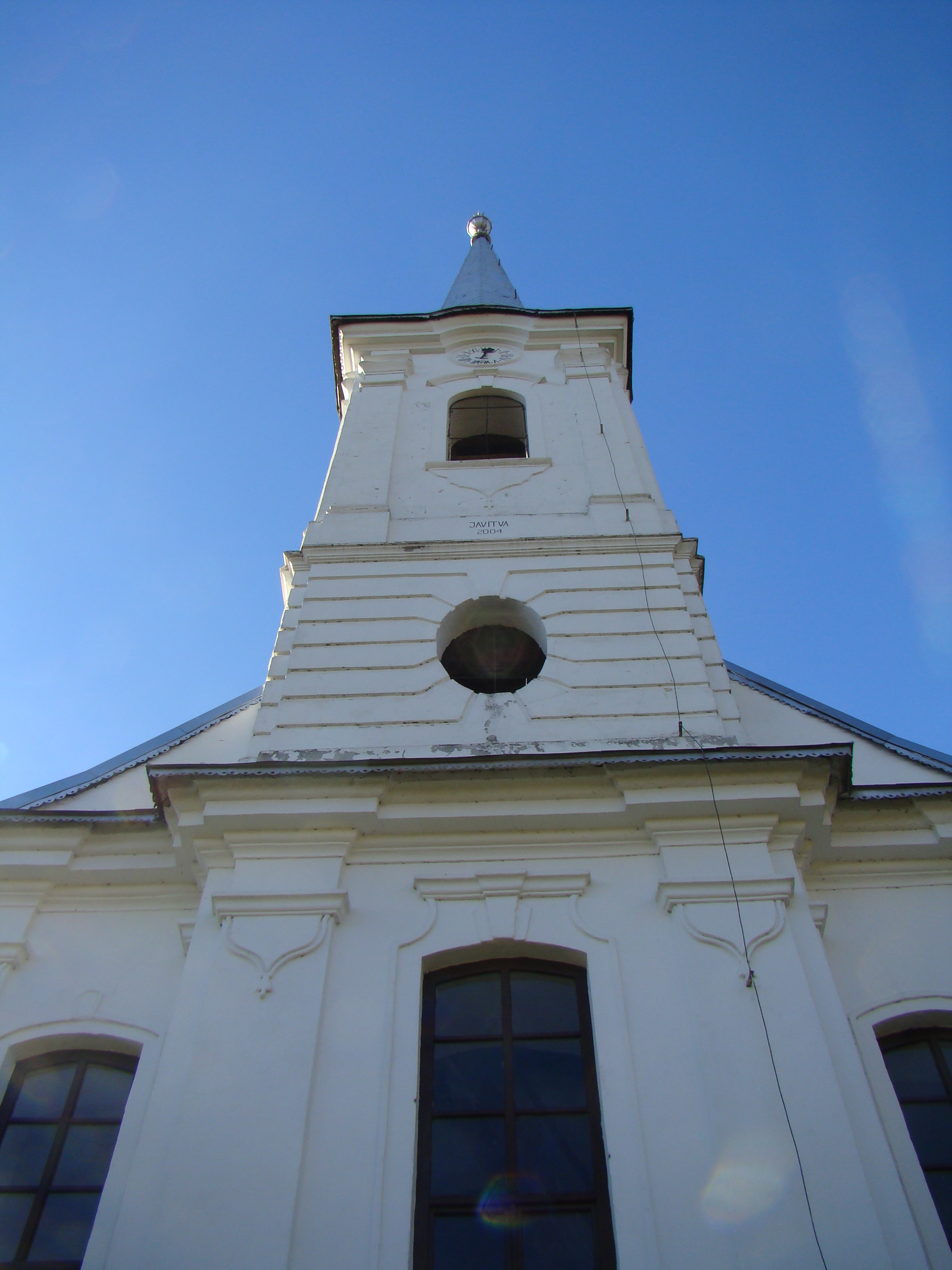
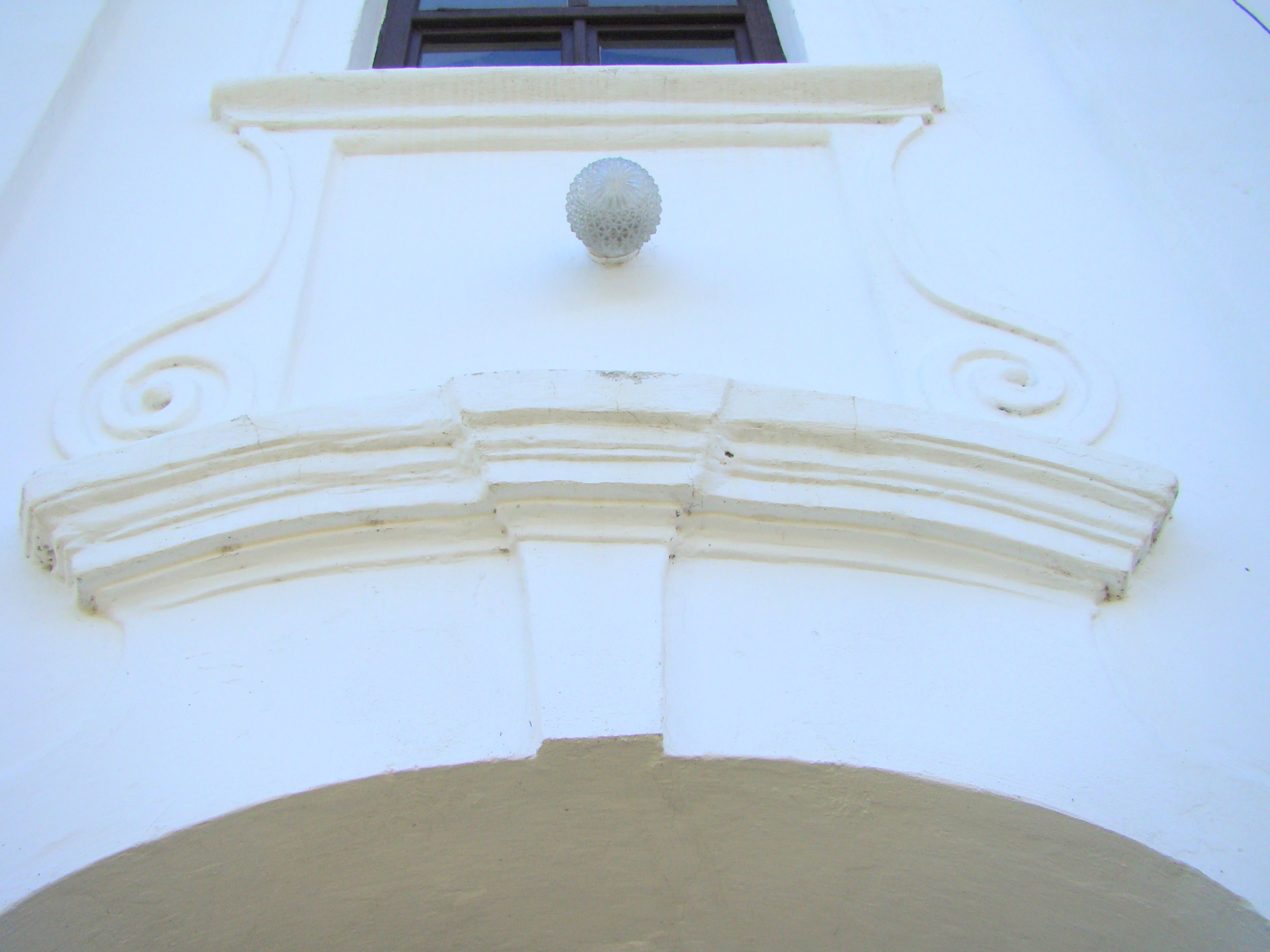
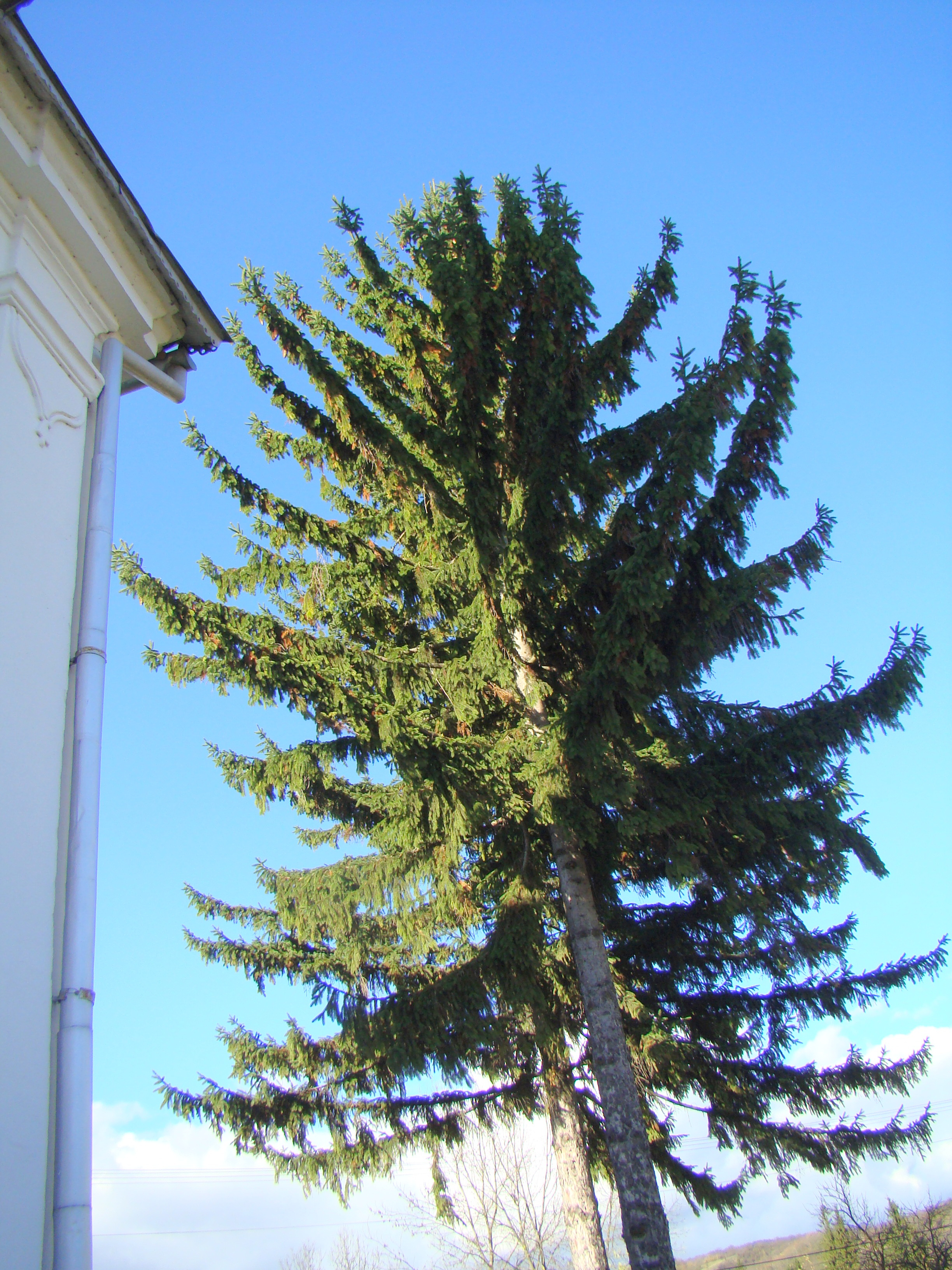
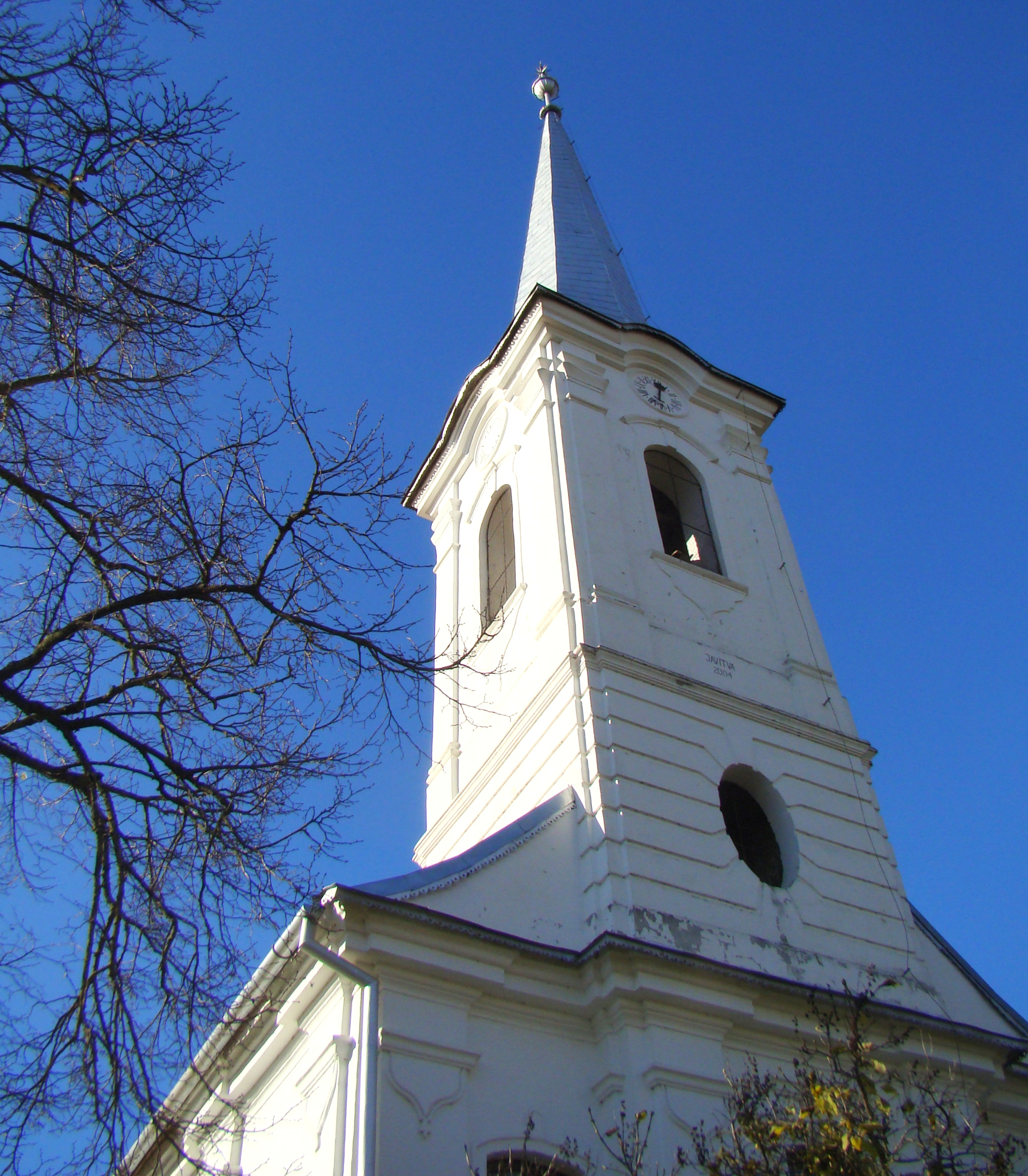
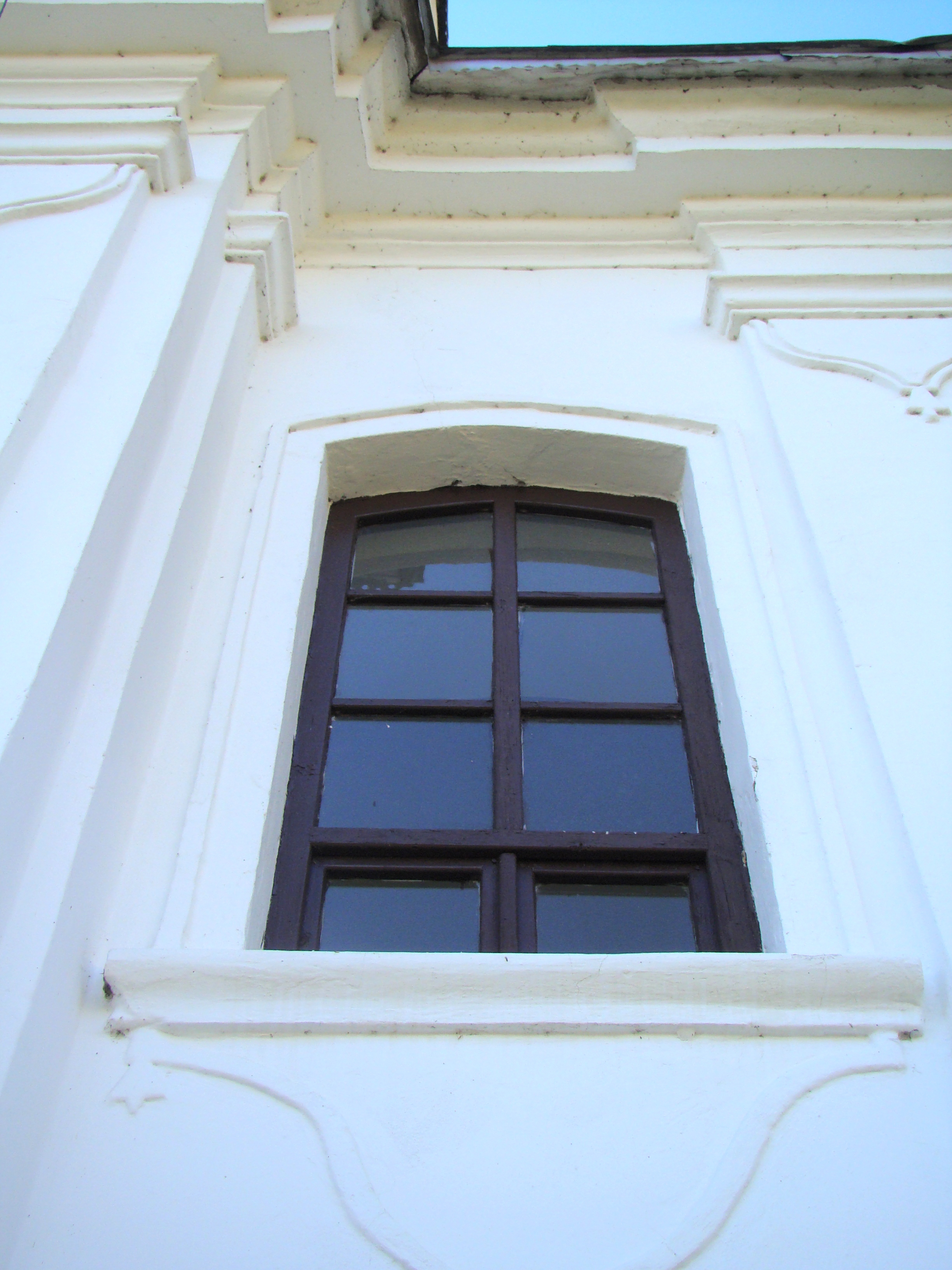
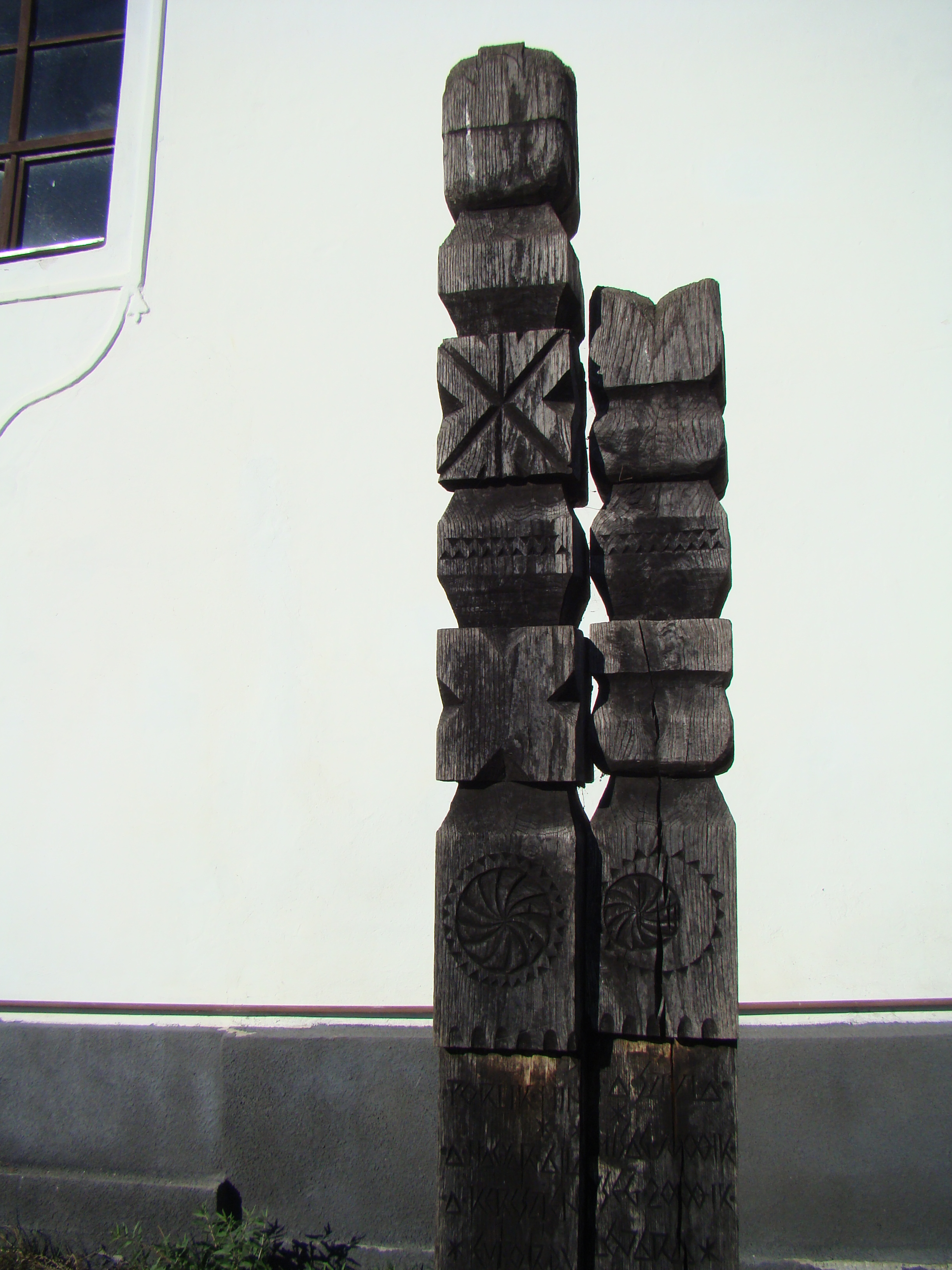
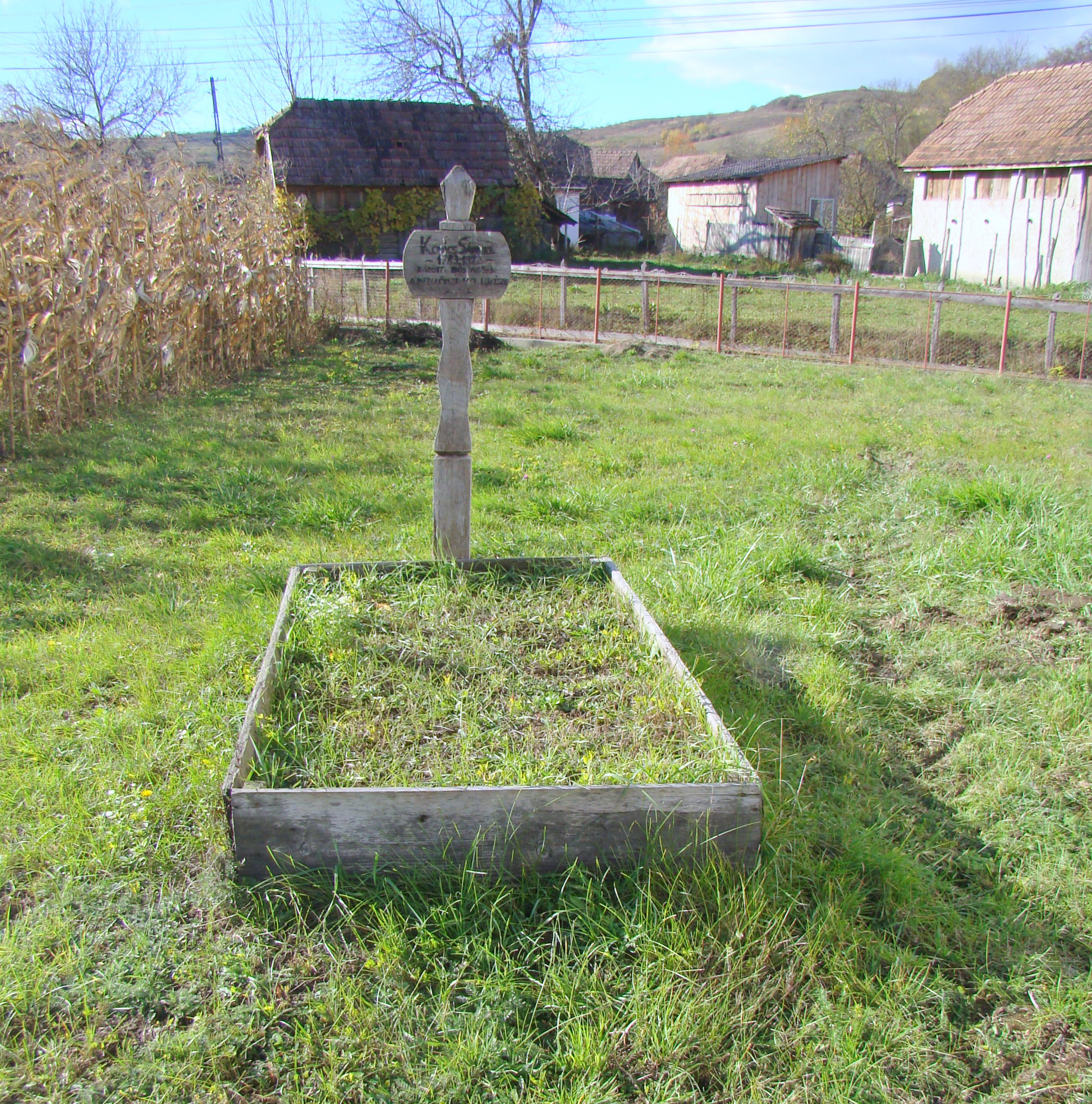
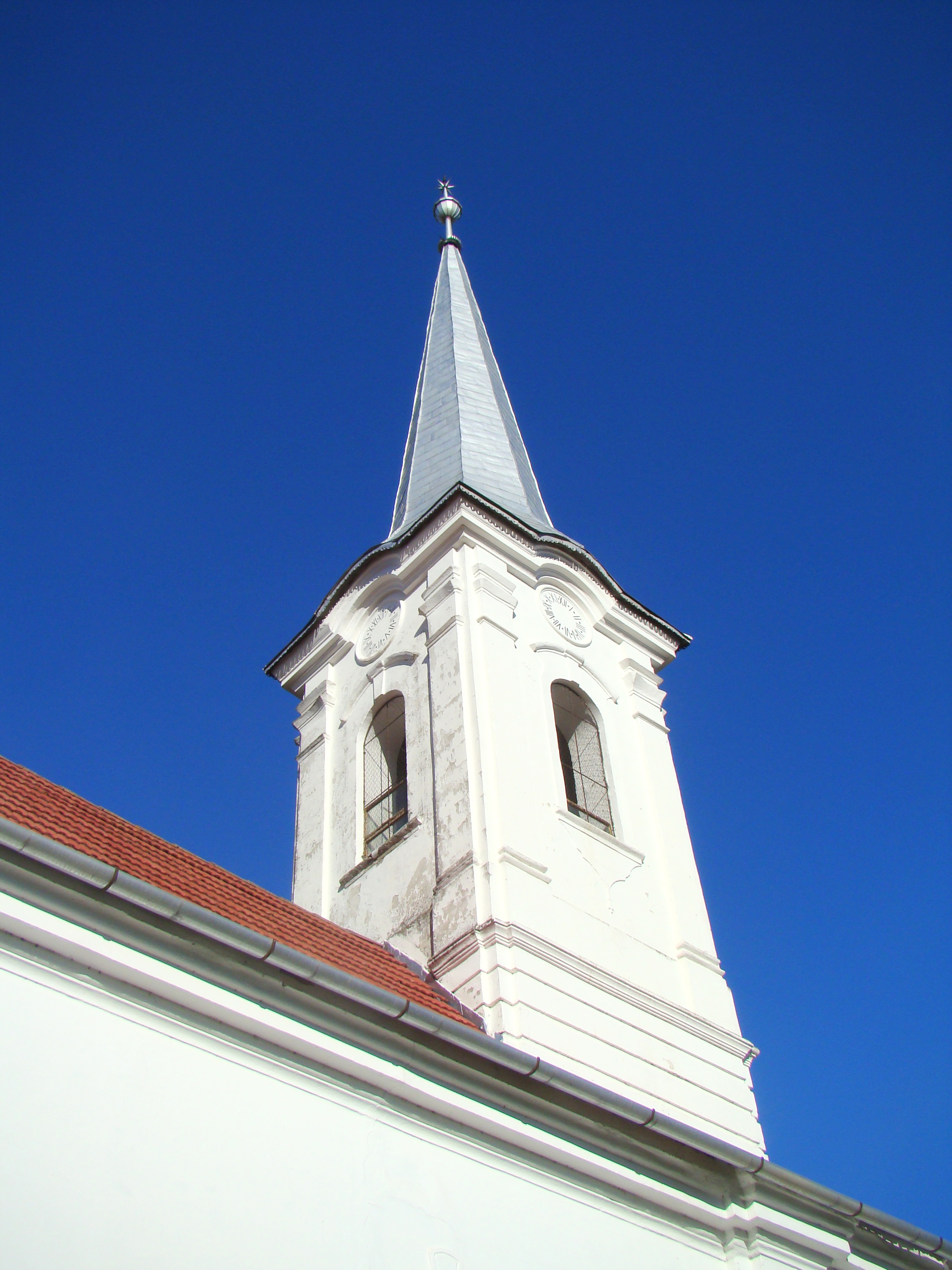
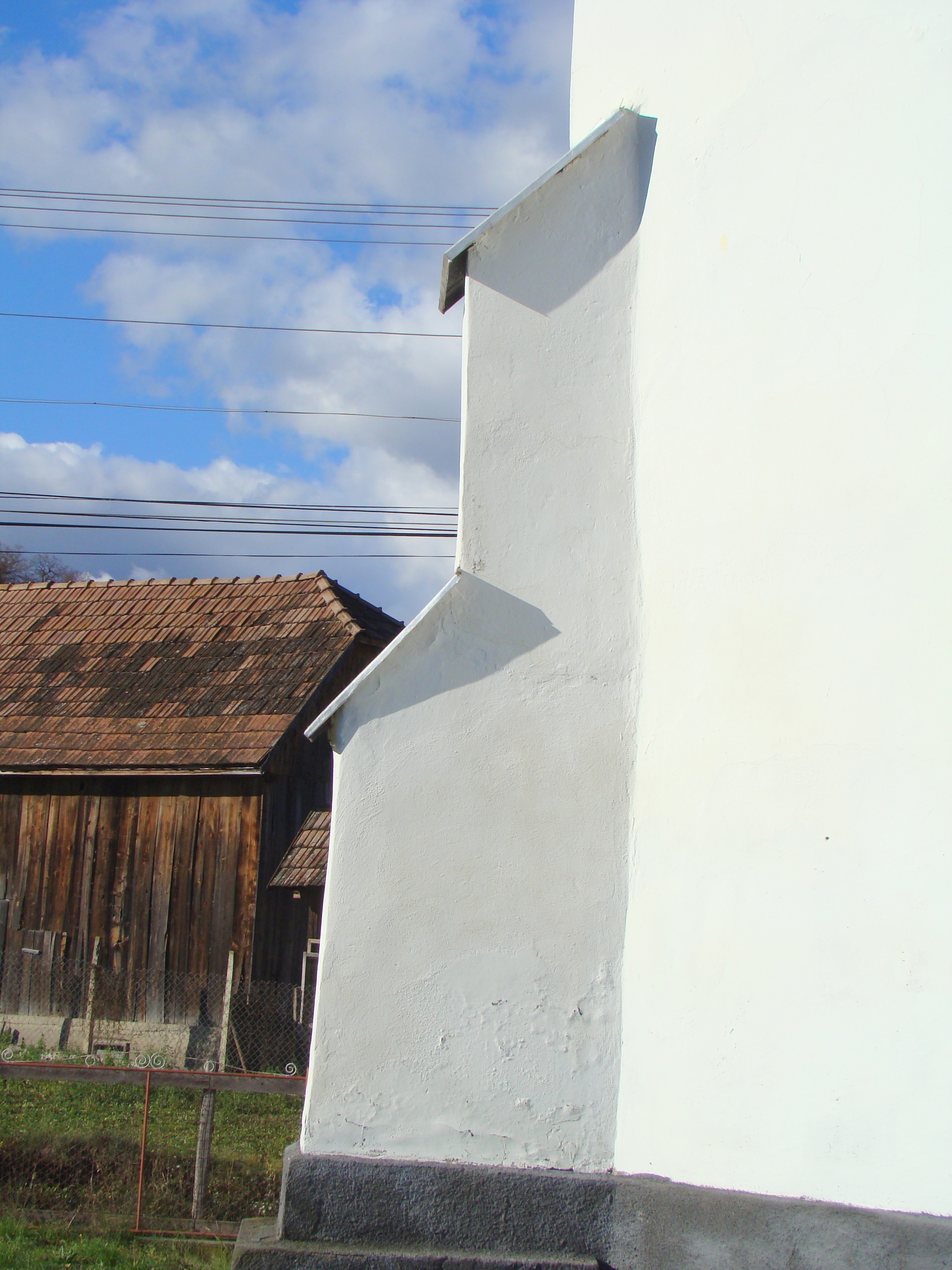
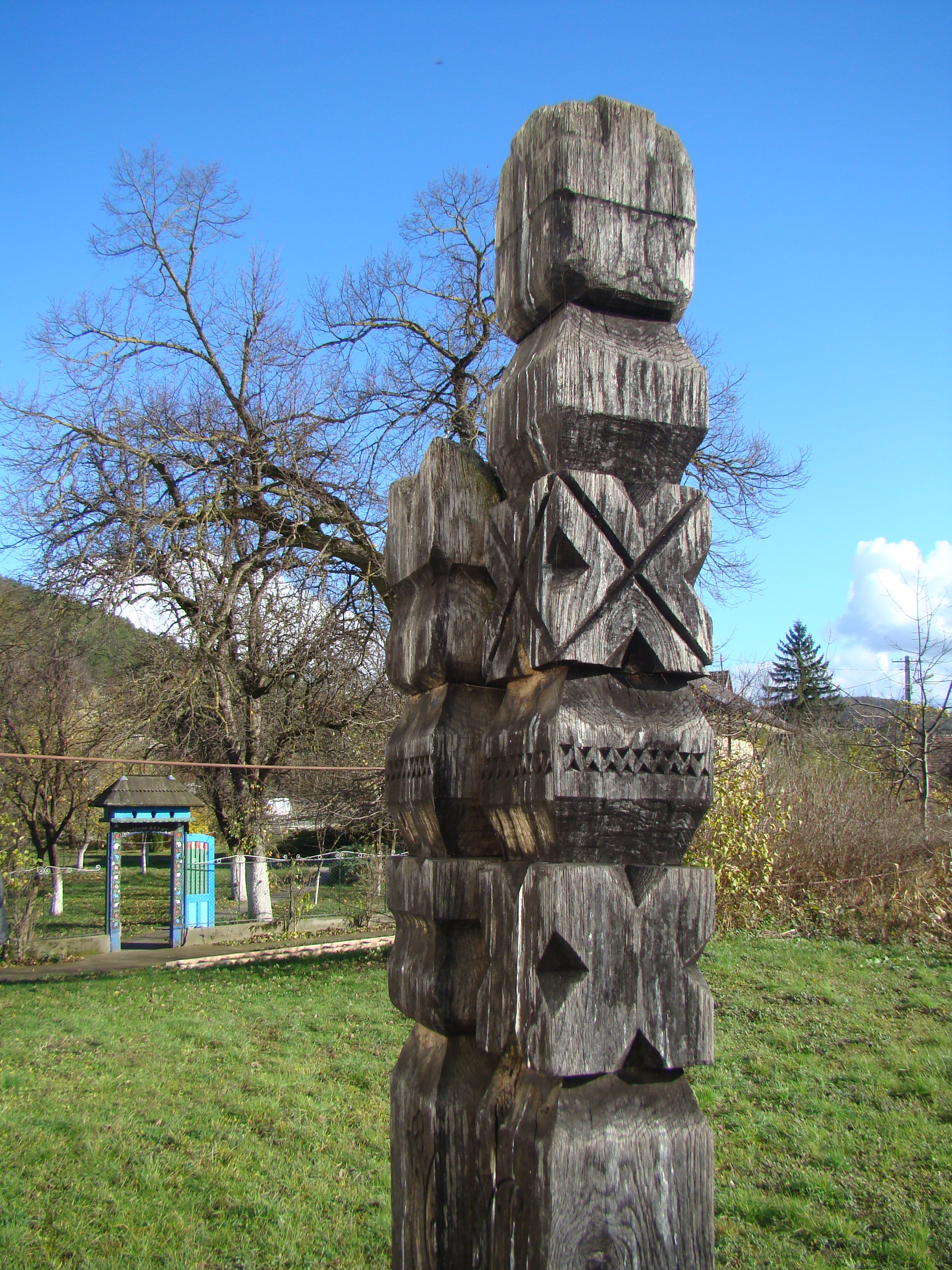
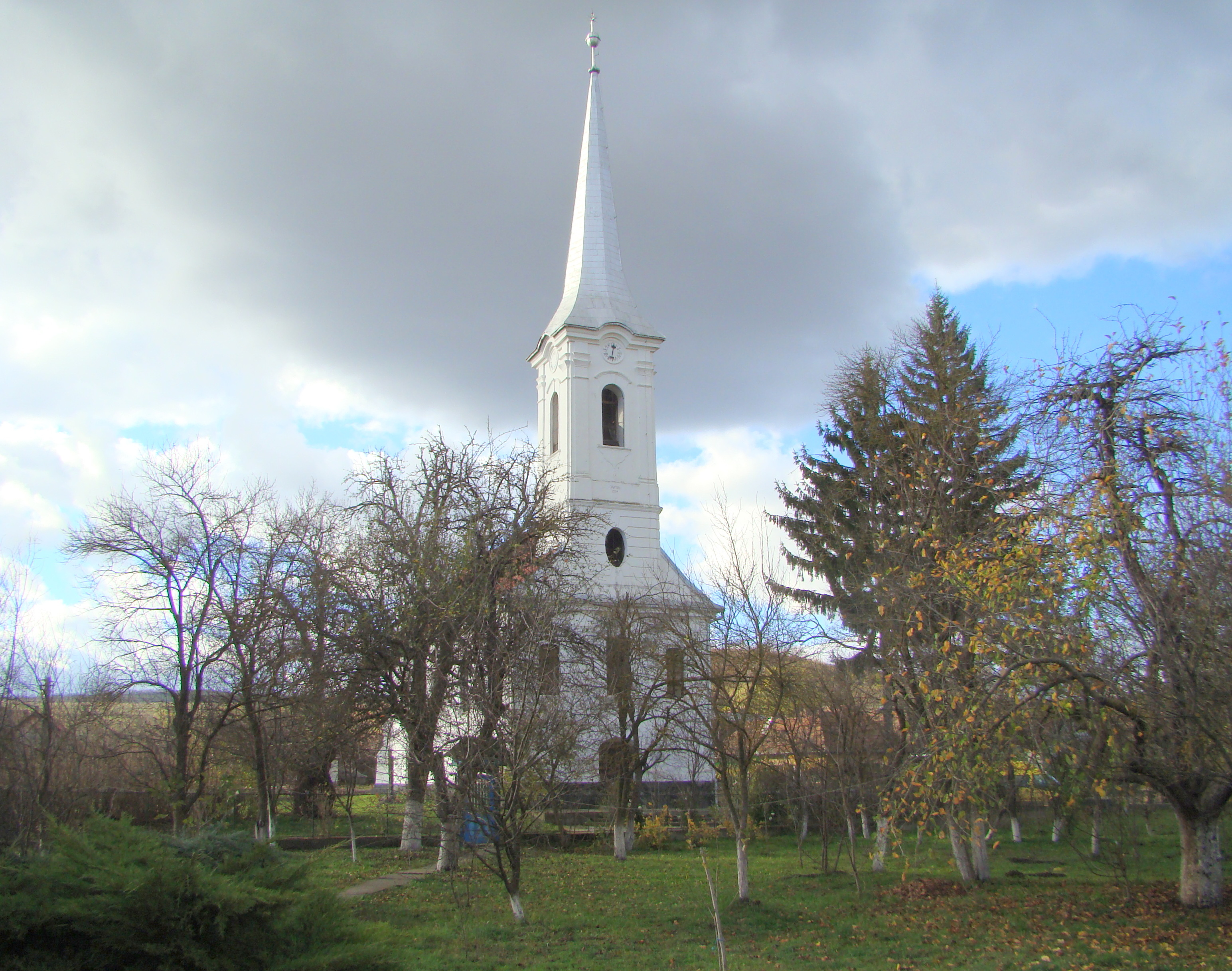
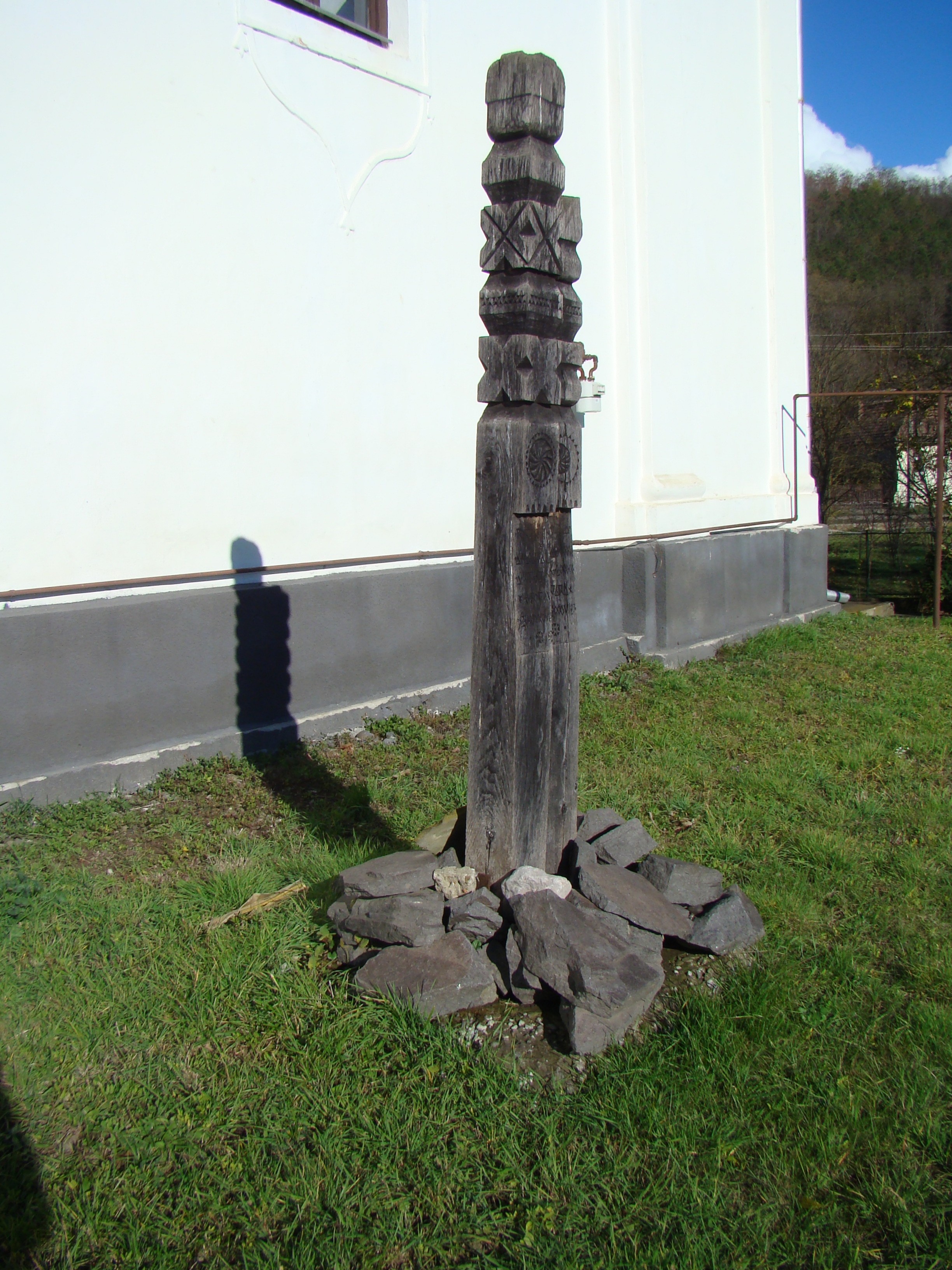
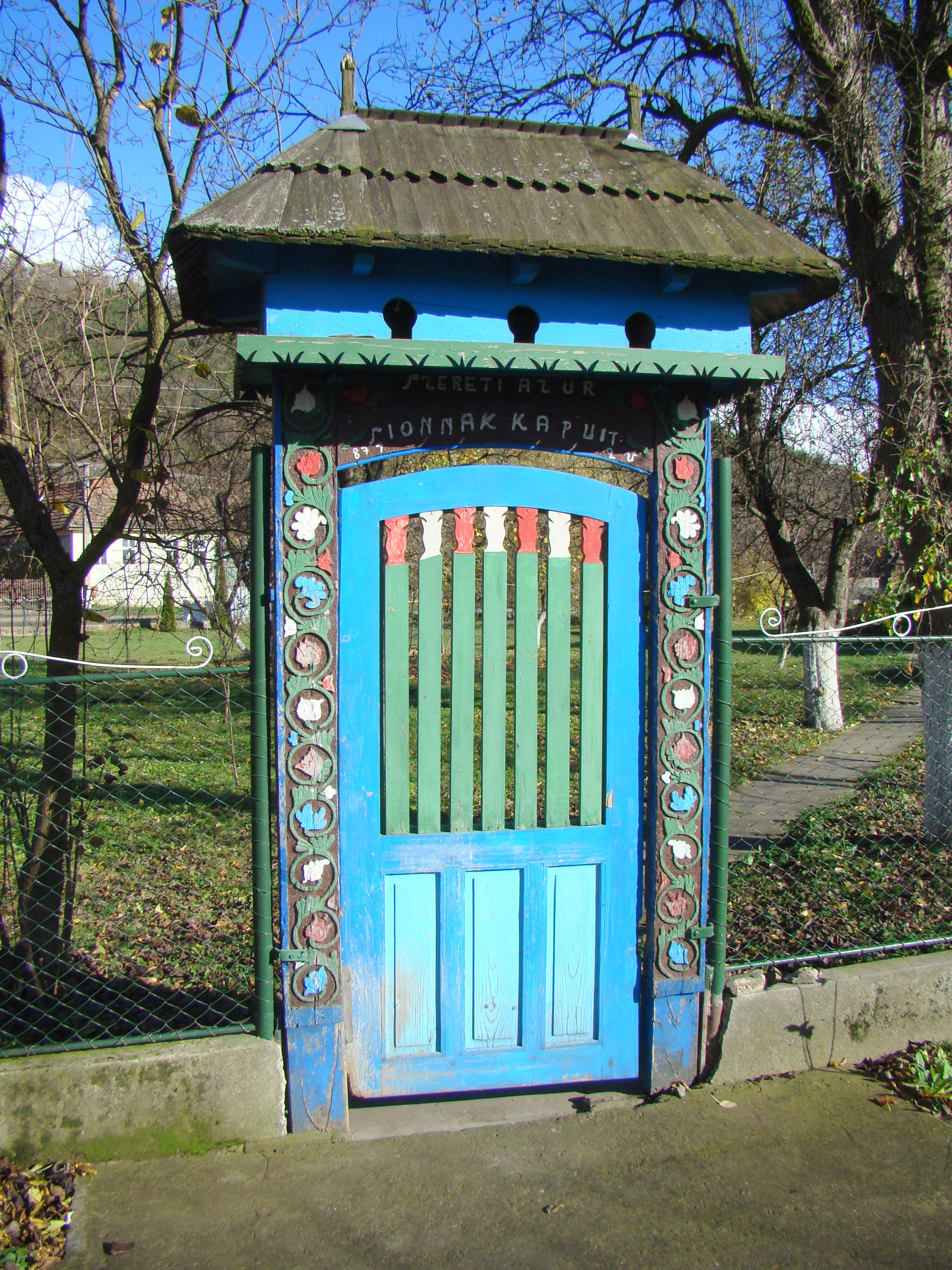
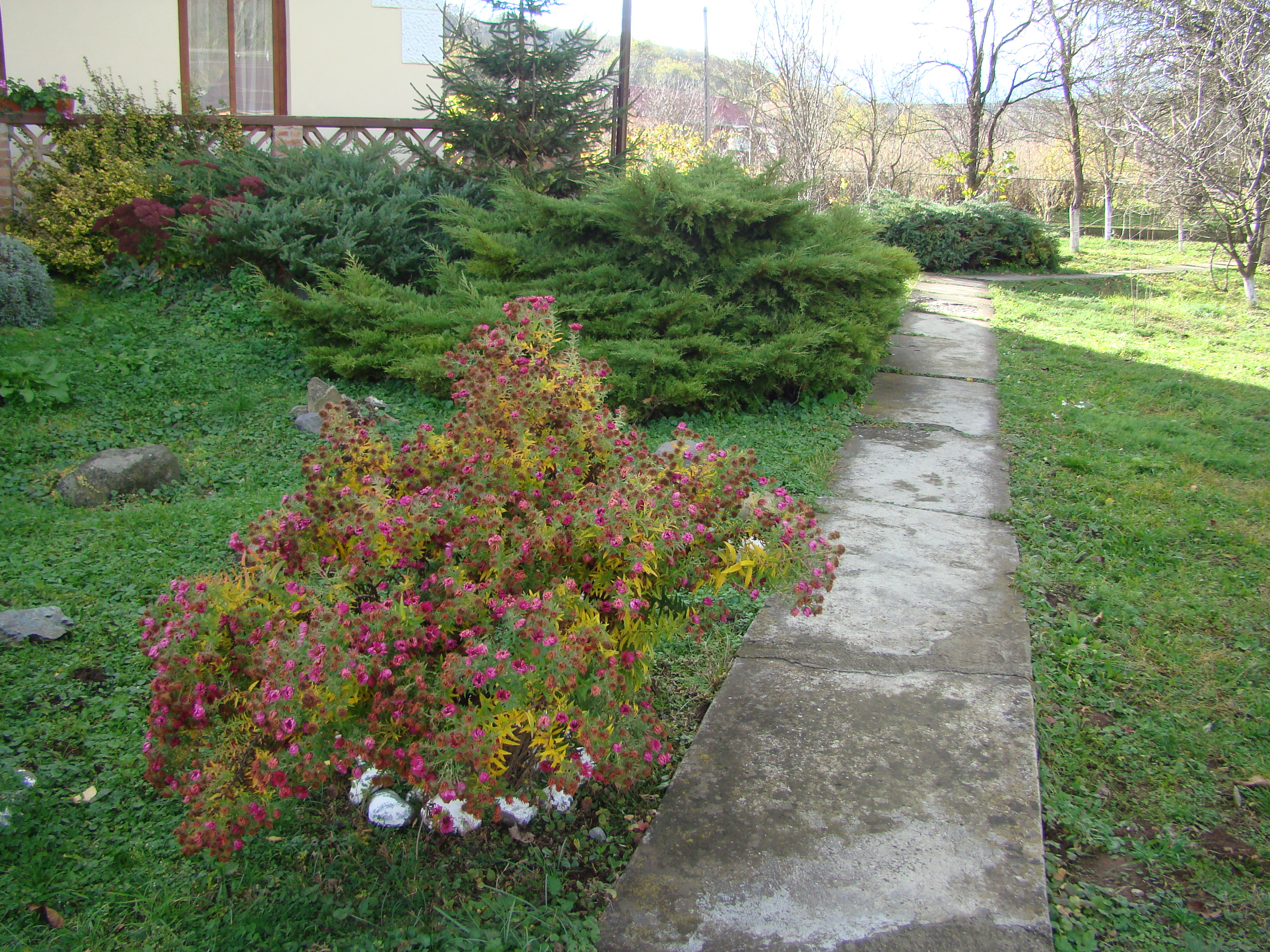
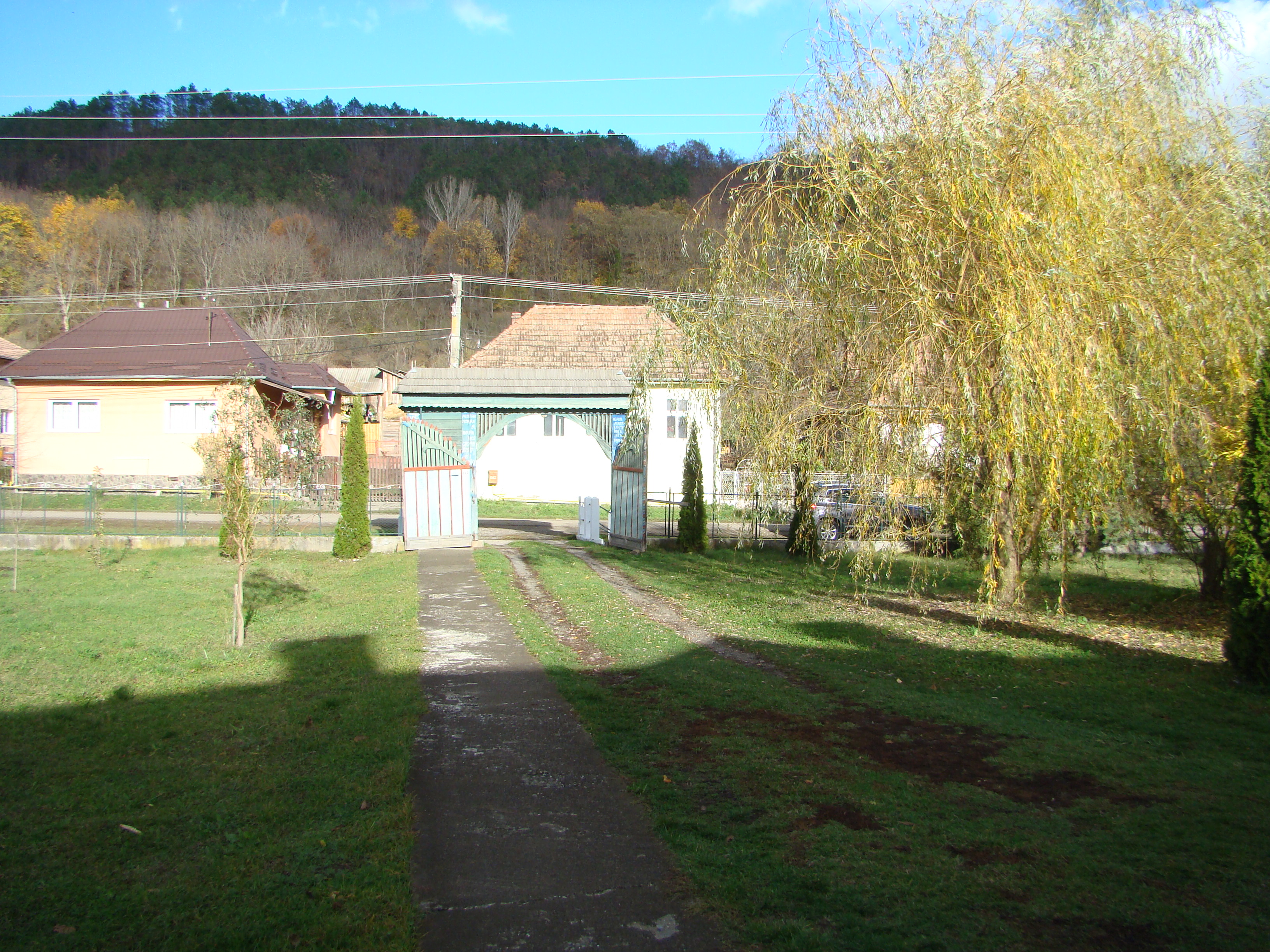

## Imagini din interior

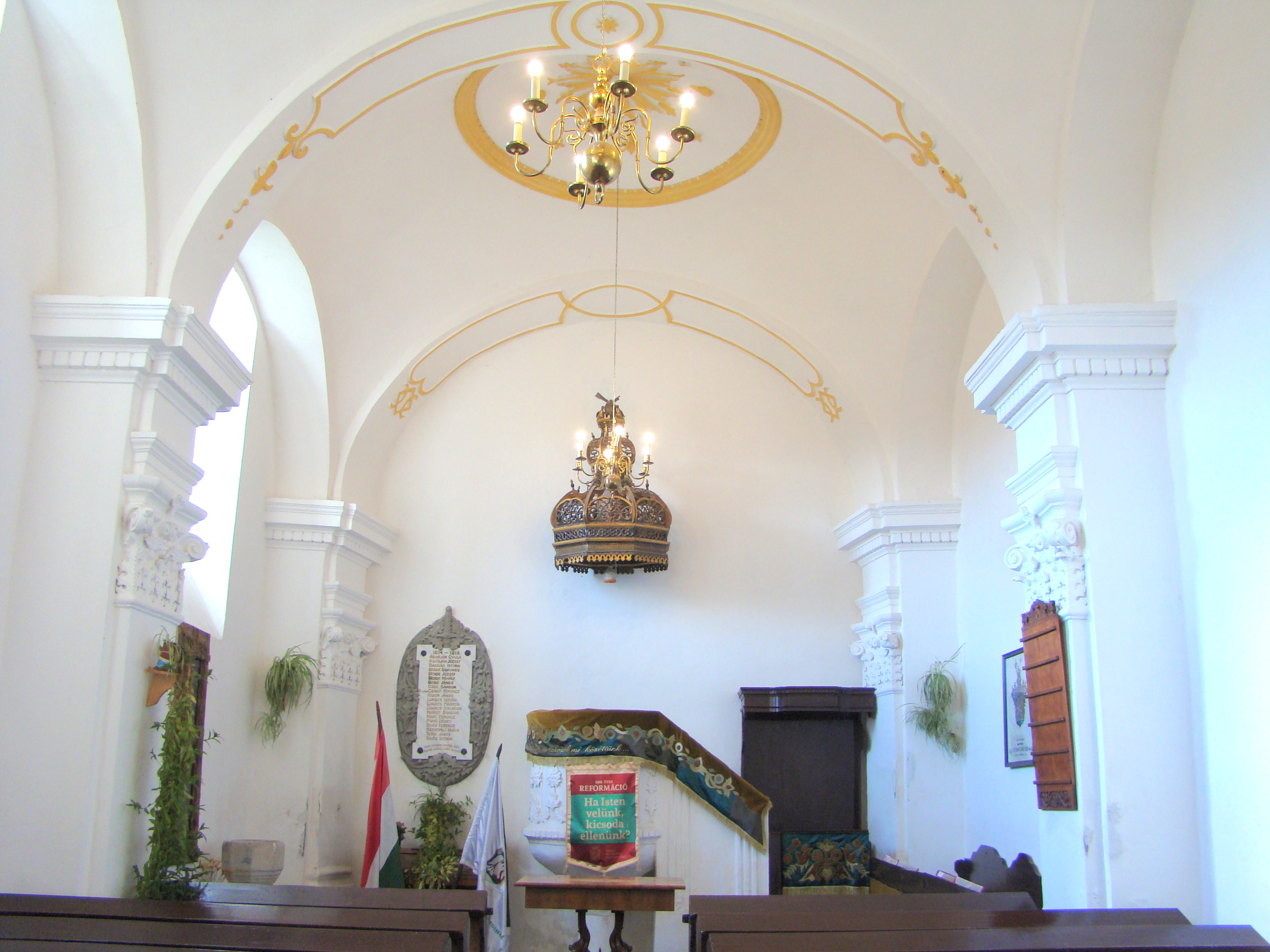
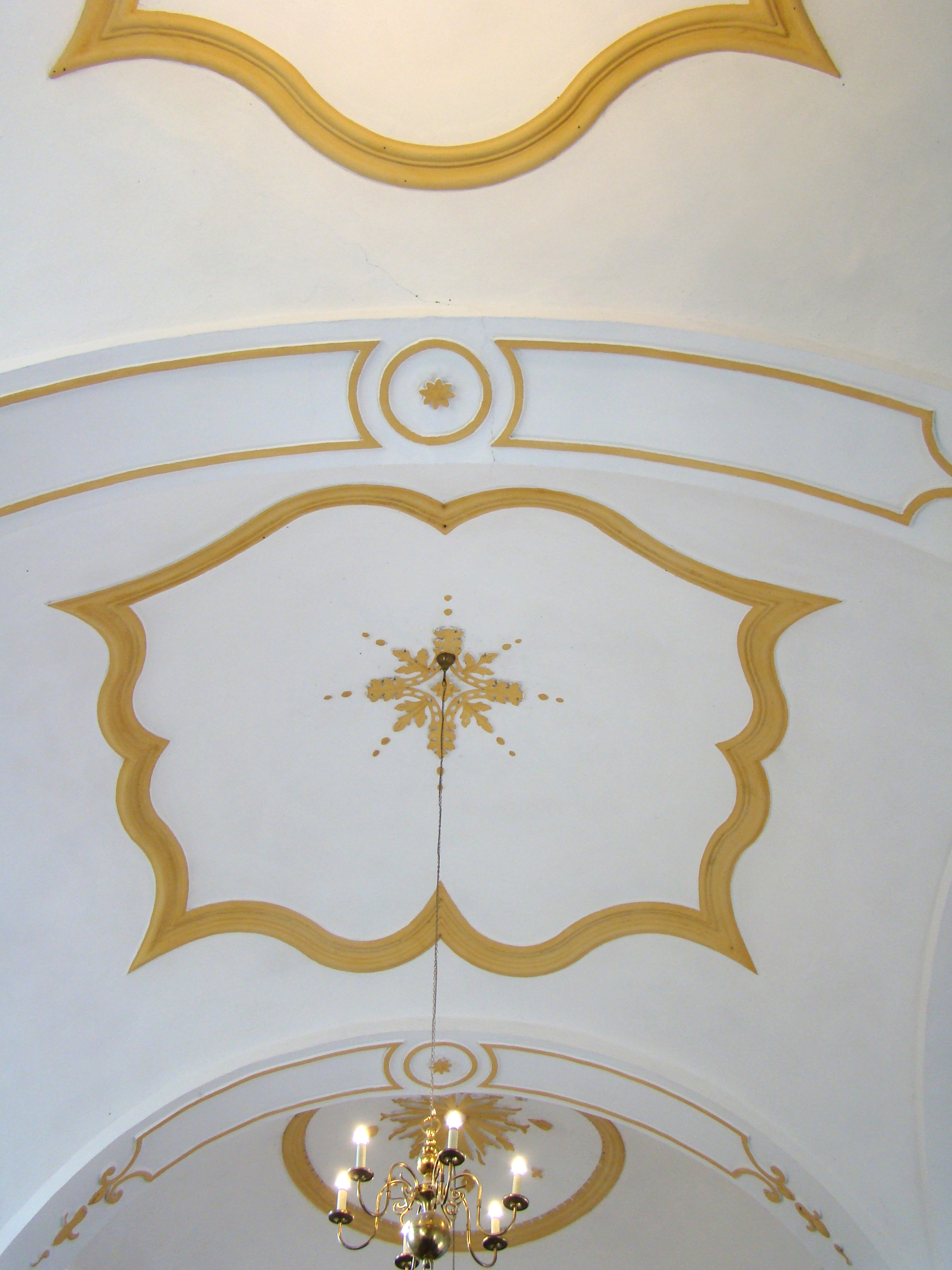
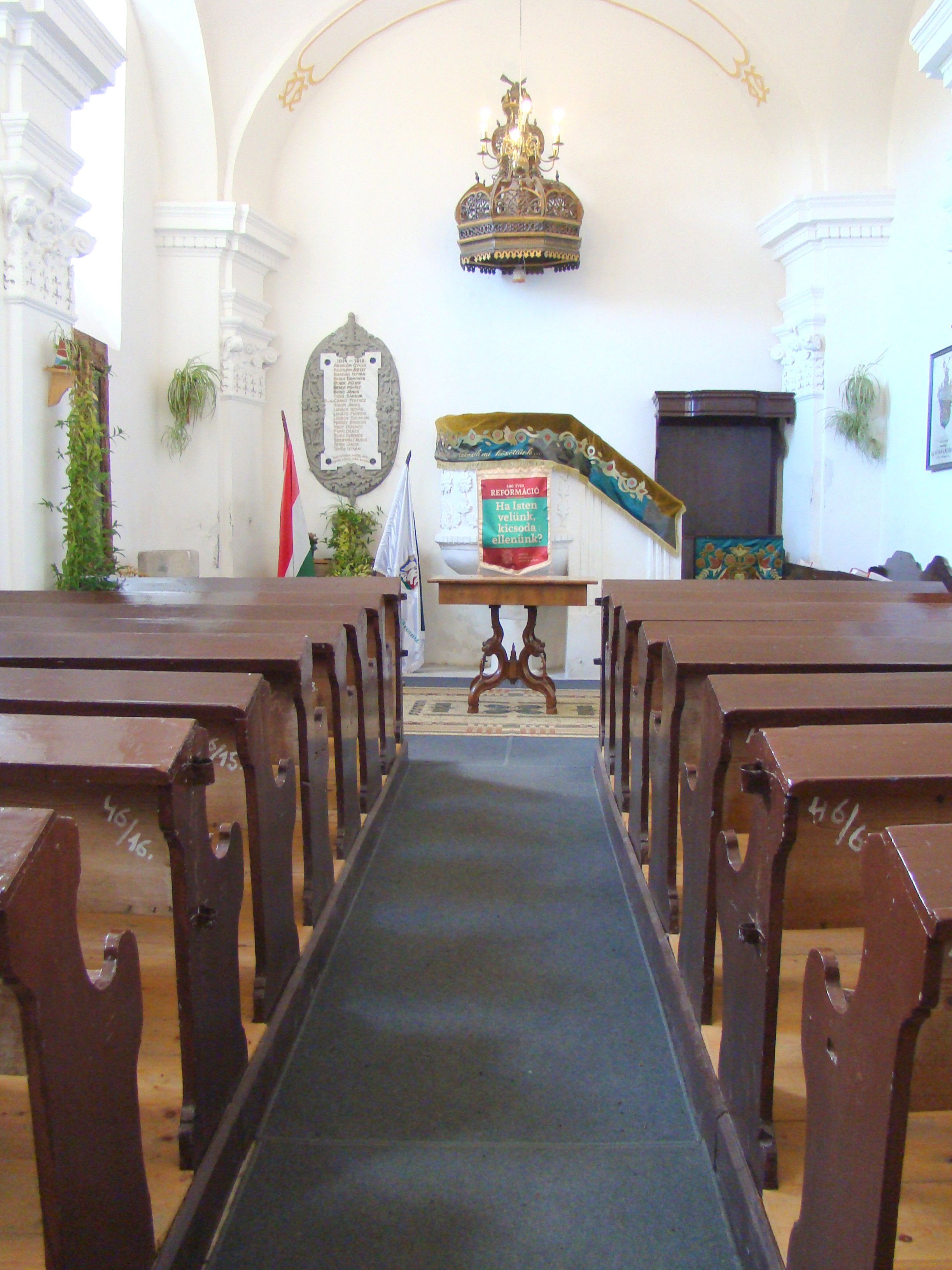
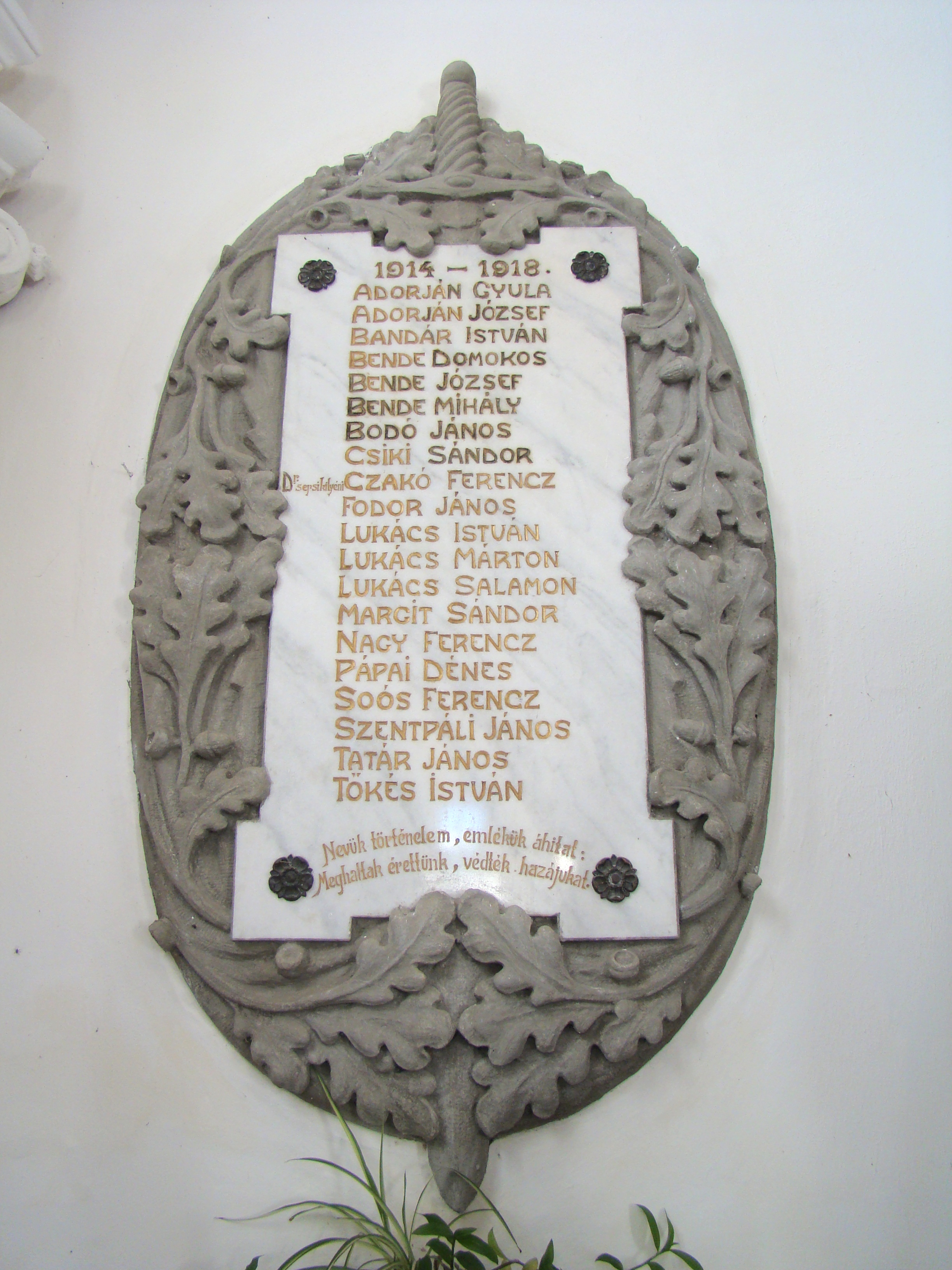
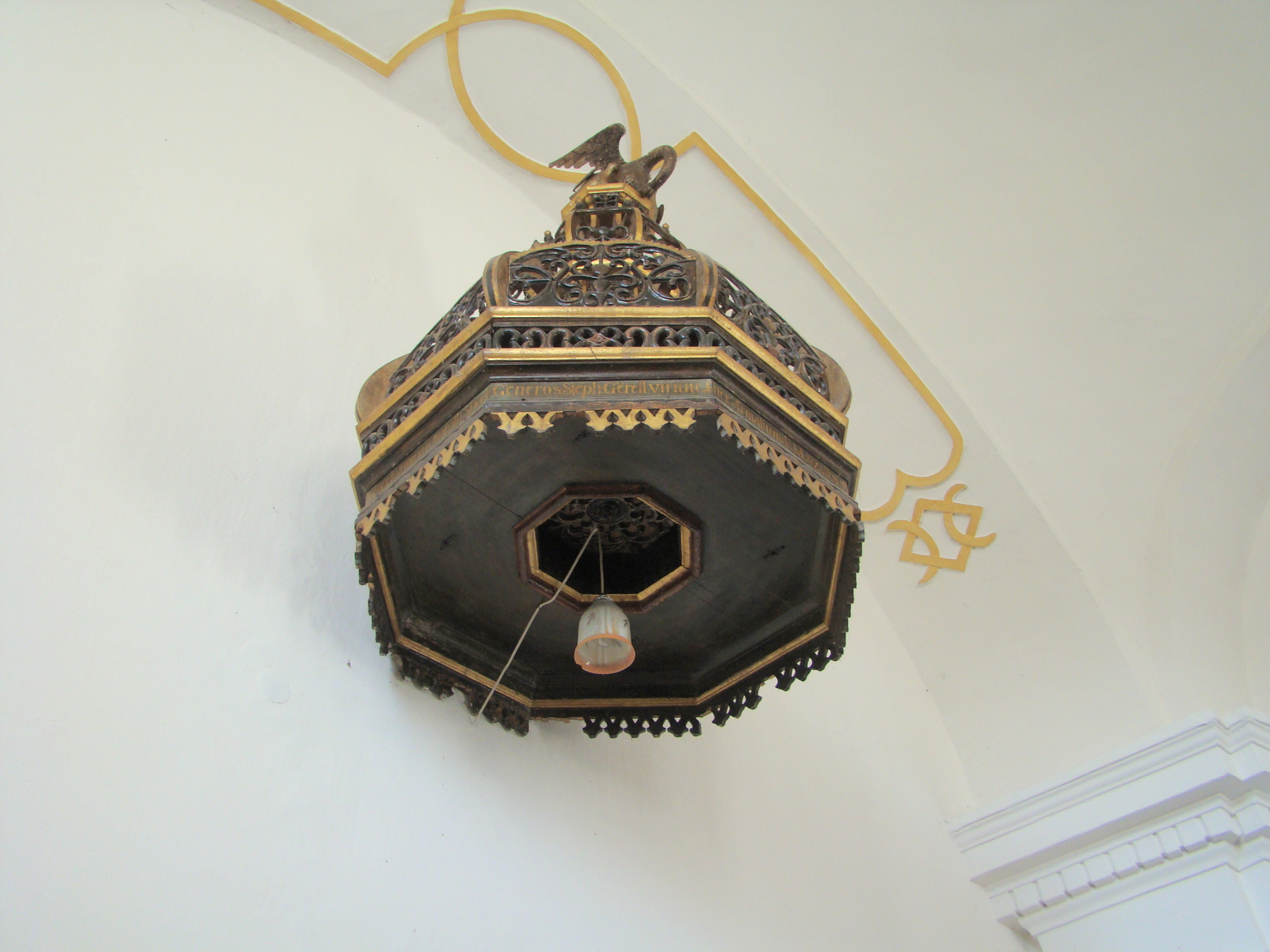
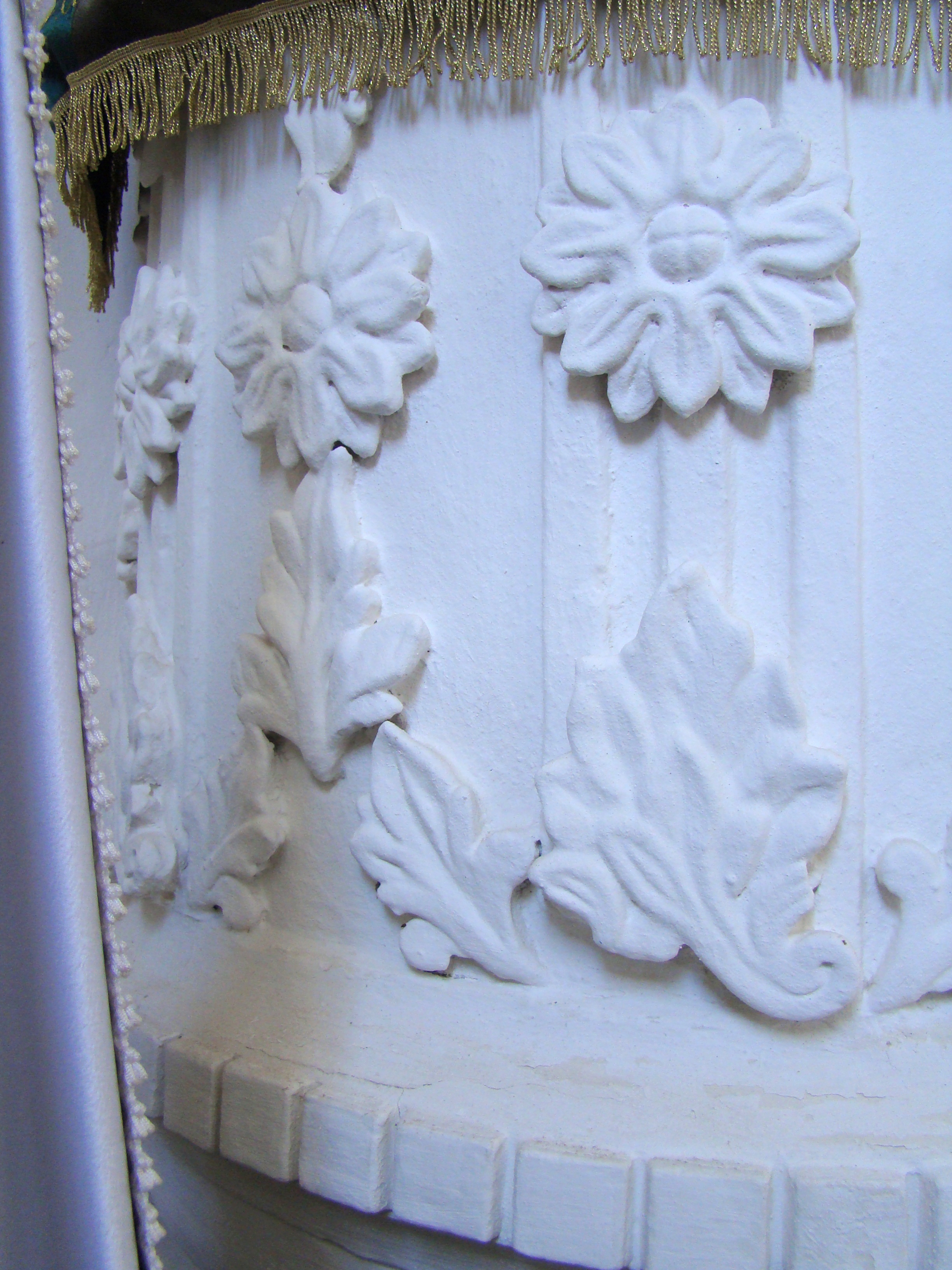
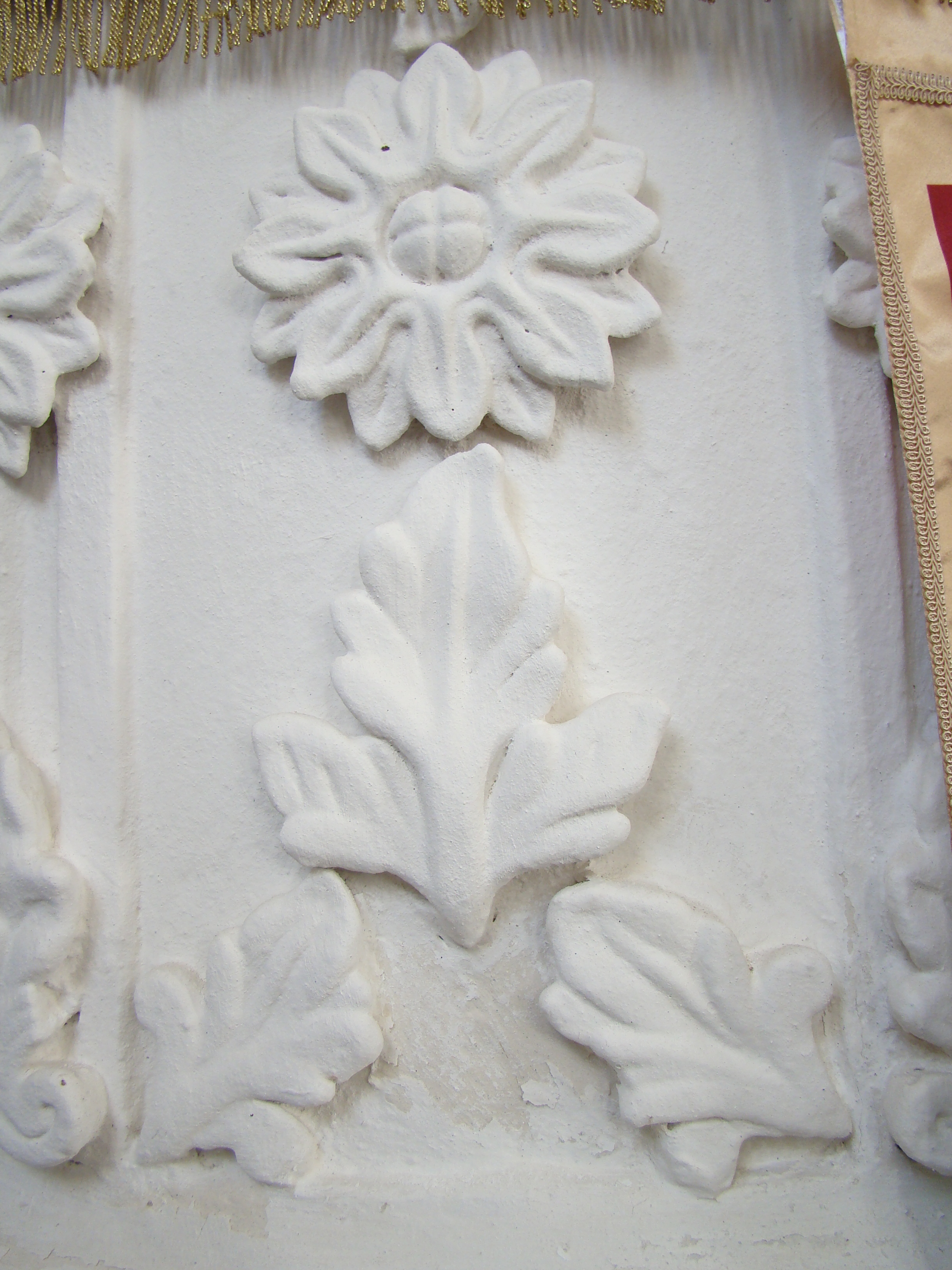
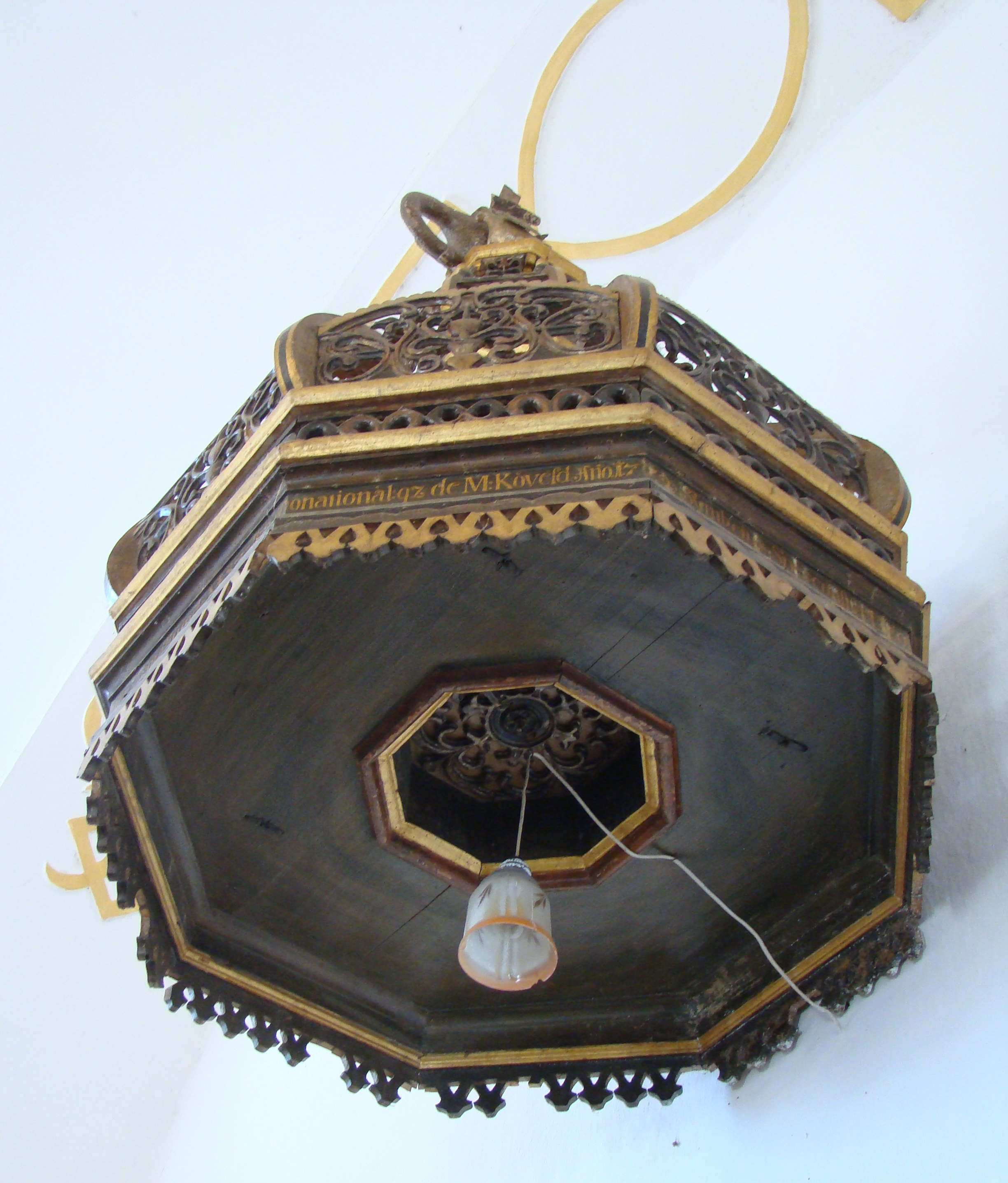
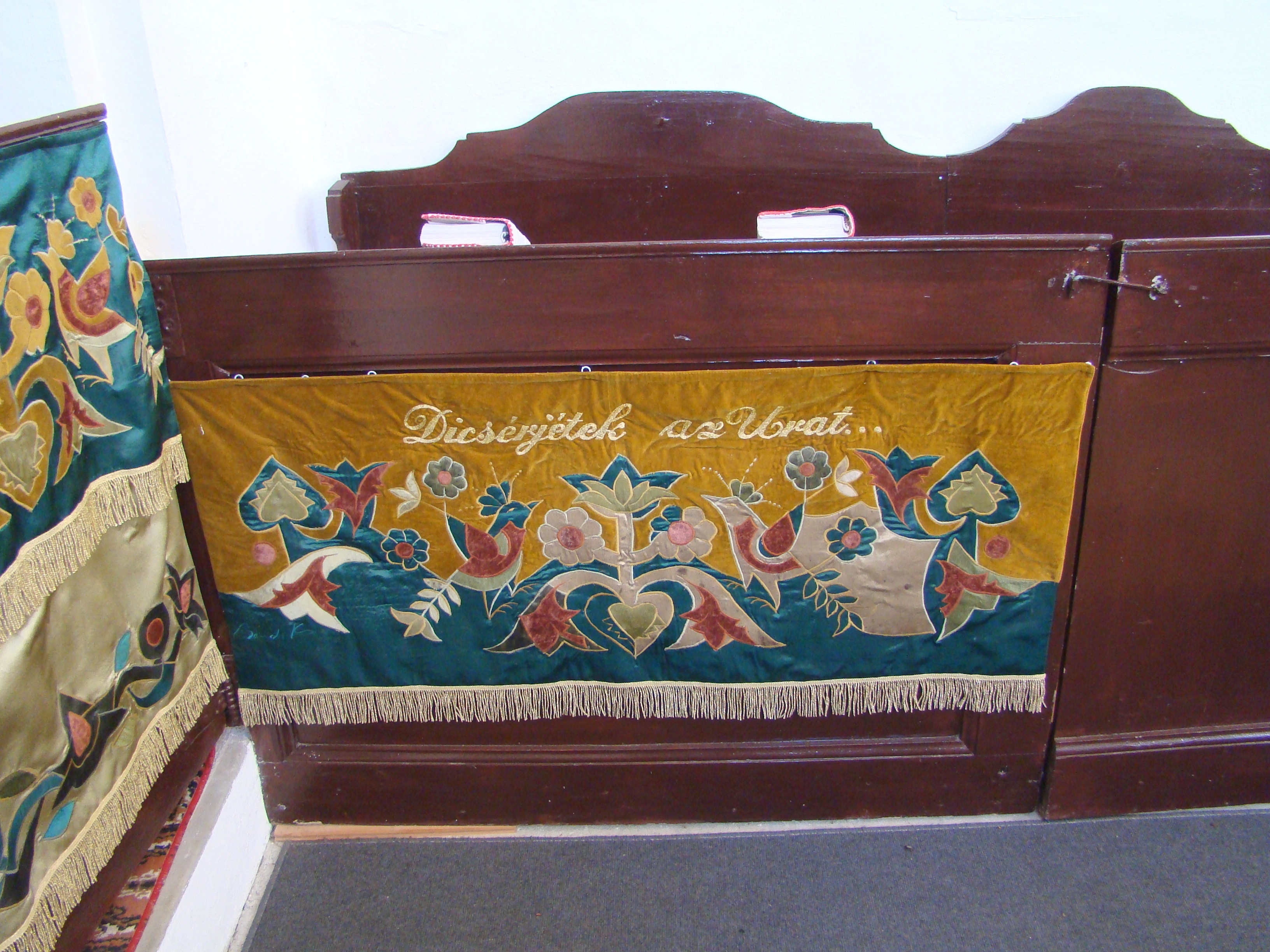
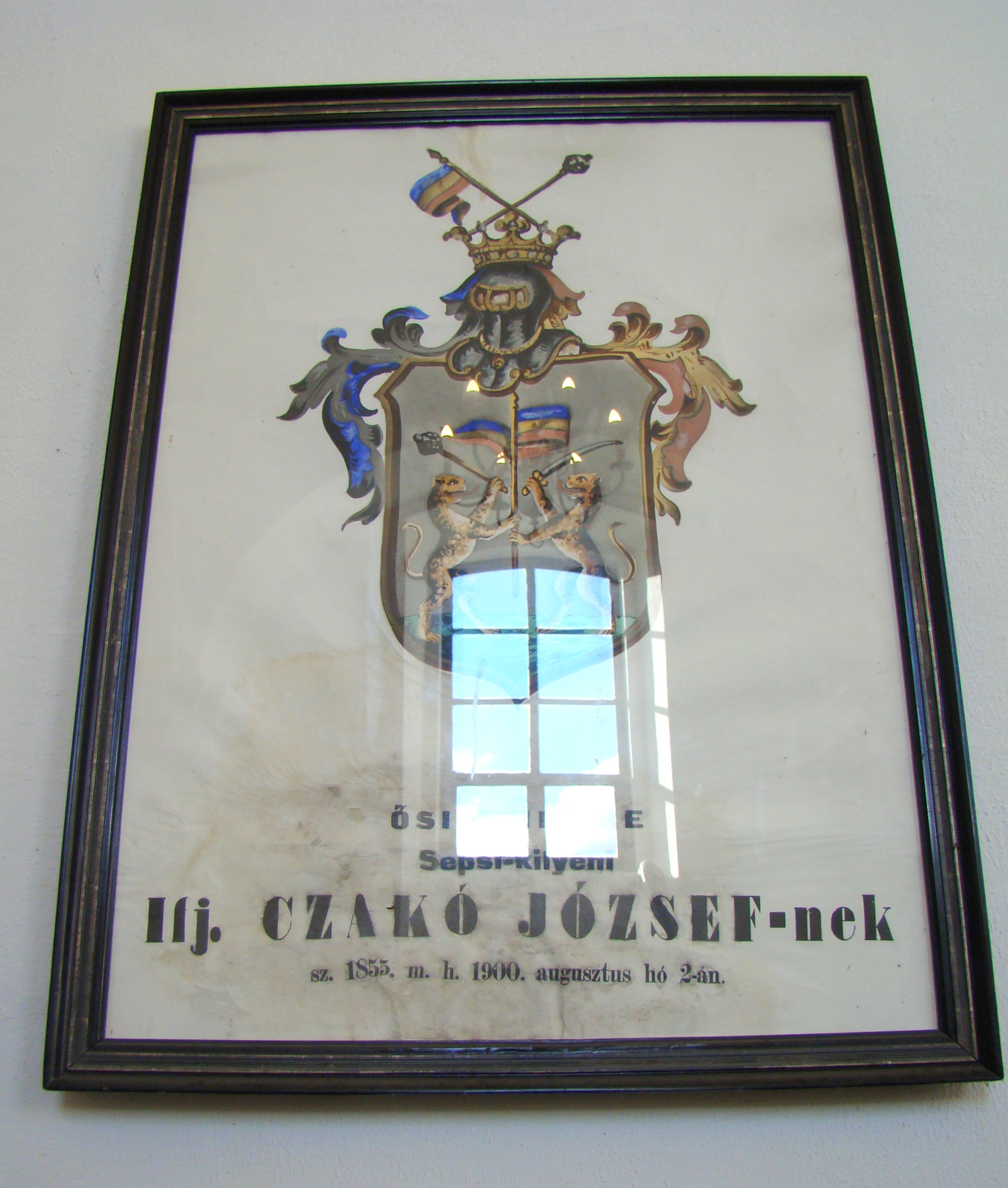
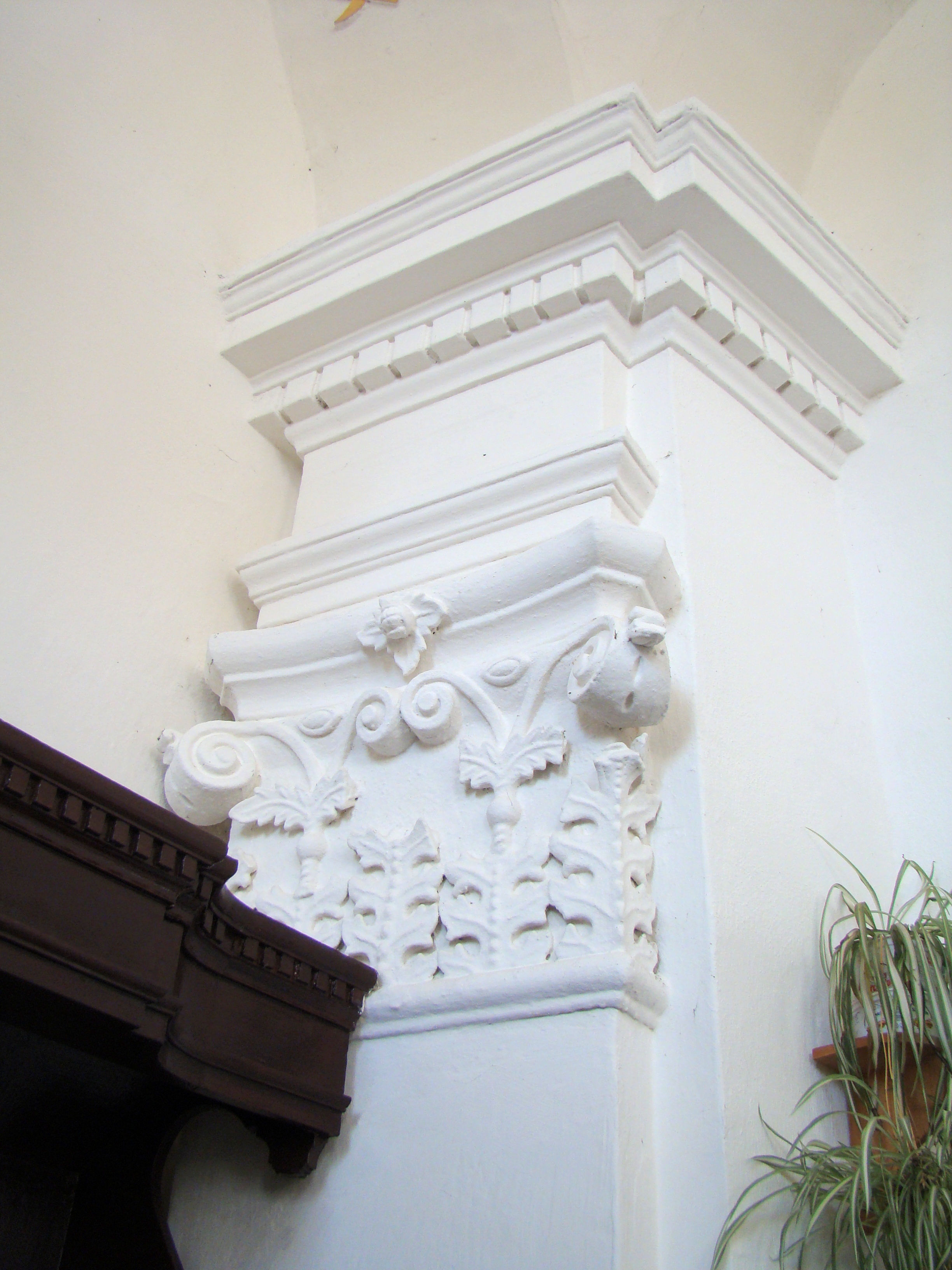
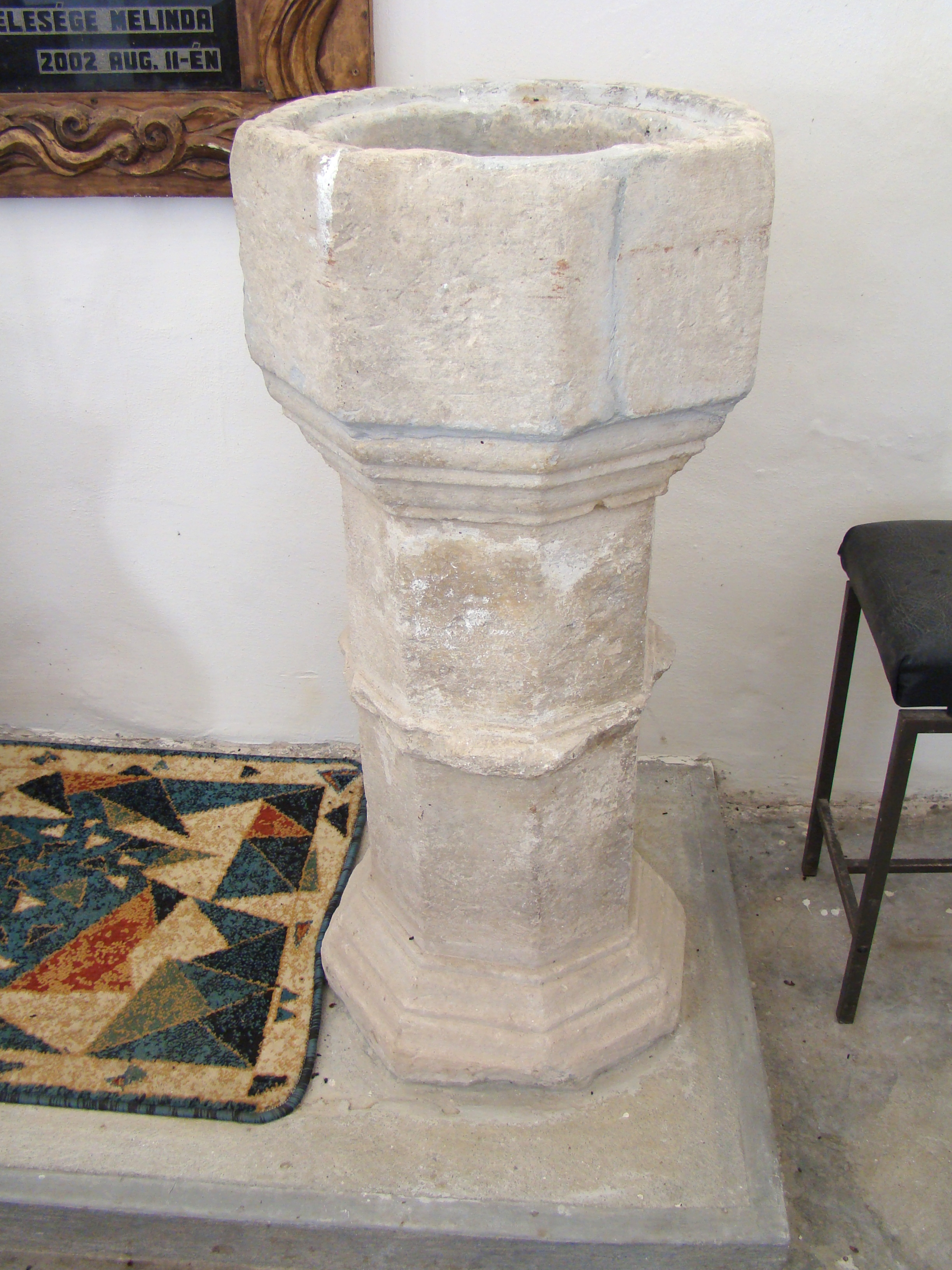
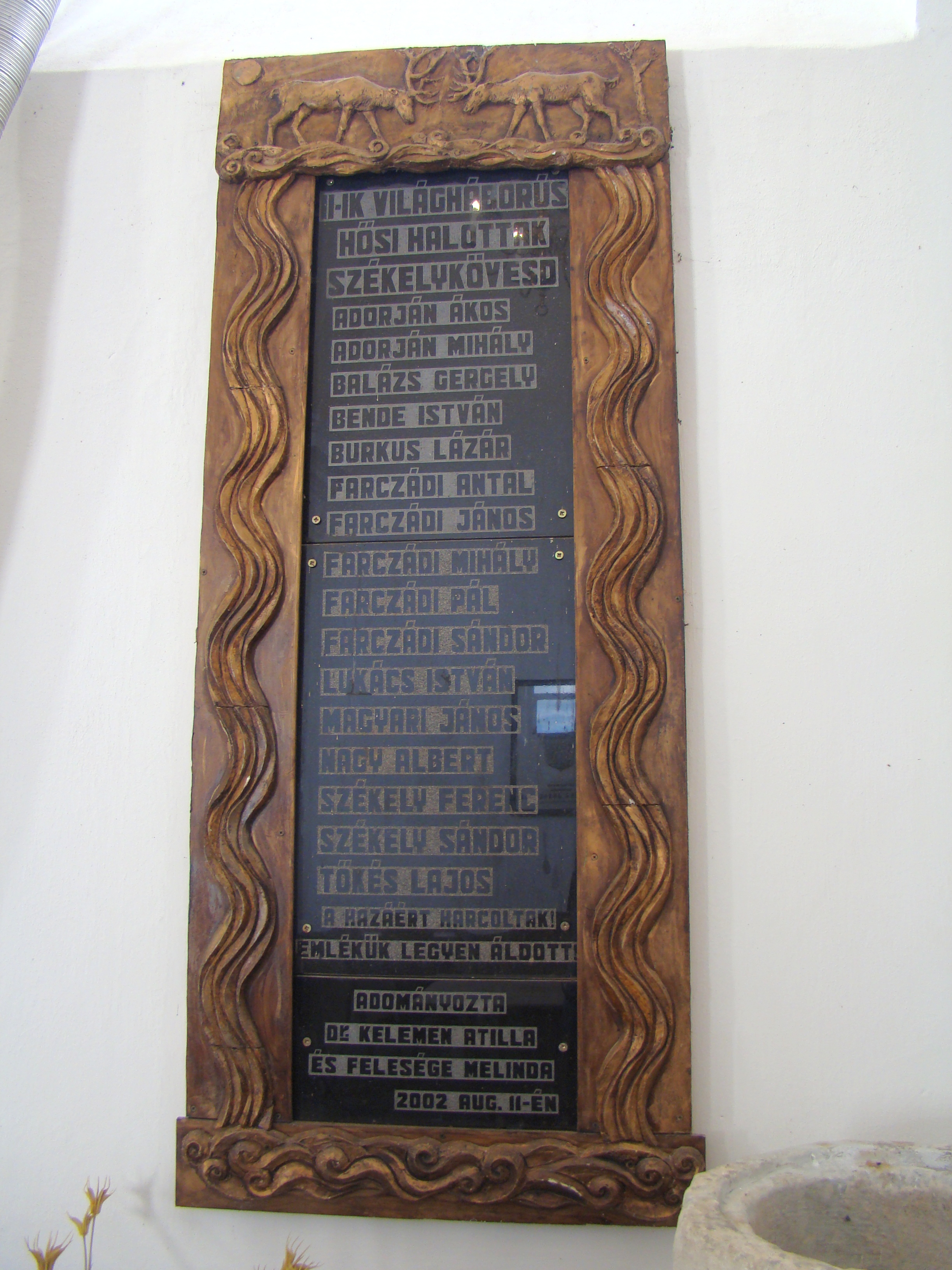
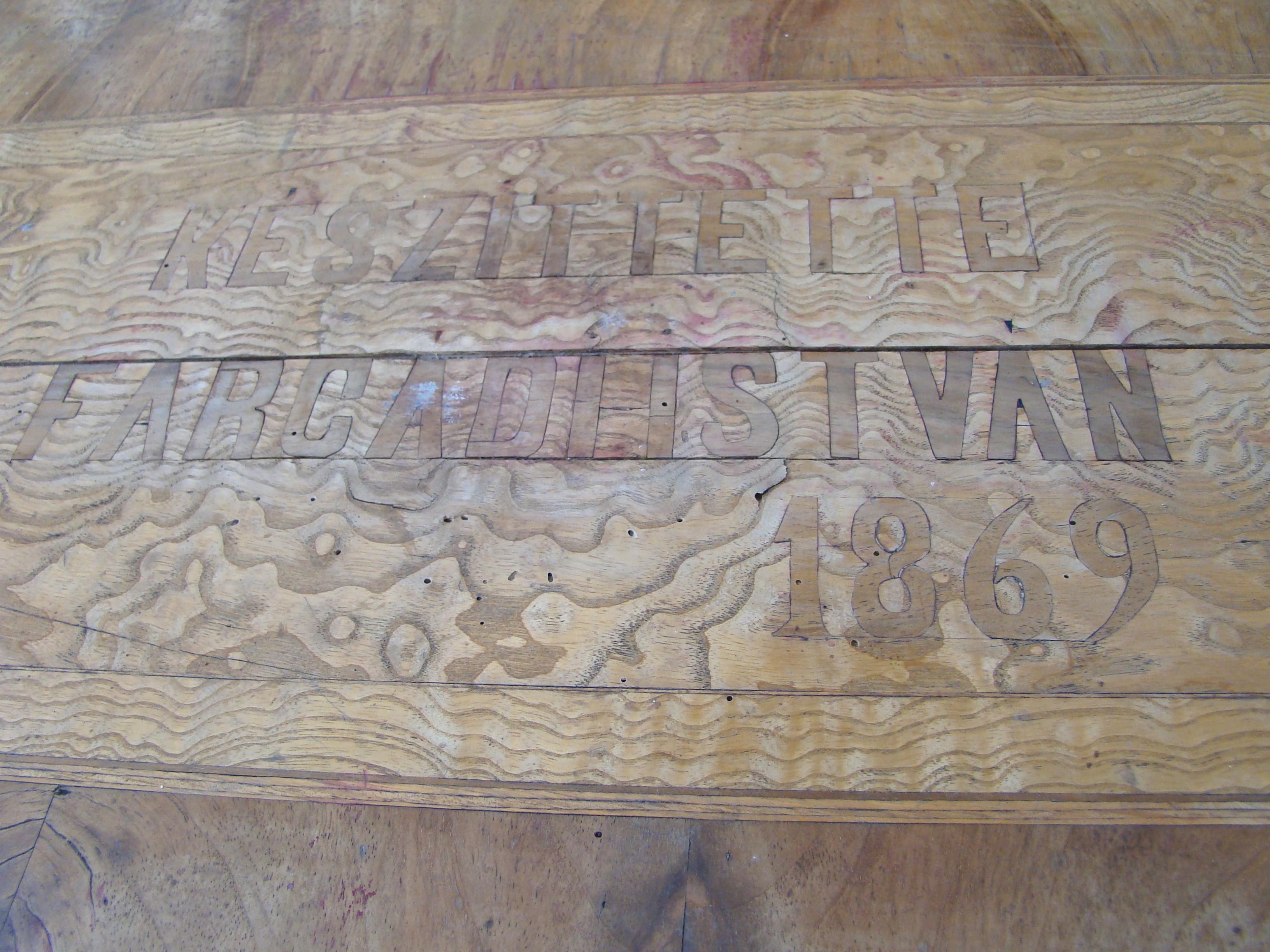
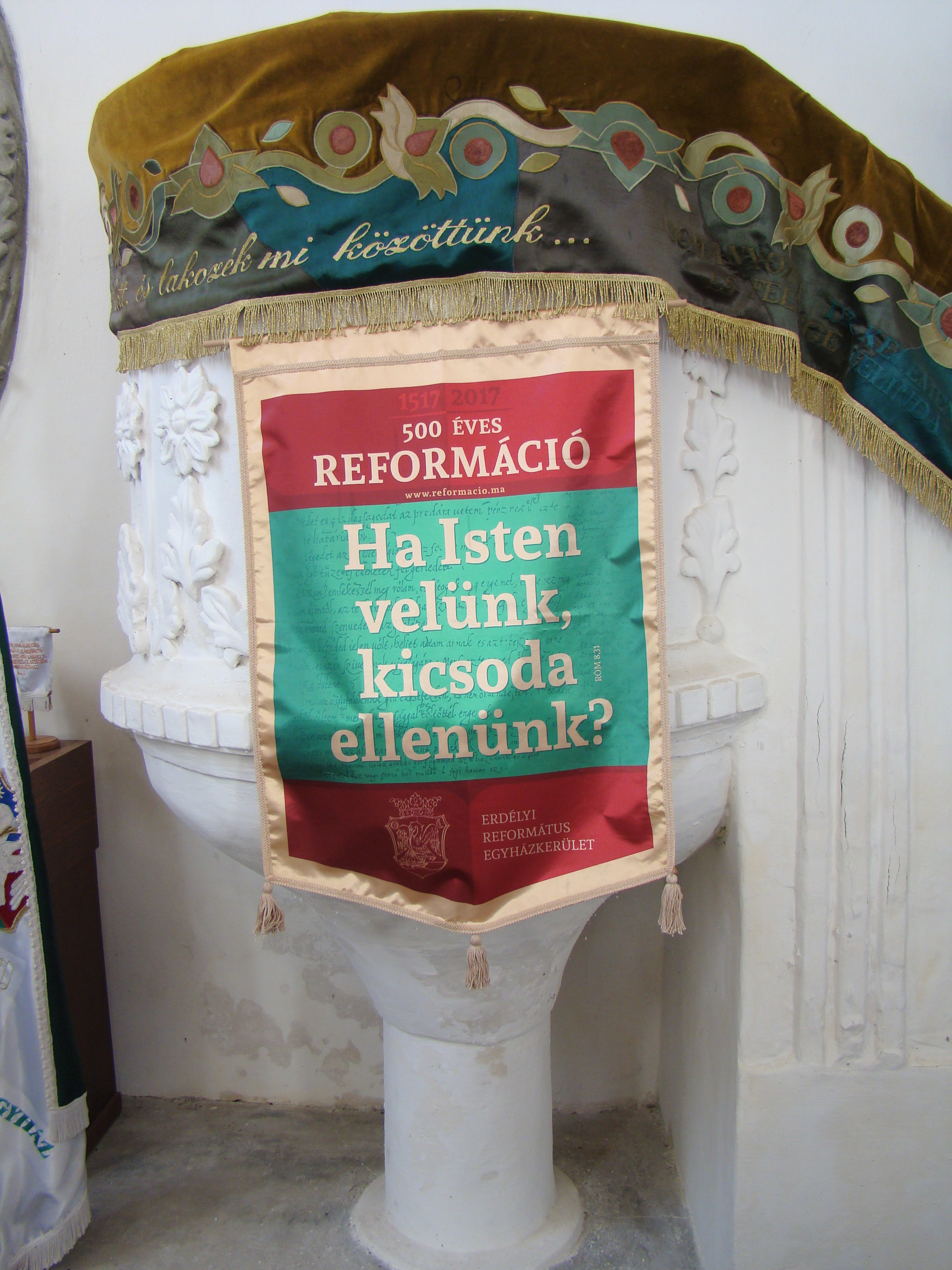
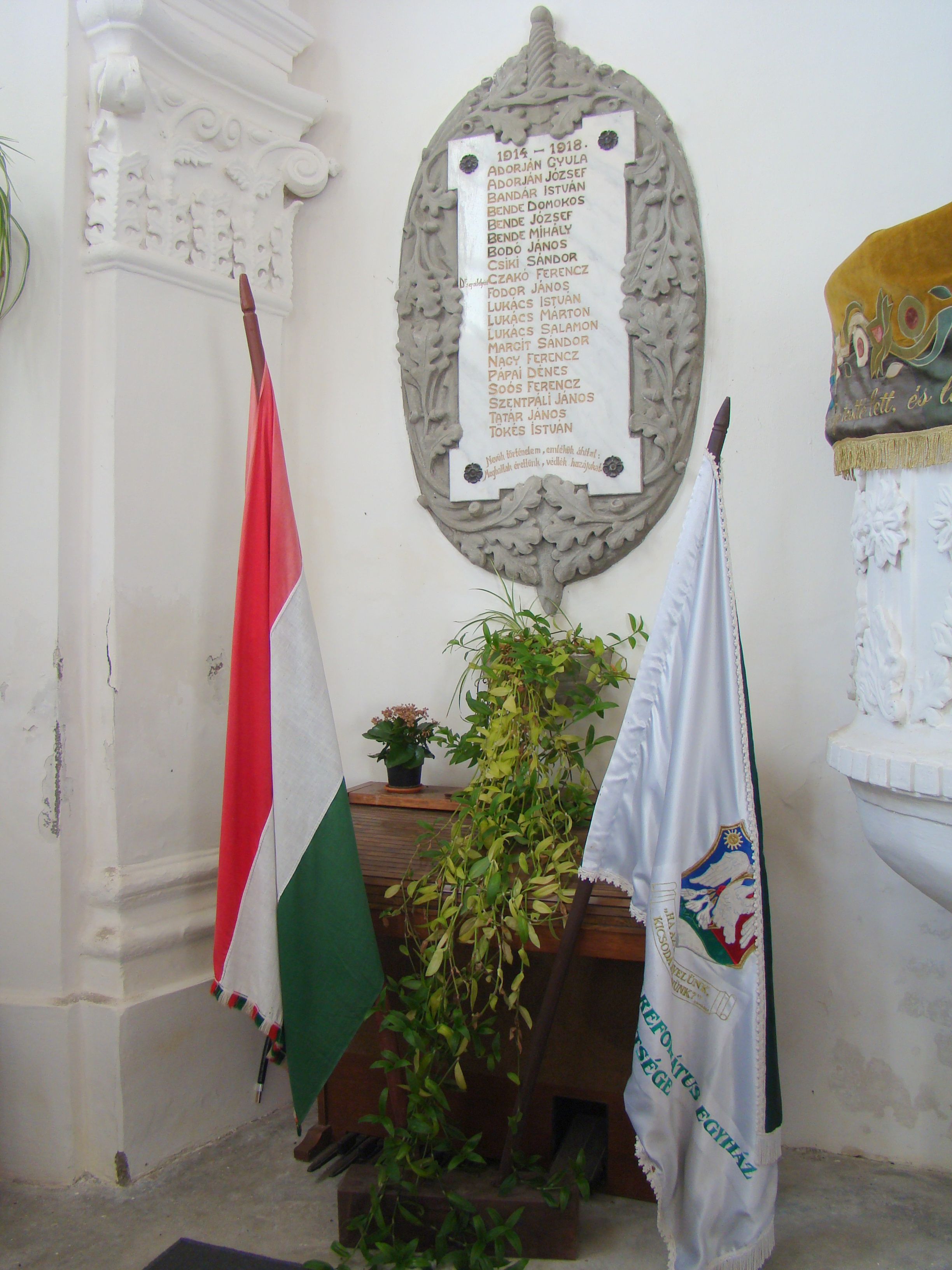
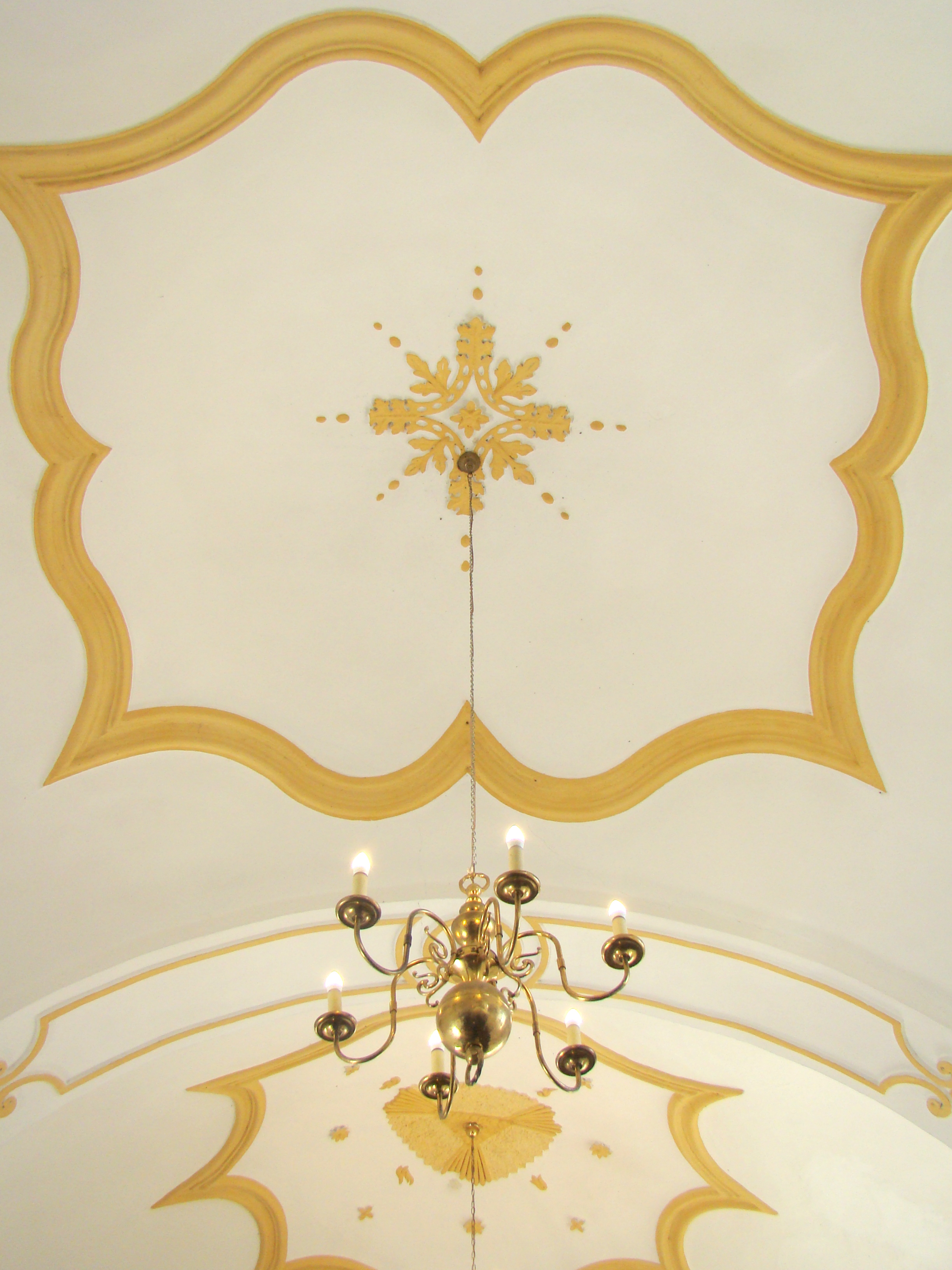
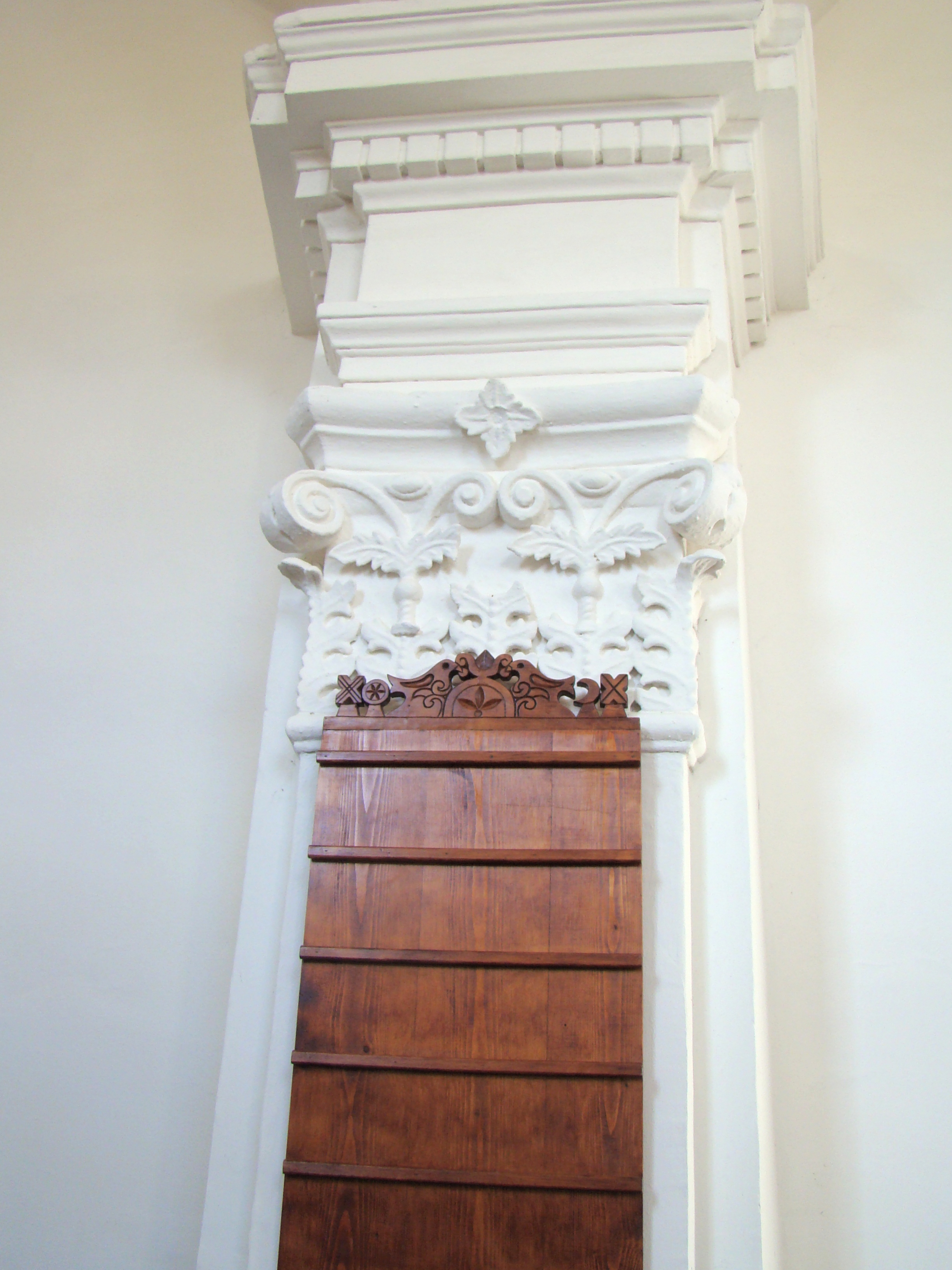
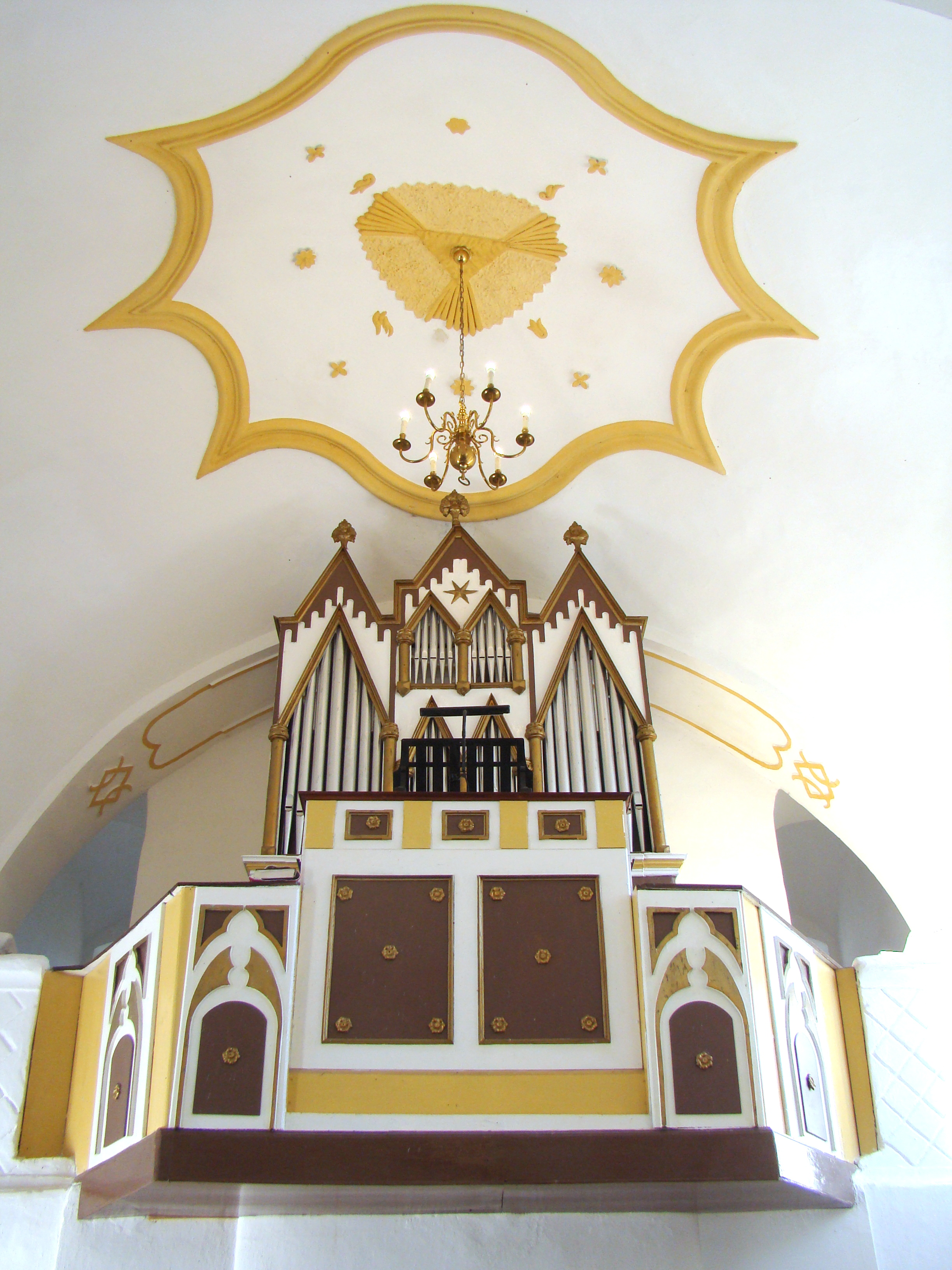
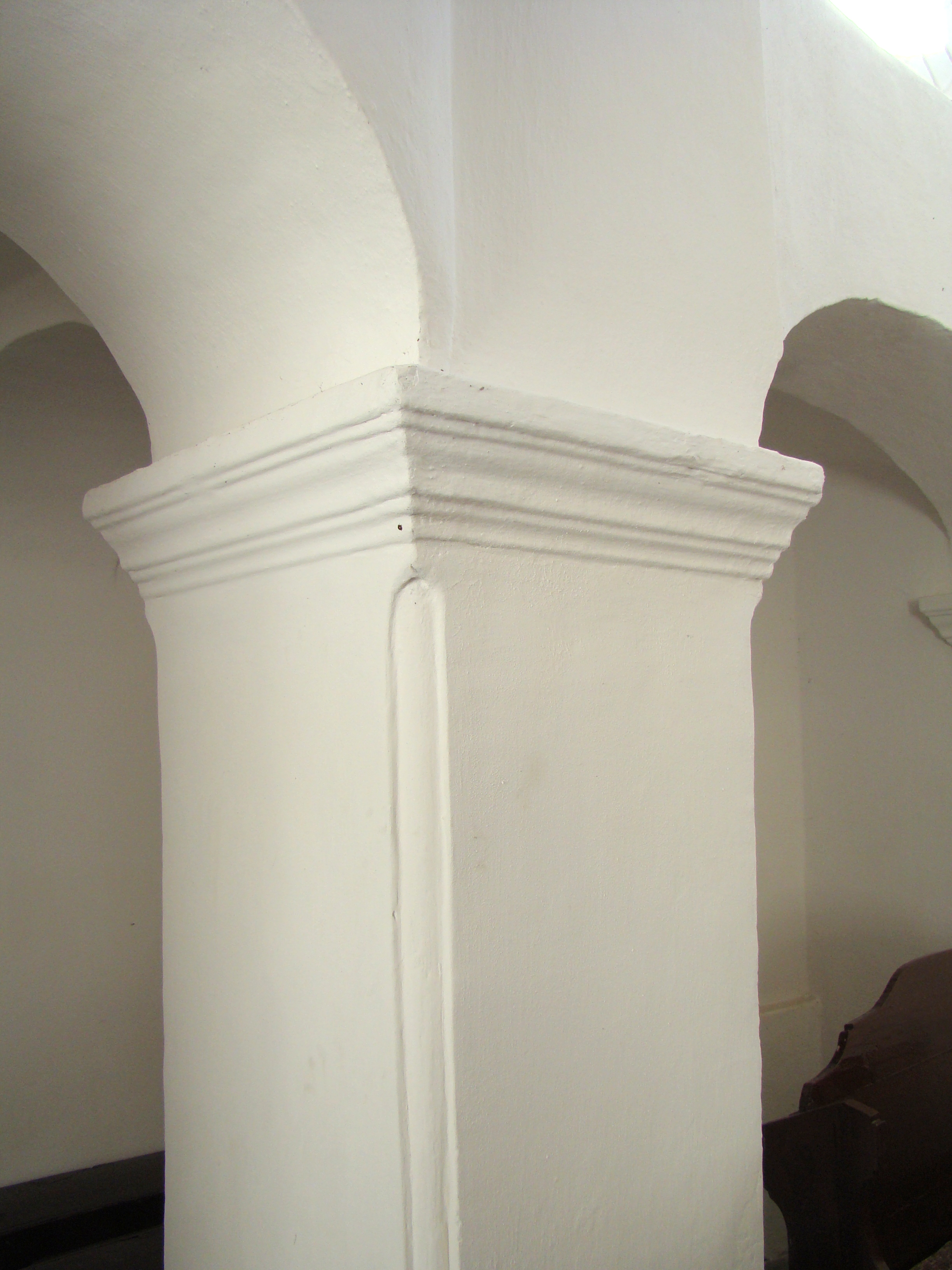
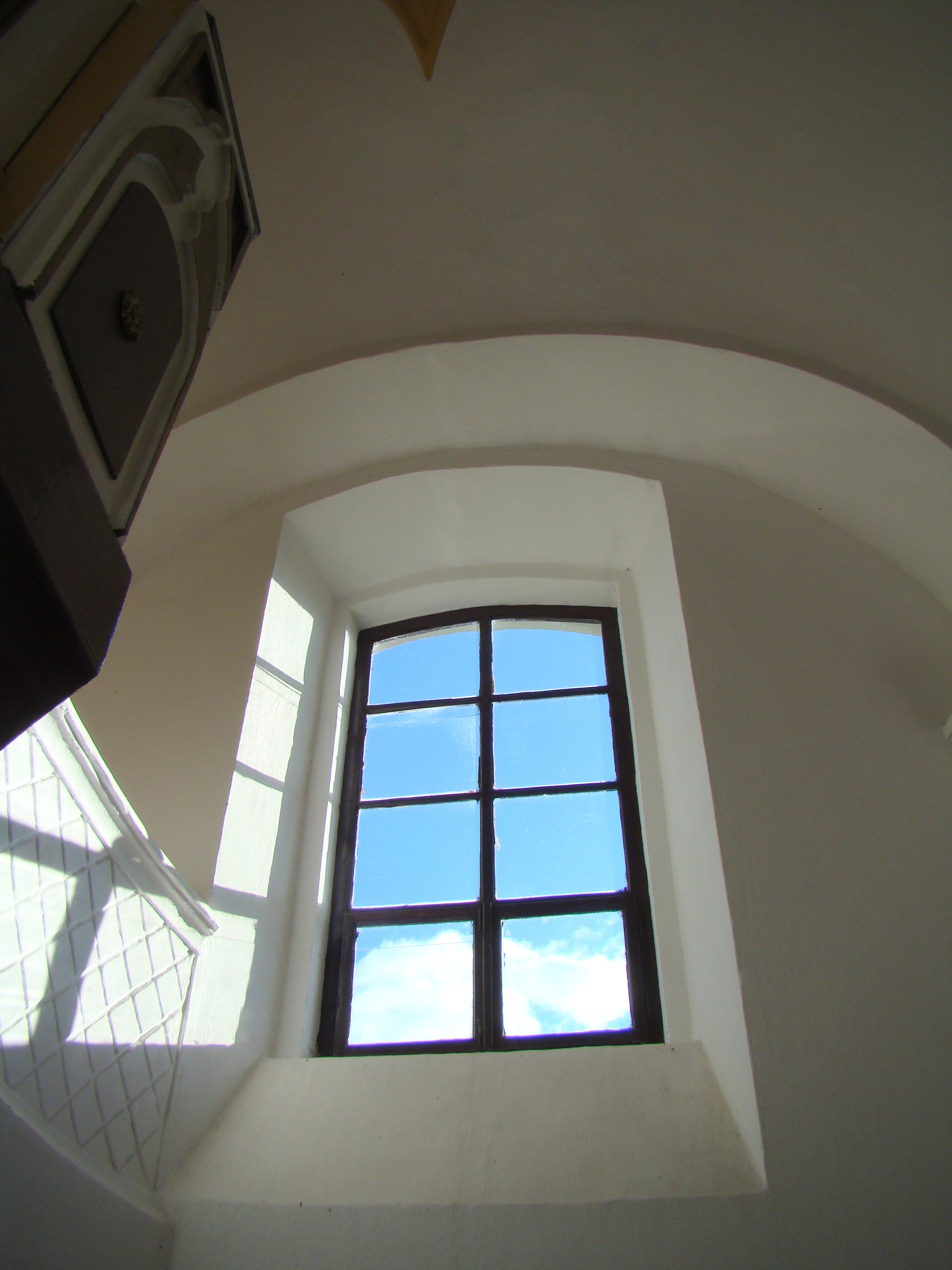
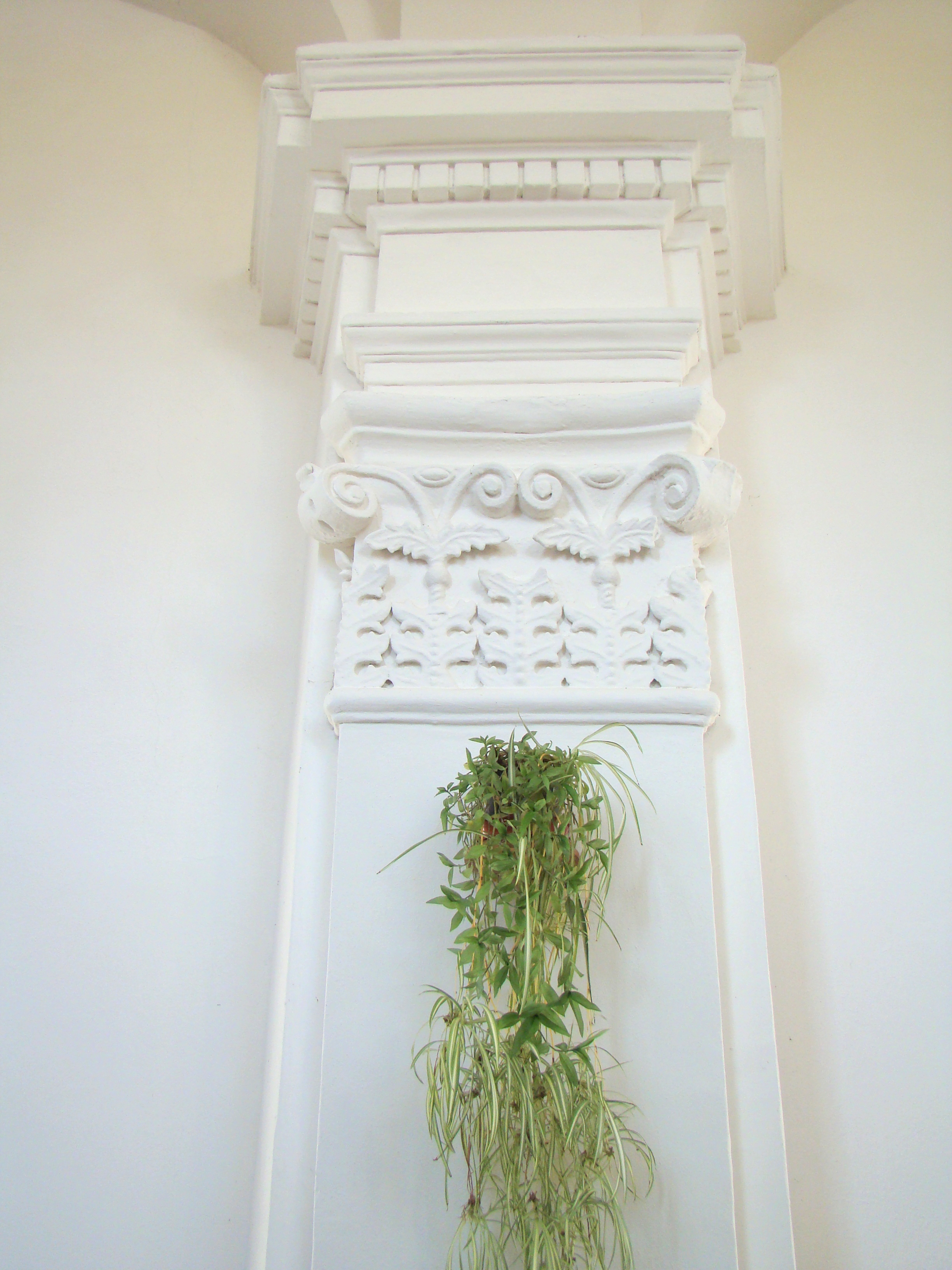
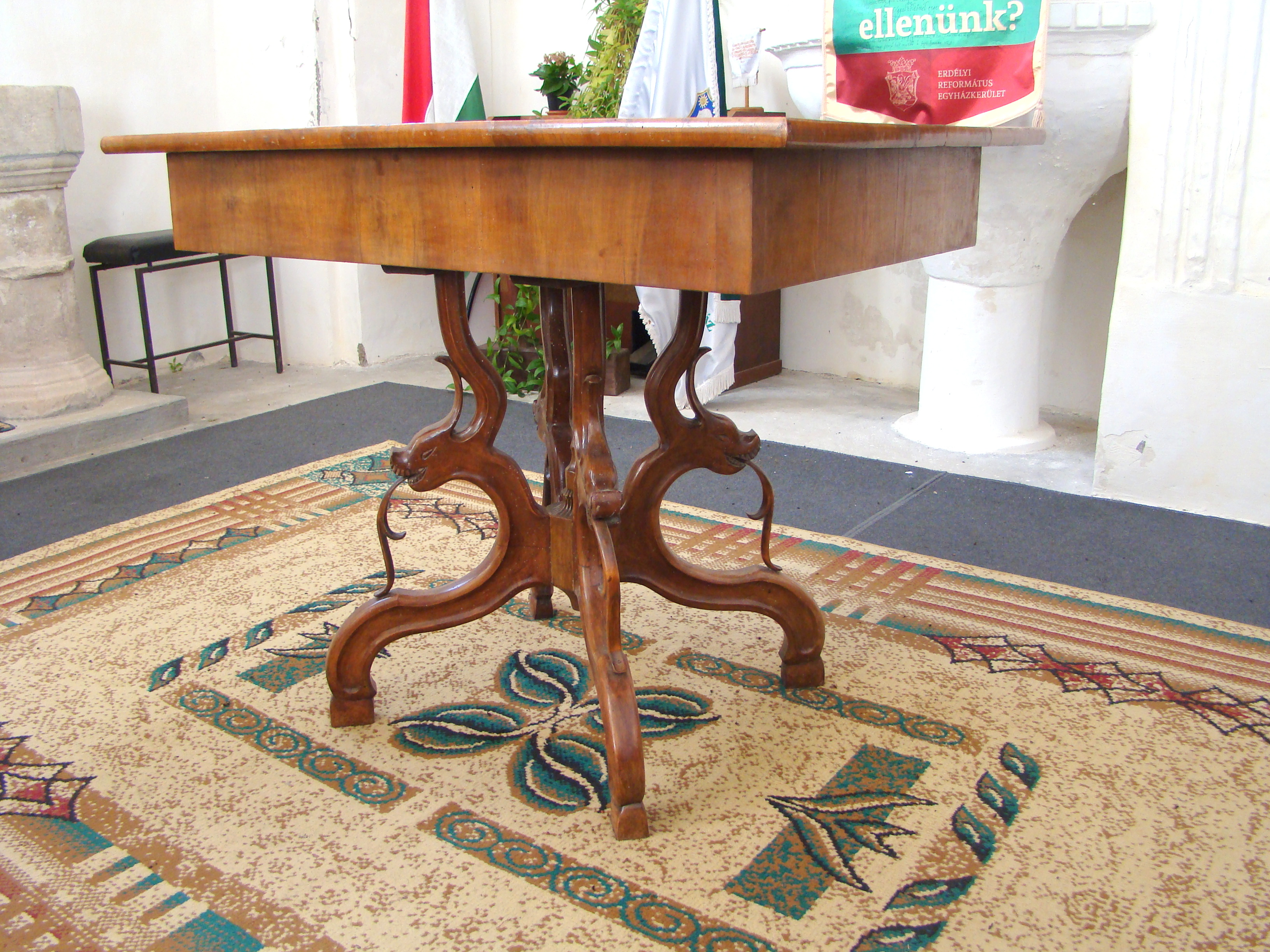
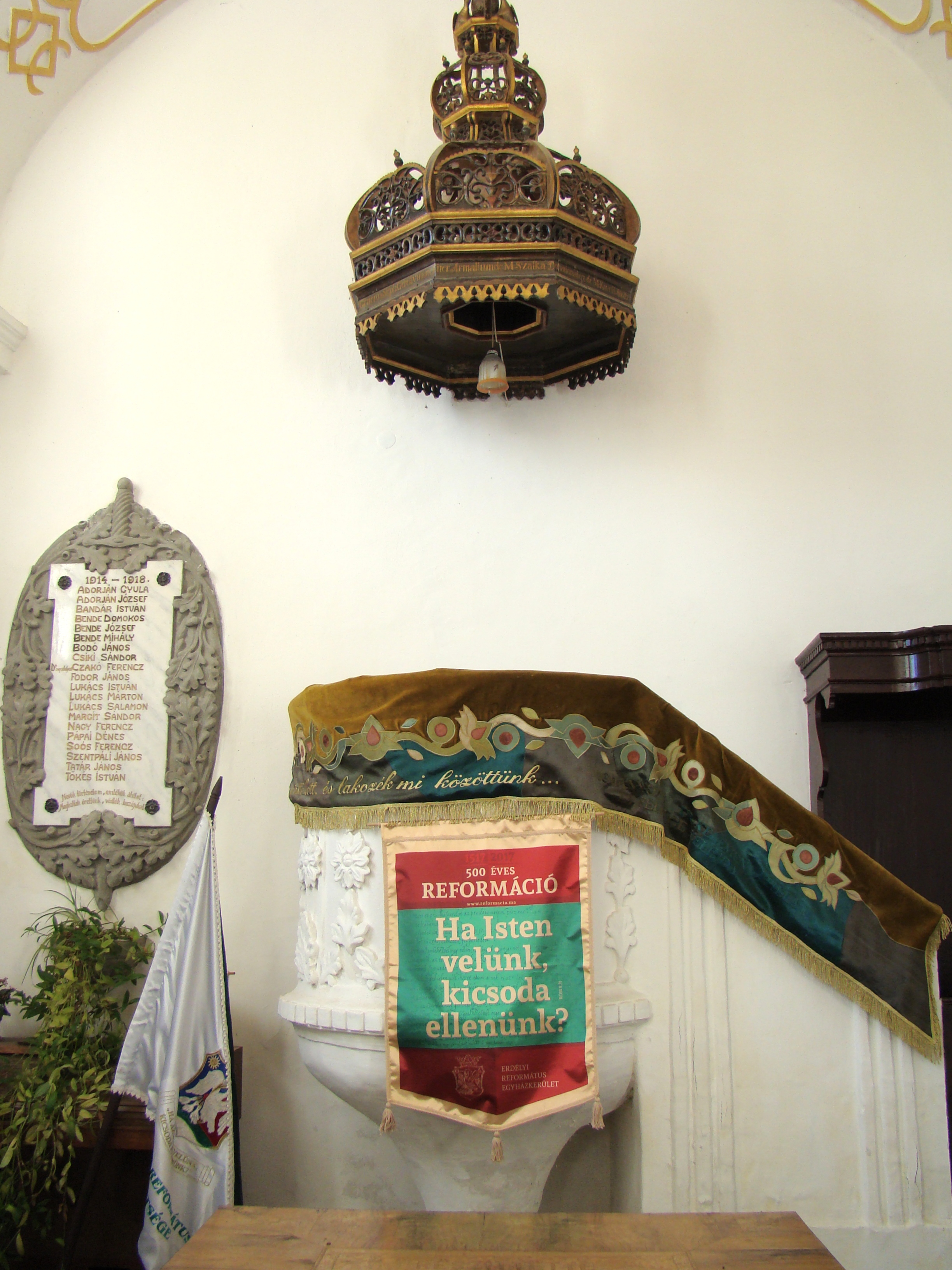
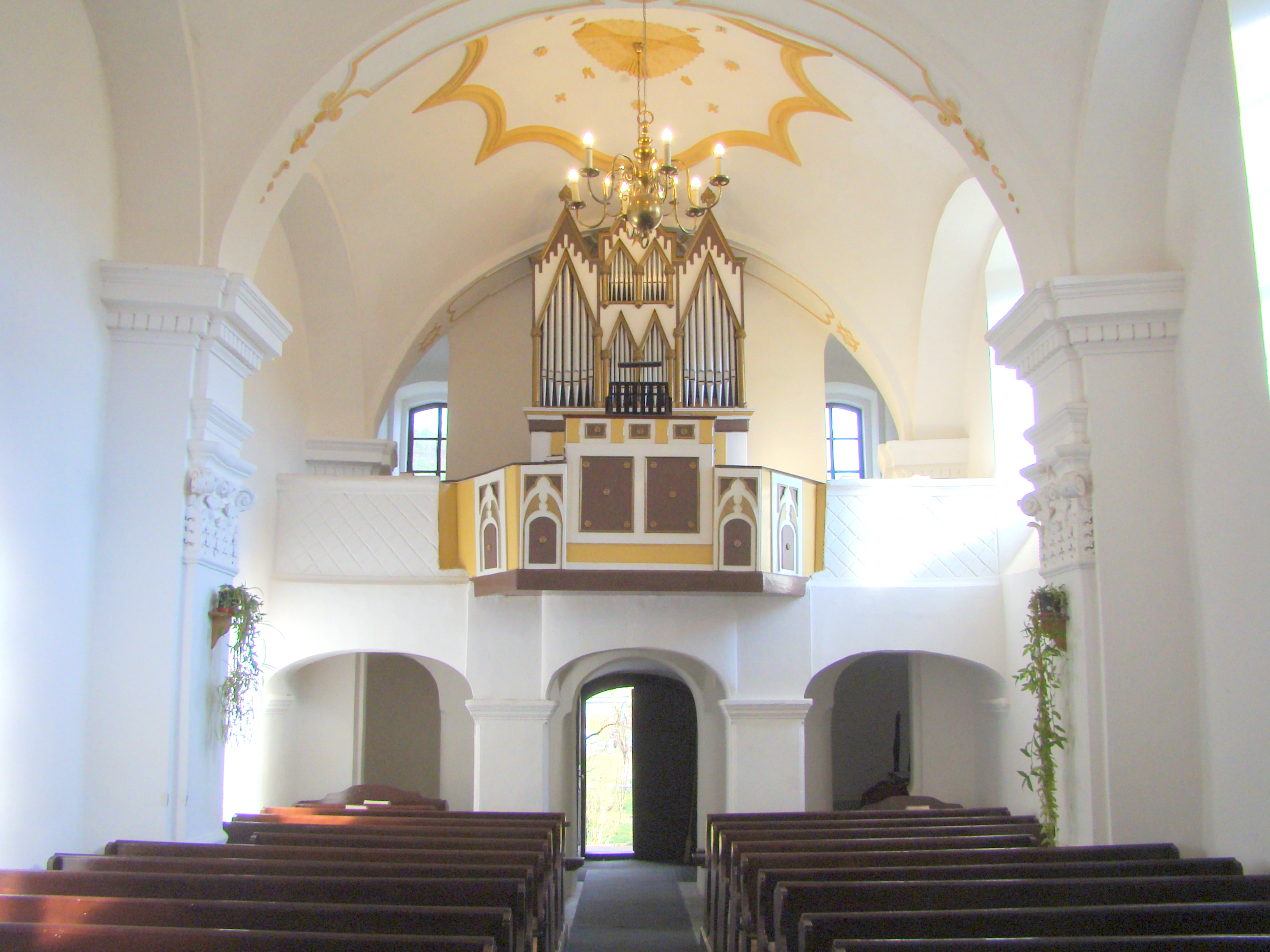
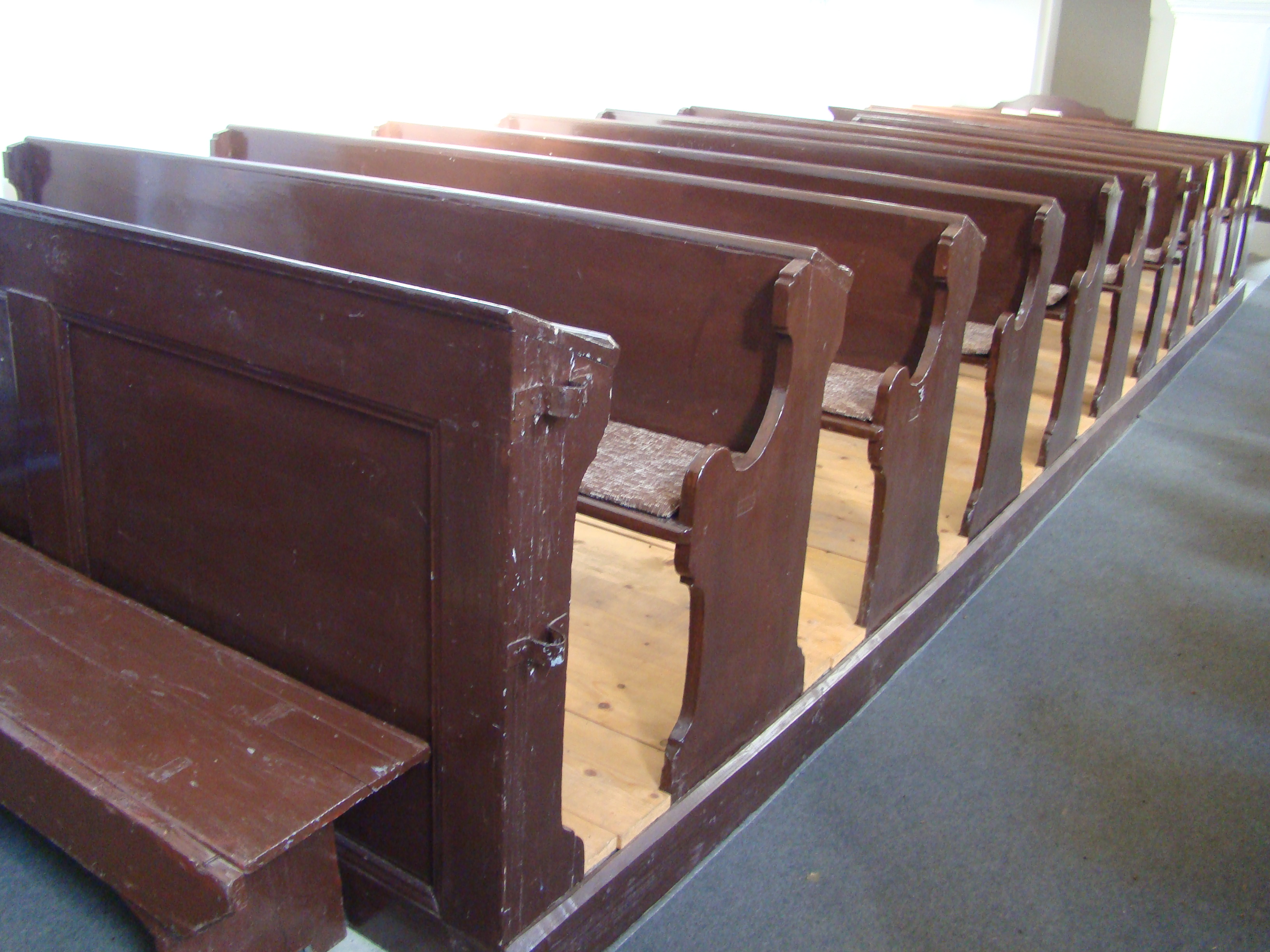
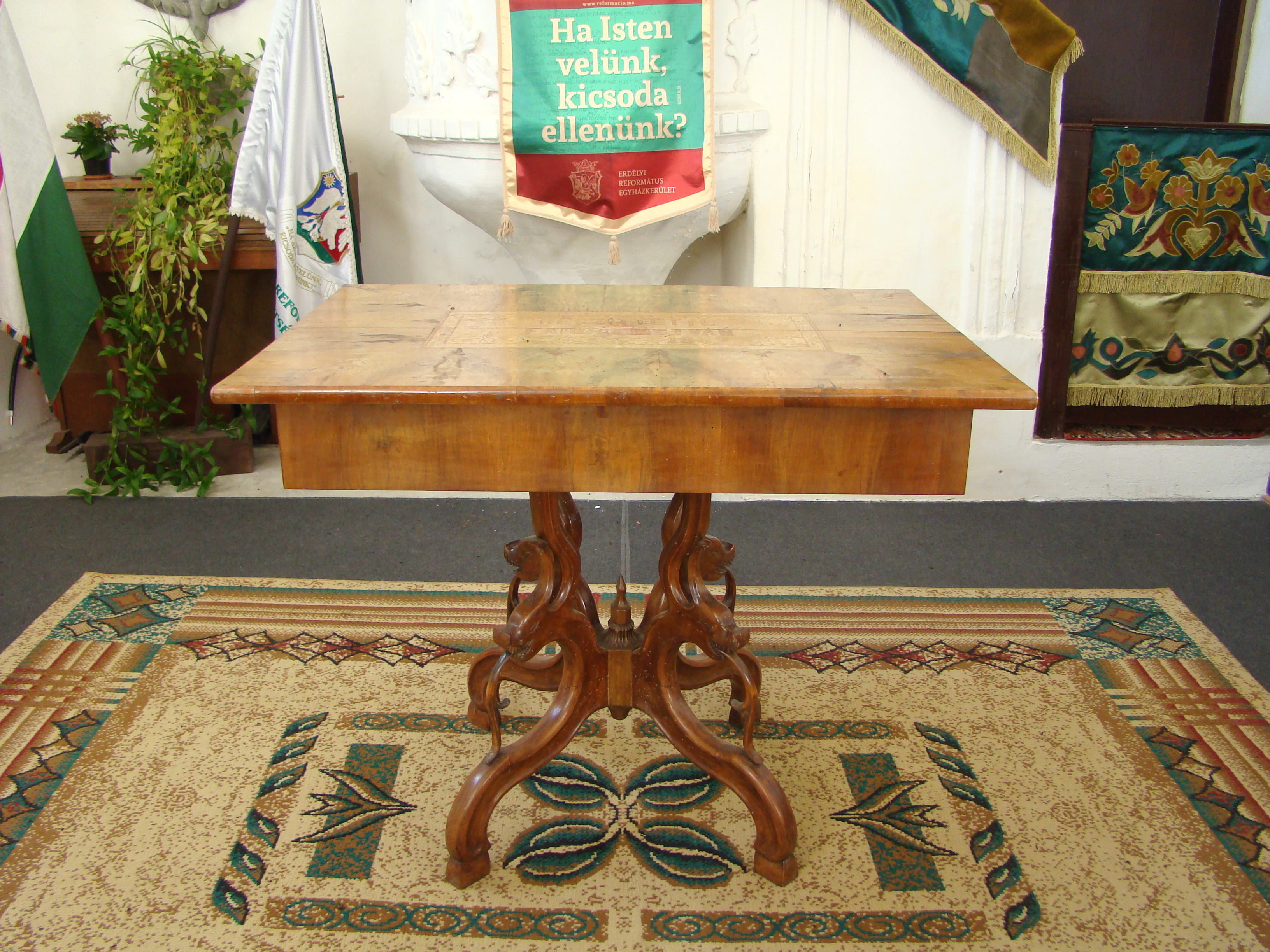
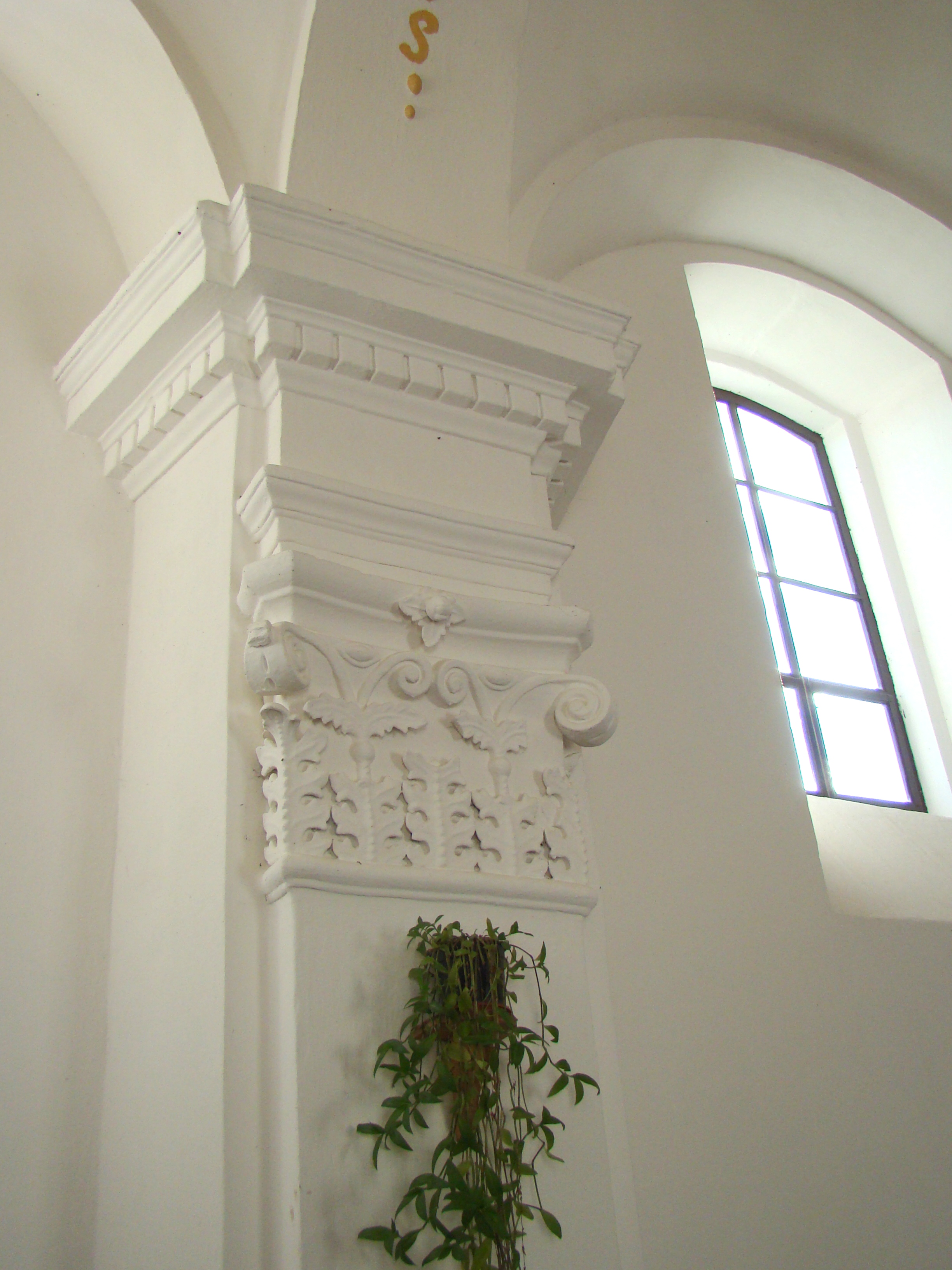
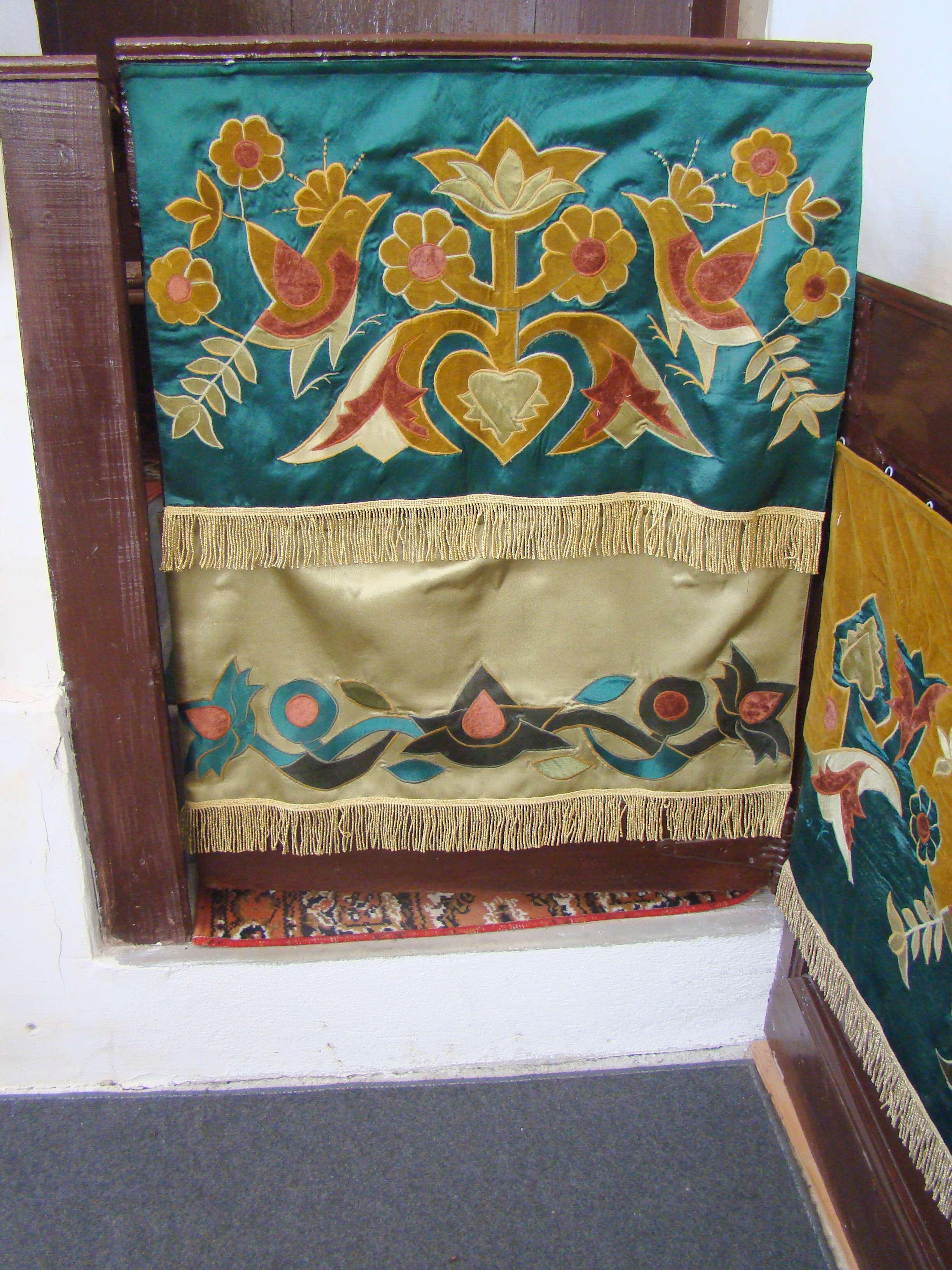
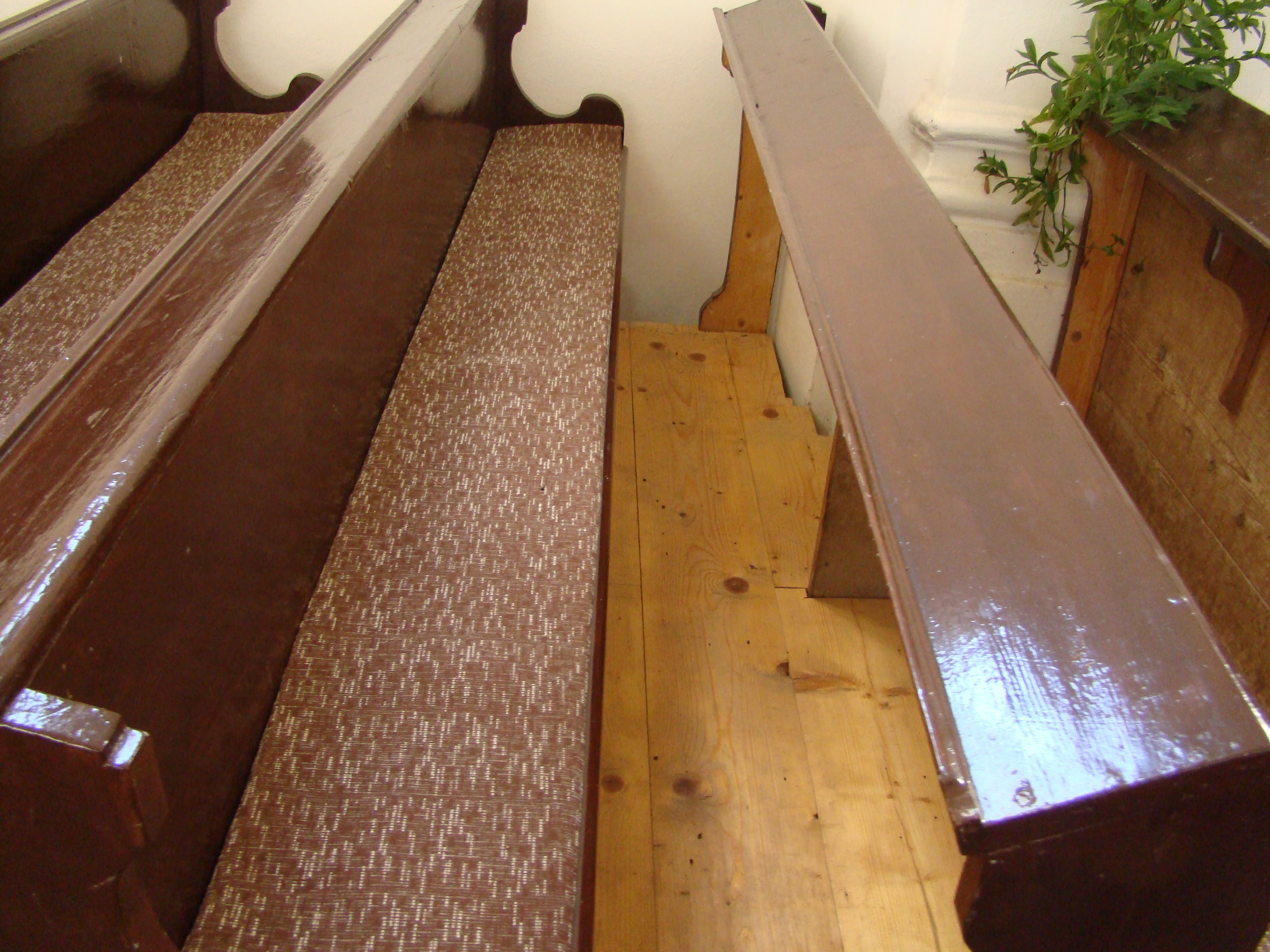
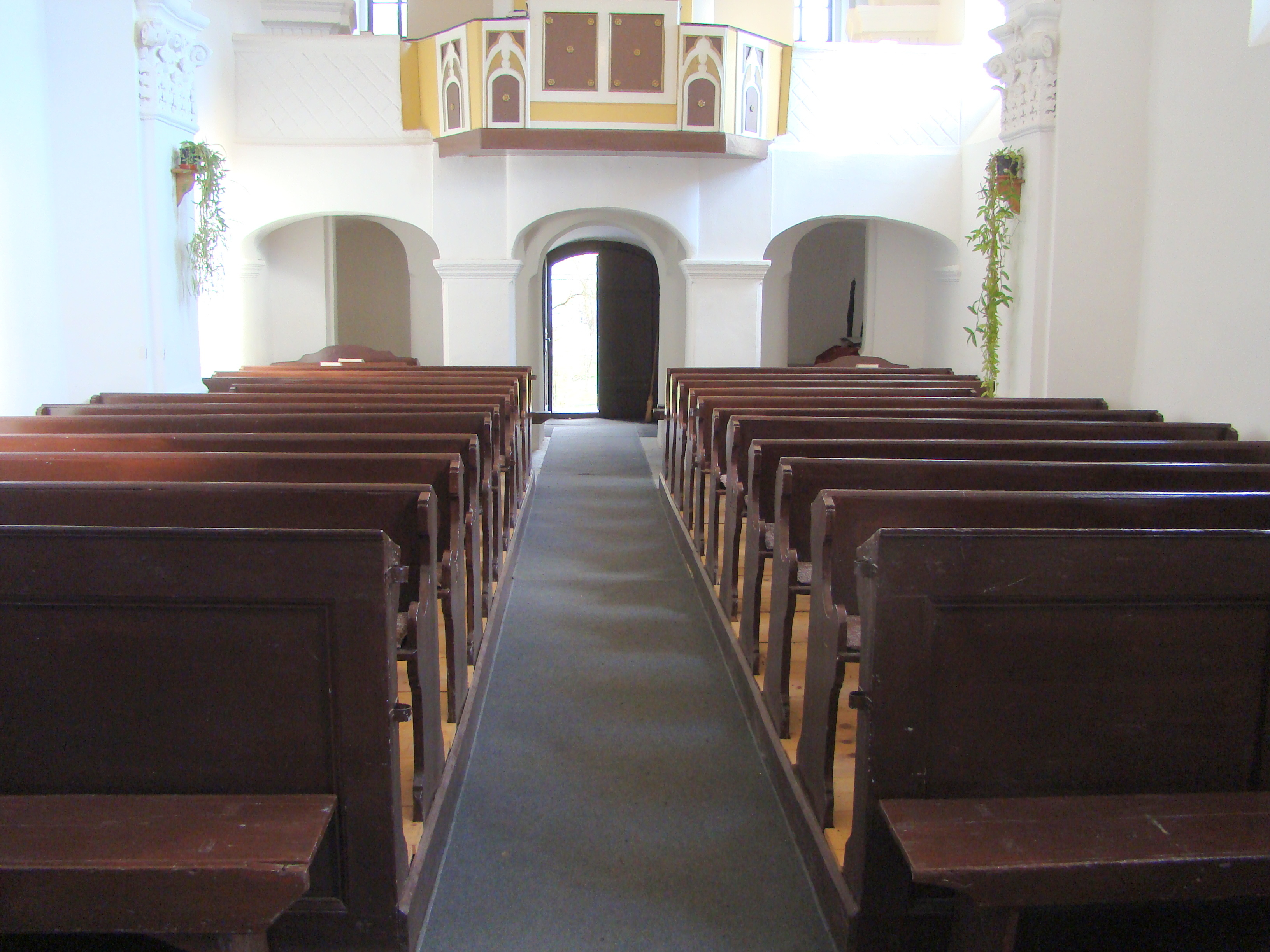

## Vezi și
- Cuieșd, Mureș